# Pachycephalosauria
Los paquicefalosaurios (Pachycephalosauria, gr. "lagartos de cabeza gruesa") son un infraorden de dinosaurios ornitisquios marginocéfalos, que vivieron desde el  Cretácico Inferior hasta el Cretácico Superior (hace aproximadamente entre 90 y 66 millones de años, desde el Berriasiense hasta el Maastrichtiense), en lo que hoy es Norteamérica y Asia. Eran animales bípedos, herbívoros/omnívoros con gruesos cráneos. En algunos fósiles, la bóveda craneal tiene forma de domo y con varios centímetros de grosor; en otros es aplanado o en forma de cuña. Aunque tradicionalmente se los ha considerado como especies distintas o incluso familias, los paquicefalosaurios de cabeza plana pueden representar a los juveniles de los adultos de cabeza abovedada. Los domos con frecuencia estaban rodeados de nódulos o espinas.
Entre los candidatos para los primeros paquicefalosaurios conocidos se incluye a Ferganocephale adenticulatum del período Jurásico Medio del actual Kirguistán y a Stenopelix valdensis del Cretácico Inferior de Alemania, aunque se planteado que estas especies pueden no ser paquicefalosaurios.

## Paleobiología

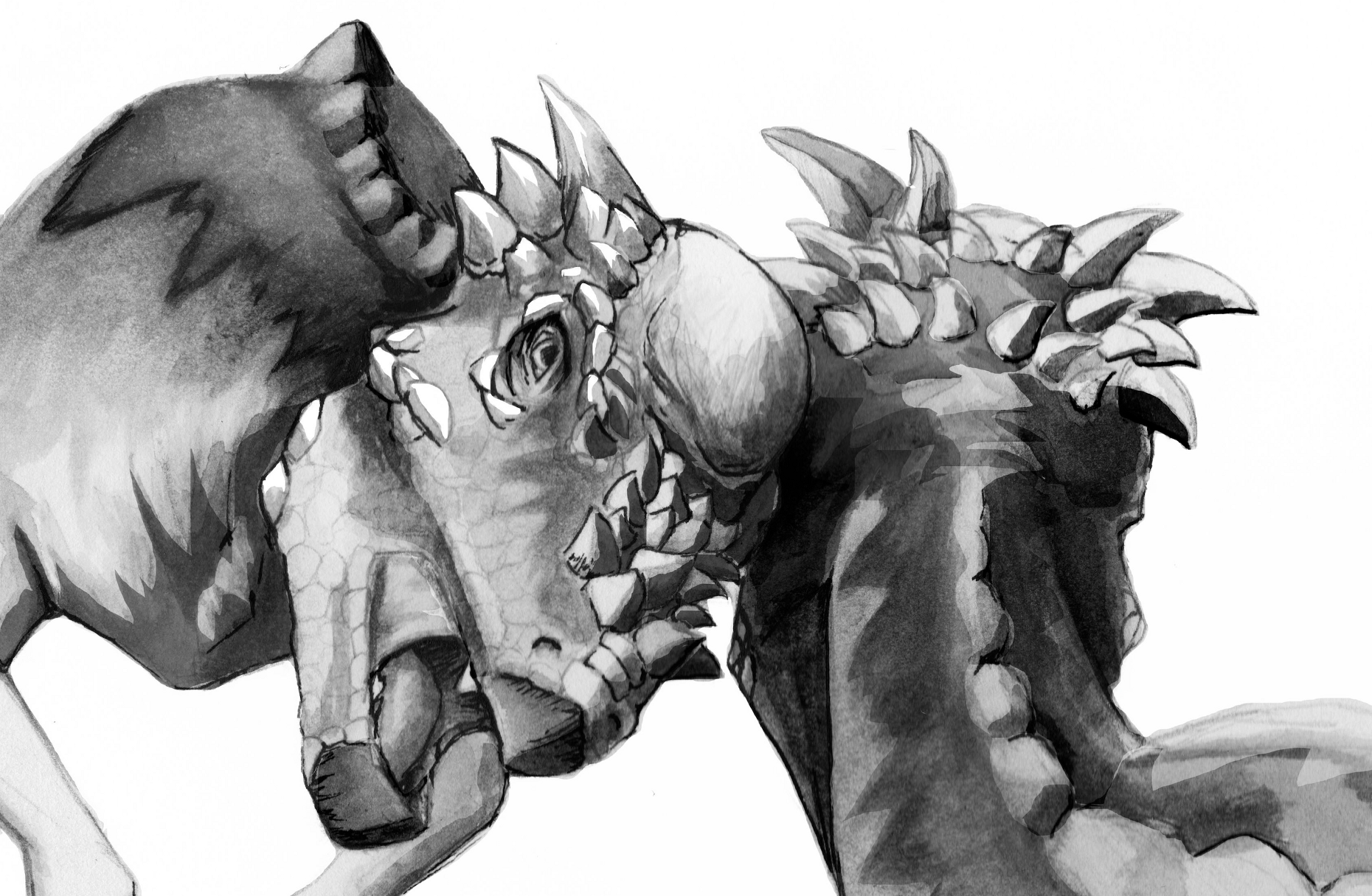
Recreación de un combate entre dos Pachycephalosaurus.

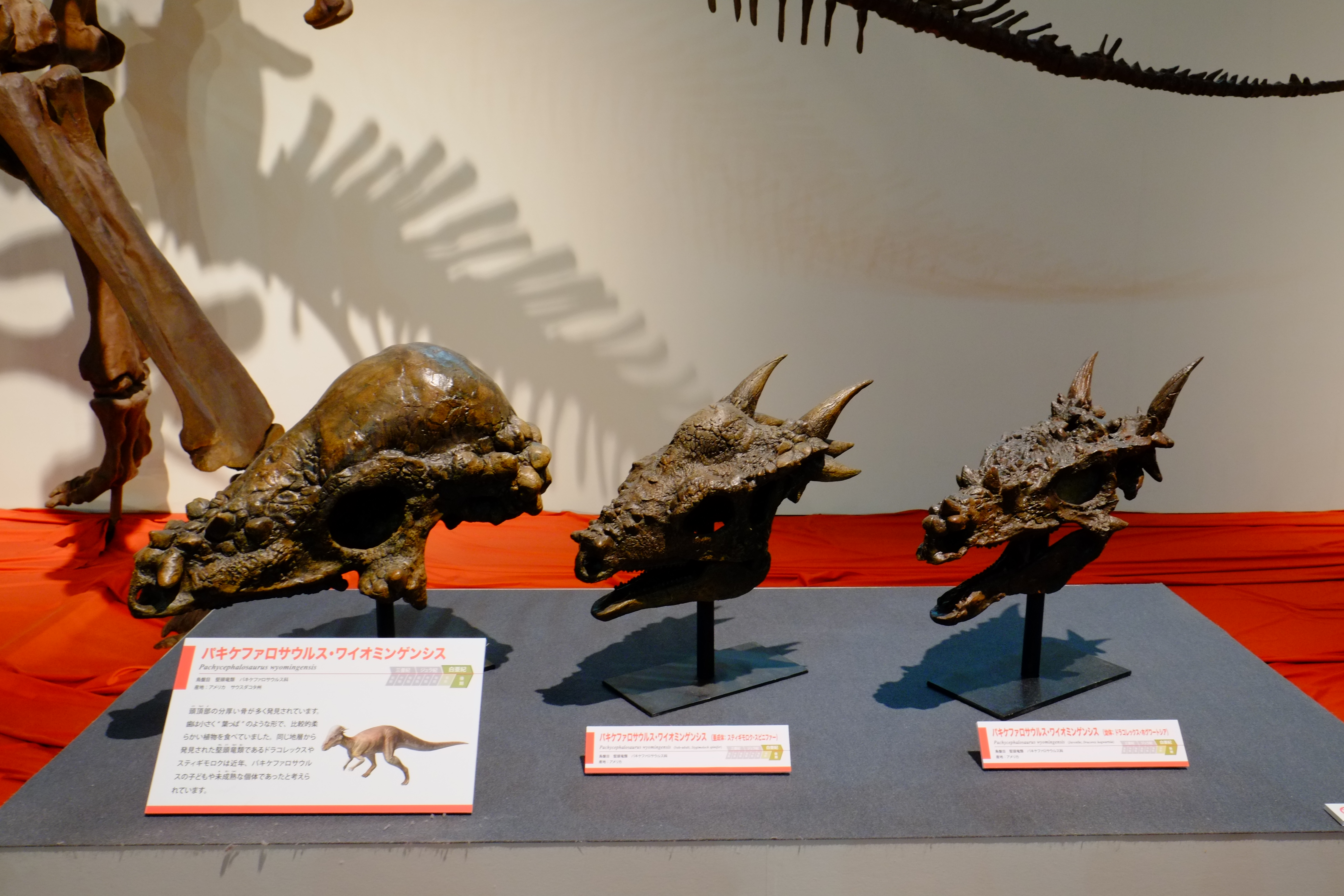
Cráneos de Pachycephalosaurus, "Stygimoloch" y "Dracorex".

La significación adaptativa del domo craneal ha sido bastante debatida. La hipótesis popular entre el público general, que el cráneo se usaba para realizar embestidas, como una especie de ariete dinosauriano, fue propuesta originalmente por Colbert, 1955. Esta idea fue popularizada en la historia de ciencia ficción de 1956 "A Gun for Dinosaur" de L. Sprague de Camp. Desde entonces muchos paleontólogos han estado a favor de la idea de las embestidas, incluyendo a Galton, 1970 y Sues, 1978.  En esta hipótesis, los paquicefalosaurios se embestían entre sí cabeza contra cabeza, como hacen los actuales carneros y bueyes almizcleros.
La evidencia anatómica de este comportamiento incluía las articulaciones vertebrales que proveían de rigidez a la columna vertebral, y la forma de la espalda que sugería una fuerte musculatura en el cuello.  Se había sugerido que los paquicefalosaurios podían alinear de manera completamente horizontal sus cabezas, cuellos y cuerpo a fin de poder transmitir las fuerzas del choque durante la lucha. Sin embargo, ningún dinosaurio conocido podía realmente orientar su cuerpo en tal posición. En lugar de ello, las vértebras cervicales y las dorsales anteriores de estos dinosaurios muestran que el cuello se orientaba generalmente en una curva en forma de "S"- o "U".
Asimismo, la forma redondeada del cráneo podría minimizar el área de contacto durante el contacto de las cabezas, resultando en golpes de refilón. Otras posibilidades incluyen la embestida a los flancos del animal, defensa contra los depredadores, o ambas. La relativa anchura del cuerpo de los paquicefalosaurios (que podría proteger los órganos internos vitales durante las confrontaciones) y los cuernos escamosales de Stygimoloch (los cuales pudieron usarse para ampliar el efecto del golpe) le dieron crédito a la hipótesis de las embestidas a los flancos.
Un estudio histológico realizado por Goodwin y Horner, 2004 argumentó en contra de la hipótesis del ariete. Ellos afirmaron que el domo era "una efímera etapa ontogénica", ya que la estructura de hueso esponjoso no podría soportar los golpes de los combates, y el patrón radial es simplemente un efecto del crecimiento rápido. Posteriores análisis biomecánicos deSnively y Cox, 2008 y Snively y Theodor, 2011 concluyeron por su parte, que los domos podrían resistir las tensiones del combate.Lehman, 2010 afirmaron que los patrones de crecimiento discutidos por Goodwin y Horner no son inconsistentes con la lucha a cabezazos.
Goodwin y Horner, 2004 insistieron en que la función del domo era el reconocimiento de miembros de la misma especie. Hay evidencia de que el domo tenía alguna clase de cubierta externa, y es razonable considerar que este pudo haber tenido una cubierta llamativa o cambiar de color estacionalmente. Pero debido a la naturaleza del registro fósil, no puede determinarse si el color realmente jugaba un papel en la función del domo.Longrich, Sankey y Tanke, 2010 indicaron que el reconocimiento de miembros de la especie es una causa evolutiva improbable para el desarrollo del domo ya que las formas de este no varían de manera apreciable entre las especies. Debido a esta similitud generalizada, varios géneros de Pachycephalosauridae fueron agrupados juntos incorrectamente. Esto a diferencia del caso de los ceratopsios y hadrosáuridos, los cuales tienen una muy variada ornamentación craneal. Longrich et al. señalaron que el domo debió tener una función mecánica, una que fuera lo bastante importante como para justificar la inversión de recursos en este, como el combate.
Nuevos hallazgos publicados en la revista Journal Plos One del 16 de julio de 2013 añadieron evidencia a la idea de las embestidas en las especies de paquicefalosaurios. De los 100 domos estudiados, el 20 por ciento mostraba signos de heridas, todas consistentes con el comportamiento de combate. Las patologías incluyen agujeros en donde el hueso se infectó debido a las heridas originadas en la piel. Estos hallazgos adicionales implican que los paquicefalosáuridos pueden haber usado sus cabezas tanto para el despliegue como la defensa como en muchos animales modernos.
Con respecto a su dieta, Mallon et al. (2013) examinaron la coexistencia de herbívoros en la isla-continente de Laramidia, durante el Cretácico Superior. Se concluyó que los paquicefalosáuridos por lo general se restringían a alimentarse de la vegetación situada a un metro o menos de altura del suelo.

## Sistemática
Pachycephalosauria se define como el clado más inclusivo que contiene al Pachycephalosaurus wyomingensis (Brown & Schlaikjer, 1943), pero no al Triceratops horridus (Marsh, 1889), al Heterodontosaurus tucki (Crompton & Charig 1962), al Hypsilophodon foxii (Huxley, 1869) y al Ankylosaurus magniventris (Brown, 1908).

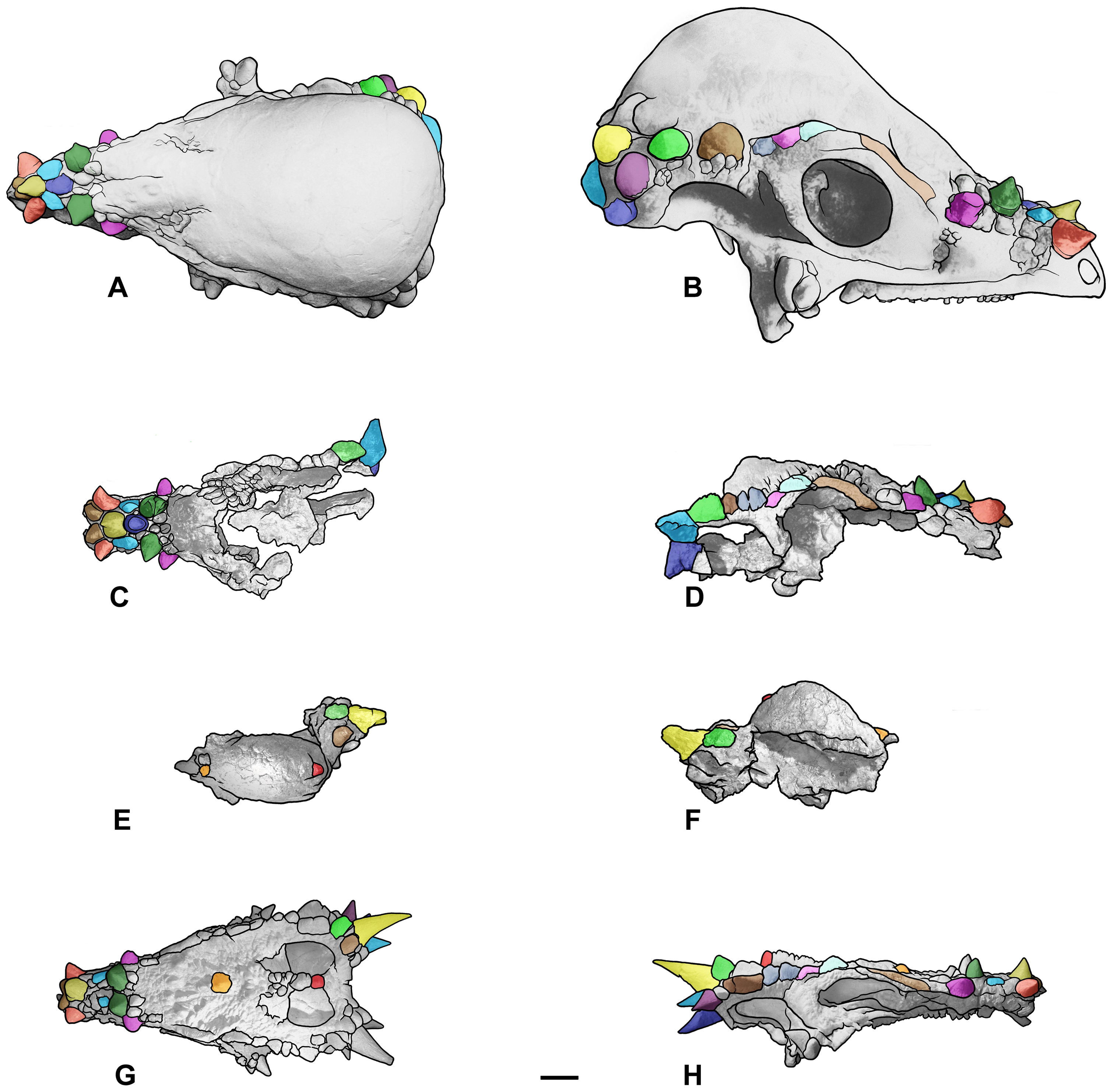
Diagrama mostrando a Dracorex y a Stygimoloch como fases de crecimiento de Pachycephalosaurus.

Muchos de los restos de paquicefalosaurios no están completos, consistiendo usualmente en partes del hueso frontoparietal que forma el distintivo domo. Esto hace que su identificación taxonómica sea una tarea difícil, ya que la clasificación de los géneros y especies dentro de Pachycephalosauria depende casi completamente de sus características craneales. En consecuencia, se han clasificado de manera errónea algunas especies en este clado. Por ejemplo, Majungatholus, alguna vez considerado como paquicefalosaurio, es ahora reconocido como un espécimen del terópodo abelisáurido Majungasaurus. Y Yaverlandia, otro dinosaurio inicialmente descrito como un paquicefalosáurido, ha sido reclasificado también como un celurosaurio (Naish en Sullivan, 2006). Dificultades adicionales se encuentran en las diversas interpretaciones de la ontogenia y los rasgos sexuales de estos dinosaurios.
Un artículo de 2009 propuso que Dracorex y Stygimoloch son apenas fases de crecimiento de Pachycephalosaurus, en lugar de ser géneros distintos.

### Taxonomía
Pachycephalosauria fue nombrado inicialmente como un suborden del orden Ornithischia por Maryańska y Osmólska, 1974. Ellas incluyeron en este a solo una familia, Pachycephalosauridae. Investigadores posteriores, como Michael Benton, lo reclasificaron como un infraorden del suborden Cerapoda, que reúne a los ceratopsios y ornitópodos. En 2006, Robert Sullivan publicó una revaluación de la taxonomía de los paquicefalosaurios. Sullivan consideró que el intento de Maryańska y Osmólska de restringir la definición de Pachycephalosauria es redundante con su Pachycephalosauridae, dado que los diagnosticaron con las mismas características anatómicas. Sullivan también rechazó la clasificación deSereno, 1986 en sus estudios filogenéticos, en que redefine a Pachycephalosauridae para incluir solo a las especies de domo elevado en su cráneo (como Stegoceras y Pachycephalosaurus), dejando entretanto a las especies más "basales" por fuera de esta familia en Pachycephalosauria. Por lo tanto, el uso de Sullivan de Pachycephalosauridae es equivalente al uso de Sereno y Benton de Pachycephalosauria.
Sullivan diagnosticó a Pachycephalosauridae basándose solo en las características craneales, siendo el rasgo definitorio el hueso frontoparietal en forma de domo. De acuerdo con Sullivan, la ausencia de esta característica en algunas especies que se consideraban primitivas llevó a al división entre los paquicefalosaurios de cabeza con domo y de cabeza plana; sin embargo, el descubrimiento de formas más avanzadas y posibles juveniles de paquicefalosaurios con cabezas aplanadas (como Dracorex hogwartsia) muestran que esta distinción es incorrecta. Sullivan también señaló que la diagnosis original diagnosis de  Pachycephalosauridae se centraba en cráneos "aplanados a abovedados", por lo que las formas de cabeza achatada deberían ser incluidas en la familia.
La siguiente taxonomía sigue la clasificación de Sullivan de 2006 a menos que se señale lo contrario.
- Familia Pachycephalosauridae
  - Acrotholus
  - Alaskacephale
  - Amtocephale[13]
  - Colepiocephale
  - Foraminacephale
  - Goyocephale
  - Gravitholus[2]
  - Hanssuesia
  - Homalocephale - posible forma juvenil de Prenocephale[2]
  - Prenocephale
  - Sinocephale
  - Sphaerotholus[2]
  - Stegoceras (incluye a Ornatotholus)
  - Texacephale[2]
  - Tylocephale
  - Wannanosaurus[2]
  - Tribu Pachycephalosaurini
    - Dracorex - posible forma juvenil de Pachycephalosaurus[14]
    - Pachycephalosaurus
    - Stygimoloch - posible forma juvenil de Pachycephalosaurus[14]
- Nomina dubia (nombres dudosos)
  - Ferganocephale
  - Heishansaurus (probablemente un anquilosaurio)

Se debe señalar que Butler et al., 2011 reasignaron a Stenopelix y Micropachycephalosaurus a Ceratopsia.

### Filogenia
El cladograma presentado aquí sigue un análisis de Williamson y Carr, 2002.

|         | Sphaerotholus                                                      |
|         |                                                                    |
| unnamed | \| \| Stygimoloch \| \| \| \| \| \| Pachycephalosaurus \| \| \| \| |
|         | \| \| Stygimoloch \| \| \| \| \| \| Pachycephalosaurus \| \| \| \| |
|         | Stygimoloch                                                        |
|         |                                                                    |
|         | Pachycephalosaurus                                                 |
|         |                                                                    |

|  | Stygimoloch        |
|  |                    |
|  | Pachycephalosaurus |
|  |                    |

|         | Sphaerotholus                                                      |
|         |                                                                    |
| unnamed | \| \| Stygimoloch \| \| \| \| \| \| Pachycephalosaurus \| \| \| \| |
|         | \| \| Stygimoloch \| \| \| \| \| \| Pachycephalosaurus \| \| \| \| |
|         | Stygimoloch                                                        |
|         |                                                                    |
|         | Pachycephalosaurus                                                 |
|         |                                                                    |

|  | Stygimoloch        |
|  |                    |
|  | Pachycephalosaurus |
|  |                    |

|         | Sphaerotholus                                                      |
|         |                                                                    |
| unnamed | \| \| Stygimoloch \| \| \| \| \| \| Pachycephalosaurus \| \| \| \| |
|         | \| \| Stygimoloch \| \| \| \| \| \| Pachycephalosaurus \| \| \| \| |
|         | Stygimoloch                                                        |
|         |                                                                    |
|         | Pachycephalosaurus                                                 |
|         |                                                                    |

|  | Stygimoloch        |
|  |                    |
|  | Pachycephalosaurus |
|  |                    |

|         | Sphaerotholus                                                      |
|         |                                                                    |
| unnamed | \| \| Stygimoloch \| \| \| \| \| \| Pachycephalosaurus \| \| \| \| |
|         | \| \| Stygimoloch \| \| \| \| \| \| Pachycephalosaurus \| \| \| \| |
|         | Stygimoloch                                                        |
|         |                                                                    |
|         | Pachycephalosaurus                                                 |
|         |                                                                    |

|  | Stygimoloch        |
|  |                    |
|  | Pachycephalosaurus |
|  |                    |

|         | Sphaerotholus                                                      |
|         |                                                                    |
| unnamed | \| \| Stygimoloch \| \| \| \| \| \| Pachycephalosaurus \| \| \| \| |
|         | \| \| Stygimoloch \| \| \| \| \| \| Pachycephalosaurus \| \| \| \| |
|         | Stygimoloch                                                        |
|         |                                                                    |
|         | Pachycephalosaurus                                                 |
|         |                                                                    |

|  | Stygimoloch        |
|  |                    |
|  | Pachycephalosaurus |
|  |                    |

|         | Sphaerotholus                                                      |
|         |                                                                    |
| unnamed | \| \| Stygimoloch \| \| \| \| \| \| Pachycephalosaurus \| \| \| \| |
|         | \| \| Stygimoloch \| \| \| \| \| \| Pachycephalosaurus \| \| \| \| |
|         | Stygimoloch                                                        |
|         |                                                                    |
|         | Pachycephalosaurus                                                 |
|         |                                                                    |

|  | Stygimoloch        |
|  |                    |
|  | Pachycephalosaurus |
|  |                    |

|         | Sphaerotholus                                                      |
|         |                                                                    |
| unnamed | \| \| Stygimoloch \| \| \| \| \| \| Pachycephalosaurus \| \| \| \| |
|         | \| \| Stygimoloch \| \| \| \| \| \| Pachycephalosaurus \| \| \| \| |
|         | Stygimoloch                                                        |
|         |                                                                    |
|         | Pachycephalosaurus                                                 |
|         |                                                                    |

|  | Stygimoloch        |
|  |                    |
|  | Pachycephalosaurus |
|  |                    |

|         | Sphaerotholus                                                      |
|         |                                                                    |
| unnamed | \| \| Stygimoloch \| \| \| \| \| \| Pachycephalosaurus \| \| \| \| |
|         | \| \| Stygimoloch \| \| \| \| \| \| Pachycephalosaurus \| \| \| \| |
|         | Stygimoloch                                                        |
|         |                                                                    |
|         | Pachycephalosaurus                                                 |
|         |                                                                    |

|  | Stygimoloch        |
|  |                    |
|  | Pachycephalosaurus |
|  |                    |

|         | Sphaerotholus                                                      |
|         |                                                                    |
| unnamed | \| \| Stygimoloch \| \| \| \| \| \| Pachycephalosaurus \| \| \| \| |
|         | \| \| Stygimoloch \| \| \| \| \| \| Pachycephalosaurus \| \| \| \| |
|         | Stygimoloch                                                        |
|         |                                                                    |
|         | Pachycephalosaurus                                                 |
|         |                                                                    |

|  | Stygimoloch        |
|  |                    |
|  | Pachycephalosaurus |
|  |                    |

|         | Sphaerotholus                                                      |
|         |                                                                    |
| unnamed | \| \| Stygimoloch \| \| \| \| \| \| Pachycephalosaurus \| \| \| \| |
|         | \| \| Stygimoloch \| \| \| \| \| \| Pachycephalosaurus \| \| \| \| |
|         | Stygimoloch                                                        |
|         |                                                                    |
|         | Pachycephalosaurus                                                 |
|         |                                                                    |

|  | Stygimoloch        |
|  |                    |
|  | Pachycephalosaurus |
|  |                    |

|         | Sphaerotholus                                                      |
|         |                                                                    |
| unnamed | \| \| Stygimoloch \| \| \| \| \| \| Pachycephalosaurus \| \| \| \| |
|         | \| \| Stygimoloch \| \| \| \| \| \| Pachycephalosaurus \| \| \| \| |
|         | Stygimoloch                                                        |
|         |                                                                    |
|         | Pachycephalosaurus                                                 |
|         |                                                                    |

|  | Stygimoloch        |
|  |                    |
|  | Pachycephalosaurus |
|  |                    |

|         | Sphaerotholus                                                      |
|         |                                                                    |
| unnamed | \| \| Stygimoloch \| \| \| \| \| \| Pachycephalosaurus \| \| \| \| |
|         | \| \| Stygimoloch \| \| \| \| \| \| Pachycephalosaurus \| \| \| \| |
|         | Stygimoloch                                                        |
|         |                                                                    |
|         | Pachycephalosaurus                                                 |
|         |                                                                    |

|  | Stygimoloch        |
|  |                    |
|  | Pachycephalosaurus |
|  |                    |

|         | Sphaerotholus                                                      |
|         |                                                                    |
| unnamed | \| \| Stygimoloch \| \| \| \| \| \| Pachycephalosaurus \| \| \| \| |
|         | \| \| Stygimoloch \| \| \| \| \| \| Pachycephalosaurus \| \| \| \| |
|         | Stygimoloch                                                        |
|         |                                                                    |
|         | Pachycephalosaurus                                                 |
|         |                                                                    |

|  | Stygimoloch        |
|  |                    |
|  | Pachycephalosaurus |
|  |                    |

|         | Sphaerotholus                                                      |
|         |                                                                    |
| unnamed | \| \| Stygimoloch \| \| \| \| \| \| Pachycephalosaurus \| \| \| \| |
|         | \| \| Stygimoloch \| \| \| \| \| \| Pachycephalosaurus \| \| \| \| |
|         | Stygimoloch                                                        |
|         |                                                                    |
|         | Pachycephalosaurus                                                 |
|         |                                                                    |

|  | Stygimoloch        |
|  |                    |
|  | Pachycephalosaurus |
|  |                    |

|         | Sphaerotholus                                                      |
|         |                                                                    |
| unnamed | \| \| Stygimoloch \| \| \| \| \| \| Pachycephalosaurus \| \| \| \| |
|         | \| \| Stygimoloch \| \| \| \| \| \| Pachycephalosaurus \| \| \| \| |
|         | Stygimoloch                                                        |
|         |                                                                    |
|         | Pachycephalosaurus                                                 |
|         |                                                                    |

|  | Stygimoloch        |
|  |                    |
|  | Pachycephalosaurus |
|  |                    |

|         | Sphaerotholus                                                      |
|         |                                                                    |
| unnamed | \| \| Stygimoloch \| \| \| \| \| \| Pachycephalosaurus \| \| \| \| |
|         | \| \| Stygimoloch \| \| \| \| \| \| Pachycephalosaurus \| \| \| \| |
|         | Stygimoloch                                                        |
|         |                                                                    |
|         | Pachycephalosaurus                                                 |
|         |                                                                    |

|  | Stygimoloch        |
|  |                    |
|  | Pachycephalosaurus |
|  |                    |

|         | Sphaerotholus                                                      |
|         |                                                                    |
| unnamed | \| \| Stygimoloch \| \| \| \| \| \| Pachycephalosaurus \| \| \| \| |
|         | \| \| Stygimoloch \| \| \| \| \| \| Pachycephalosaurus \| \| \| \| |
|         | Stygimoloch                                                        |
|         |                                                                    |
|         | Pachycephalosaurus                                                 |
|         |                                                                    |

|  | Stygimoloch        |
|  |                    |
|  | Pachycephalosaurus |
|  |                    |

|         | Sphaerotholus                                                      |
|         |                                                                    |
| unnamed | \| \| Stygimoloch \| \| \| \| \| \| Pachycephalosaurus \| \| \| \| |
|         | \| \| Stygimoloch \| \| \| \| \| \| Pachycephalosaurus \| \| \| \| |
|         | Stygimoloch                                                        |
|         |                                                                    |
|         | Pachycephalosaurus                                                 |
|         |                                                                    |

|  | Stygimoloch        |
|  |                    |
|  | Pachycephalosaurus |
|  |                    |

|         | Sphaerotholus                                                      |
|         |                                                                    |
| unnamed | \| \| Stygimoloch \| \| \| \| \| \| Pachycephalosaurus \| \| \| \| |
|         | \| \| Stygimoloch \| \| \| \| \| \| Pachycephalosaurus \| \| \| \| |
|         | Stygimoloch                                                        |
|         |                                                                    |
|         | Pachycephalosaurus                                                 |
|         |                                                                    |

|  | Stygimoloch        |
|  |                    |
|  | Pachycephalosaurus |
|  |                    |

|         | Sphaerotholus                                                      |
|         |                                                                    |
| unnamed | \| \| Stygimoloch \| \| \| \| \| \| Pachycephalosaurus \| \| \| \| |
|         | \| \| Stygimoloch \| \| \| \| \| \| Pachycephalosaurus \| \| \| \| |
|         | Stygimoloch                                                        |
|         |                                                                    |
|         | Pachycephalosaurus                                                 |
|         |                                                                    |

|  | Stygimoloch        |
|  |                    |
|  | Pachycephalosaurus |
|  |                    |

|         | Sphaerotholus                                                      |
|         |                                                                    |
| unnamed | \| \| Stygimoloch \| \| \| \| \| \| Pachycephalosaurus \| \| \| \| |
|         | \| \| Stygimoloch \| \| \| \| \| \| Pachycephalosaurus \| \| \| \| |
|         | Stygimoloch                                                        |
|         |                                                                    |
|         | Pachycephalosaurus                                                 |
|         |                                                                    |

|  | Stygimoloch        |
|  |                    |
|  | Pachycephalosaurus |
|  |                    |

|         | Sphaerotholus                                                      |
|         |                                                                    |
| unnamed | \| \| Stygimoloch \| \| \| \| \| \| Pachycephalosaurus \| \| \| \| |
|         | \| \| Stygimoloch \| \| \| \| \| \| Pachycephalosaurus \| \| \| \| |
|         | Stygimoloch                                                        |
|         |                                                                    |
|         | Pachycephalosaurus                                                 |
|         |                                                                    |

|  | Stygimoloch        |
|  |                    |
|  | Pachycephalosaurus |
|  |                    |

|         | Sphaerotholus                                                      |
|         |                                                                    |
| unnamed | \| \| Stygimoloch \| \| \| \| \| \| Pachycephalosaurus \| \| \| \| |
|         | \| \| Stygimoloch \| \| \| \| \| \| Pachycephalosaurus \| \| \| \| |
|         | Stygimoloch                                                        |
|         |                                                                    |
|         | Pachycephalosaurus                                                 |
|         |                                                                    |

|  | Stygimoloch        |
|  |                    |
|  | Pachycephalosaurus |
|  |                    |

|         | Sphaerotholus                                                      |
|         |                                                                    |
| unnamed | \| \| Stygimoloch \| \| \| \| \| \| Pachycephalosaurus \| \| \| \| |
|         | \| \| Stygimoloch \| \| \| \| \| \| Pachycephalosaurus \| \| \| \| |
|         | Stygimoloch                                                        |
|         |                                                                    |
|         | Pachycephalosaurus                                                 |
|         |                                                                    |

|  | Stygimoloch        |
|  |                    |
|  | Pachycephalosaurus |
|  |                    |

|         | Sphaerotholus                                                      |
|         |                                                                    |
| unnamed | \| \| Stygimoloch \| \| \| \| \| \| Pachycephalosaurus \| \| \| \| |
|         | \| \| Stygimoloch \| \| \| \| \| \| Pachycephalosaurus \| \| \| \| |
|         | Stygimoloch                                                        |
|         |                                                                    |
|         | Pachycephalosaurus                                                 |
|         |                                                                    |

|  | Stygimoloch        |
|  |                    |
|  | Pachycephalosaurus |
|  |                    |

|         | Sphaerotholus                                                      |
|         |                                                                    |
| unnamed | \| \| Stygimoloch \| \| \| \| \| \| Pachycephalosaurus \| \| \| \| |
|         | \| \| Stygimoloch \| \| \| \| \| \| Pachycephalosaurus \| \| \| \| |
|         | Stygimoloch                                                        |
|         |                                                                    |
|         | Pachycephalosaurus                                                 |
|         |                                                                    |

|  | Stygimoloch        |
|  |                    |
|  | Pachycephalosaurus |
|  |                    |

|         | Sphaerotholus                                                      |
|         |                                                                    |
| unnamed | \| \| Stygimoloch \| \| \| \| \| \| Pachycephalosaurus \| \| \| \| |
|         | \| \| Stygimoloch \| \| \| \| \| \| Pachycephalosaurus \| \| \| \| |
|         | Stygimoloch                                                        |
|         |                                                                    |
|         | Pachycephalosaurus                                                 |
|         |                                                                    |

|  | Stygimoloch        |
|  |                    |
|  | Pachycephalosaurus |
|  |                    |

|         | Sphaerotholus                                                      |
|         |                                                                    |
| unnamed | \| \| Stygimoloch \| \| \| \| \| \| Pachycephalosaurus \| \| \| \| |
|         | \| \| Stygimoloch \| \| \| \| \| \| Pachycephalosaurus \| \| \| \| |
|         | Stygimoloch                                                        |
|         |                                                                    |
|         | Pachycephalosaurus                                                 |
|         |                                                                    |

|  | Stygimoloch        |
|  |                    |
|  | Pachycephalosaurus |
|  |                    |

|         | Sphaerotholus                                                      |
|         |                                                                    |
| unnamed | \| \| Stygimoloch \| \| \| \| \| \| Pachycephalosaurus \| \| \| \| |
|         | \| \| Stygimoloch \| \| \| \| \| \| Pachycephalosaurus \| \| \| \| |
|         | Stygimoloch                                                        |
|         |                                                                    |
|         | Pachycephalosaurus                                                 |
|         |                                                                    |

|  | Stygimoloch        |
|  |                    |
|  | Pachycephalosaurus |
|  |                    |

|         | Sphaerotholus                                                      |
|         |                                                                    |
| unnamed | \| \| Stygimoloch \| \| \| \| \| \| Pachycephalosaurus \| \| \| \| |
|         | \| \| Stygimoloch \| \| \| \| \| \| Pachycephalosaurus \| \| \| \| |
|         | Stygimoloch                                                        |
|         |                                                                    |
|         | Pachycephalosaurus                                                 |
|         |                                                                    |

|  | Stygimoloch        |
|  |                    |
|  | Pachycephalosaurus |
|  |                    |

|         | Sphaerotholus                                                      |
|         |                                                                    |
| unnamed | \| \| Stygimoloch \| \| \| \| \| \| Pachycephalosaurus \| \| \| \| |
|         | \| \| Stygimoloch \| \| \| \| \| \| Pachycephalosaurus \| \| \| \| |
|         | Stygimoloch                                                        |
|         |                                                                    |
|         | Pachycephalosaurus                                                 |
|         |                                                                    |

|  | Stygimoloch        |
|  |                    |
|  | Pachycephalosaurus |
|  |                    |

|         | Sphaerotholus                                                      |
|         |                                                                    |
| unnamed | \| \| Stygimoloch \| \| \| \| \| \| Pachycephalosaurus \| \| \| \| |
|         | \| \| Stygimoloch \| \| \| \| \| \| Pachycephalosaurus \| \| \| \| |
|         | Stygimoloch                                                        |
|         |                                                                    |
|         | Pachycephalosaurus                                                 |
|         |                                                                    |

|  | Stygimoloch        |
|  |                    |
|  | Pachycephalosaurus |
|  |                    |

|         | Sphaerotholus                                                      |
|         |                                                                    |
| unnamed | \| \| Stygimoloch \| \| \| \| \| \| Pachycephalosaurus \| \| \| \| |
|         | \| \| Stygimoloch \| \| \| \| \| \| Pachycephalosaurus \| \| \| \| |
|         | Stygimoloch                                                        |
|         |                                                                    |
|         | Pachycephalosaurus                                                 |
|         |                                                                    |

|  | Stygimoloch        |
|  |                    |
|  | Pachycephalosaurus |
|  |                    |

|         | Sphaerotholus                                                      |
|         |                                                                    |
| unnamed | \| \| Stygimoloch \| \| \| \| \| \| Pachycephalosaurus \| \| \| \| |
|         | \| \| Stygimoloch \| \| \| \| \| \| Pachycephalosaurus \| \| \| \| |
|         | Stygimoloch                                                        |
|         |                                                                    |
|         | Pachycephalosaurus                                                 |
|         |                                                                    |

|  | Stygimoloch        |
|  |                    |
|  | Pachycephalosaurus |
|  |                    |

|         | Sphaerotholus                                                      |
|         |                                                                    |
| unnamed | \| \| Stygimoloch \| \| \| \| \| \| Pachycephalosaurus \| \| \| \| |
|         | \| \| Stygimoloch \| \| \| \| \| \| Pachycephalosaurus \| \| \| \| |
|         | Stygimoloch                                                        |
|         |                                                                    |
|         | Pachycephalosaurus                                                 |
|         |                                                                    |

|  | Stygimoloch        |
|  |                    |
|  | Pachycephalosaurus |
|  |                    |

|         | Sphaerotholus                                                      |
|         |                                                                    |
| unnamed | \| \| Stygimoloch \| \| \| \| \| \| Pachycephalosaurus \| \| \| \| |
|         | \| \| Stygimoloch \| \| \| \| \| \| Pachycephalosaurus \| \| \| \| |
|         | Stygimoloch                                                        |
|         |                                                                    |
|         | Pachycephalosaurus                                                 |
|         |                                                                    |

|  | Stygimoloch        |
|  |                    |
|  | Pachycephalosaurus |
|  |                    |

|         | Sphaerotholus                                                      |
|         |                                                                    |
| unnamed | \| \| Stygimoloch \| \| \| \| \| \| Pachycephalosaurus \| \| \| \| |
|         | \| \| Stygimoloch \| \| \| \| \| \| Pachycephalosaurus \| \| \| \| |
|         | Stygimoloch                                                        |
|         |                                                                    |
|         | Pachycephalosaurus                                                 |
|         |                                                                    |

|  | Stygimoloch        |
|  |                    |
|  | Pachycephalosaurus |
|  |                    |

|         | Sphaerotholus                                                      |
|         |                                                                    |
| unnamed | \| \| Stygimoloch \| \| \| \| \| \| Pachycephalosaurus \| \| \| \| |
|         | \| \| Stygimoloch \| \| \| \| \| \| Pachycephalosaurus \| \| \| \| |
|         | Stygimoloch                                                        |
|         |                                                                    |
|         | Pachycephalosaurus                                                 |
|         |                                                                    |

|  | Stygimoloch        |
|  |                    |
|  | Pachycephalosaurus |
|  |                    |

|         | Sphaerotholus                                                      |
|         |                                                                    |
| unnamed | \| \| Stygimoloch \| \| \| \| \| \| Pachycephalosaurus \| \| \| \| |
|         | \| \| Stygimoloch \| \| \| \| \| \| Pachycephalosaurus \| \| \| \| |
|         | Stygimoloch                                                        |
|         |                                                                    |
|         | Pachycephalosaurus                                                 |
|         |                                                                    |

|  | Stygimoloch        |
|  |                    |
|  | Pachycephalosaurus |
|  |                    |

|         | Sphaerotholus                                                      |
|         |                                                                    |
| unnamed | \| \| Stygimoloch \| \| \| \| \| \| Pachycephalosaurus \| \| \| \| |
|         | \| \| Stygimoloch \| \| \| \| \| \| Pachycephalosaurus \| \| \| \| |
|         | Stygimoloch                                                        |
|         |                                                                    |
|         | Pachycephalosaurus                                                 |
|         |                                                                    |

|  | Stygimoloch        |
|  |                    |
|  | Pachycephalosaurus |
|  |                    |

|         | Sphaerotholus                                                      |
|         |                                                                    |
| unnamed | \| \| Stygimoloch \| \| \| \| \| \| Pachycephalosaurus \| \| \| \| |
|         | \| \| Stygimoloch \| \| \| \| \| \| Pachycephalosaurus \| \| \| \| |
|         | Stygimoloch                                                        |
|         |                                                                    |
|         | Pachycephalosaurus                                                 |
|         |                                                                    |

|  | Stygimoloch        |
|  |                    |
|  | Pachycephalosaurus |
|  |                    |

|         | Sphaerotholus                                                      |
|         |                                                                    |
| unnamed | \| \| Stygimoloch \| \| \| \| \| \| Pachycephalosaurus \| \| \| \| |
|         | \| \| Stygimoloch \| \| \| \| \| \| Pachycephalosaurus \| \| \| \| |
|         | Stygimoloch                                                        |
|         |                                                                    |
|         | Pachycephalosaurus                                                 |
|         |                                                                    |

|  | Stygimoloch        |
|  |                    |
|  | Pachycephalosaurus |
|  |                    |

|         | Sphaerotholus                                                      |
|         |                                                                    |
| unnamed | \| \| Stygimoloch \| \| \| \| \| \| Pachycephalosaurus \| \| \| \| |
|         | \| \| Stygimoloch \| \| \| \| \| \| Pachycephalosaurus \| \| \| \| |
|         | Stygimoloch                                                        |
|         |                                                                    |
|         | Pachycephalosaurus                                                 |
|         |                                                                    |

|  | Stygimoloch        |
|  |                    |
|  | Pachycephalosaurus |
|  |                    |

|         | Sphaerotholus                                                      |
|         |                                                                    |
| unnamed | \| \| Stygimoloch \| \| \| \| \| \| Pachycephalosaurus \| \| \| \| |
|         | \| \| Stygimoloch \| \| \| \| \| \| Pachycephalosaurus \| \| \| \| |
|         | Stygimoloch                                                        |
|         |                                                                    |
|         | Pachycephalosaurus                                                 |
|         |                                                                    |

|  | Stygimoloch        |
|  |                    |
|  | Pachycephalosaurus |
|  |                    |

|         | Sphaerotholus                                                      |
|         |                                                                    |
| unnamed | \| \| Stygimoloch \| \| \| \| \| \| Pachycephalosaurus \| \| \| \| |
|         | \| \| Stygimoloch \| \| \| \| \| \| Pachycephalosaurus \| \| \| \| |
|         | Stygimoloch                                                        |
|         |                                                                    |
|         | Pachycephalosaurus                                                 |
|         |                                                                    |

|  | Stygimoloch        |
|  |                    |
|  | Pachycephalosaurus |
|  |                    |

|         | Sphaerotholus                                                      |
|         |                                                                    |
| unnamed | \| \| Stygimoloch \| \| \| \| \| \| Pachycephalosaurus \| \| \| \| |
|         | \| \| Stygimoloch \| \| \| \| \| \| Pachycephalosaurus \| \| \| \| |
|         | Stygimoloch                                                        |
|         |                                                                    |
|         | Pachycephalosaurus                                                 |
|         |                                                                    |

|  | Stygimoloch        |
|  |                    |
|  | Pachycephalosaurus |
|  |                    |

|         | Sphaerotholus                                                      |
|         |                                                                    |
| unnamed | \| \| Stygimoloch \| \| \| \| \| \| Pachycephalosaurus \| \| \| \| |
|         | \| \| Stygimoloch \| \| \| \| \| \| Pachycephalosaurus \| \| \| \| |
|         | Stygimoloch                                                        |
|         |                                                                    |
|         | Pachycephalosaurus                                                 |
|         |                                                                    |

|  | Stygimoloch        |
|  |                    |
|  | Pachycephalosaurus |
|  |                    |

|         | Sphaerotholus                                                      |
|         |                                                                    |
| unnamed | \| \| Stygimoloch \| \| \| \| \| \| Pachycephalosaurus \| \| \| \| |
|         | \| \| Stygimoloch \| \| \| \| \| \| Pachycephalosaurus \| \| \| \| |
|         | Stygimoloch                                                        |
|         |                                                                    |
|         | Pachycephalosaurus                                                 |
|         |                                                                    |

|  | Stygimoloch        |
|  |                    |
|  | Pachycephalosaurus |
|  |                    |

|         | Sphaerotholus                                                      |
|         |                                                                    |
| unnamed | \| \| Stygimoloch \| \| \| \| \| \| Pachycephalosaurus \| \| \| \| |
|         | \| \| Stygimoloch \| \| \| \| \| \| Pachycephalosaurus \| \| \| \| |
|         | Stygimoloch                                                        |
|         |                                                                    |
|         | Pachycephalosaurus                                                 |
|         |                                                                    |

|  | Stygimoloch        |
|  |                    |
|  | Pachycephalosaurus |
|  |                    |

|         | Sphaerotholus                                                      |
|         |                                                                    |
| unnamed | \| \| Stygimoloch \| \| \| \| \| \| Pachycephalosaurus \| \| \| \| |
|         | \| \| Stygimoloch \| \| \| \| \| \| Pachycephalosaurus \| \| \| \| |
|         | Stygimoloch                                                        |
|         |                                                                    |
|         | Pachycephalosaurus                                                 |
|         |                                                                    |

|  | Stygimoloch        |
|  |                    |
|  | Pachycephalosaurus |
|  |                    |

|         | Sphaerotholus                                                      |
|         |                                                                    |
| unnamed | \| \| Stygimoloch \| \| \| \| \| \| Pachycephalosaurus \| \| \| \| |
|         | \| \| Stygimoloch \| \| \| \| \| \| Pachycephalosaurus \| \| \| \| |
|         | Stygimoloch                                                        |
|         |                                                                    |
|         | Pachycephalosaurus                                                 |
|         |                                                                    |

|  | Stygimoloch        |
|  |                    |
|  | Pachycephalosaurus |
|  |                    |

|         | Sphaerotholus                                                      |
|         |                                                                    |
| unnamed | \| \| Stygimoloch \| \| \| \| \| \| Pachycephalosaurus \| \| \| \| |
|         | \| \| Stygimoloch \| \| \| \| \| \| Pachycephalosaurus \| \| \| \| |
|         | Stygimoloch                                                        |
|         |                                                                    |
|         | Pachycephalosaurus                                                 |
|         |                                                                    |

|  | Stygimoloch        |
|  |                    |
|  | Pachycephalosaurus |
|  |                    |

|         | Sphaerotholus                                                      |
|         |                                                                    |
| unnamed | \| \| Stygimoloch \| \| \| \| \| \| Pachycephalosaurus \| \| \| \| |
|         | \| \| Stygimoloch \| \| \| \| \| \| Pachycephalosaurus \| \| \| \| |
|         | Stygimoloch                                                        |
|         |                                                                    |
|         | Pachycephalosaurus                                                 |
|         |                                                                    |

|  | Stygimoloch        |
|  |                    |
|  | Pachycephalosaurus |
|  |                    |

|         | Sphaerotholus                                                      |
|         |                                                                    |
| unnamed | \| \| Stygimoloch \| \| \| \| \| \| Pachycephalosaurus \| \| \| \| |
|         | \| \| Stygimoloch \| \| \| \| \| \| Pachycephalosaurus \| \| \| \| |
|         | Stygimoloch                                                        |
|         |                                                                    |
|         | Pachycephalosaurus                                                 |
|         |                                                                    |

|  | Stygimoloch        |
|  |                    |
|  | Pachycephalosaurus |
|  |                    |

|         | Sphaerotholus                                                      |
|         |                                                                    |
| unnamed | \| \| Stygimoloch \| \| \| \| \| \| Pachycephalosaurus \| \| \| \| |
|         | \| \| Stygimoloch \| \| \| \| \| \| Pachycephalosaurus \| \| \| \| |
|         | Stygimoloch                                                        |
|         |                                                                    |
|         | Pachycephalosaurus                                                 |
|         |                                                                    |

|  | Stygimoloch        |
|  |                    |
|  | Pachycephalosaurus |
|  |                    |

|         | Sphaerotholus                                                      |
|         |                                                                    |
| unnamed | \| \| Stygimoloch \| \| \| \| \| \| Pachycephalosaurus \| \| \| \| |
|         | \| \| Stygimoloch \| \| \| \| \| \| Pachycephalosaurus \| \| \| \| |
|         | Stygimoloch                                                        |
|         |                                                                    |
|         | Pachycephalosaurus                                                 |
|         |                                                                    |

|  | Stygimoloch        |
|  |                    |
|  | Pachycephalosaurus |
|  |                    |

|         | Sphaerotholus                                                      |
|         |                                                                    |
| unnamed | \| \| Stygimoloch \| \| \| \| \| \| Pachycephalosaurus \| \| \| \| |
|         | \| \| Stygimoloch \| \| \| \| \| \| Pachycephalosaurus \| \| \| \| |
|         | Stygimoloch                                                        |
|         |                                                                    |
|         | Pachycephalosaurus                                                 |
|         |                                                                    |

|  | Stygimoloch        |
|  |                    |
|  | Pachycephalosaurus |
|  |                    |

|         | Sphaerotholus                                                      |
|         |                                                                    |
| unnamed | \| \| Stygimoloch \| \| \| \| \| \| Pachycephalosaurus \| \| \| \| |
|         | \| \| Stygimoloch \| \| \| \| \| \| Pachycephalosaurus \| \| \| \| |
|         | Stygimoloch                                                        |
|         |                                                                    |
|         | Pachycephalosaurus                                                 |
|         |                                                                    |

|  | Stygimoloch        |
|  |                    |
|  | Pachycephalosaurus |
|  |                    |

|         | Sphaerotholus                                                      |
|         |                                                                    |
| unnamed | \| \| Stygimoloch \| \| \| \| \| \| Pachycephalosaurus \| \| \| \| |
|         | \| \| Stygimoloch \| \| \| \| \| \| Pachycephalosaurus \| \| \| \| |
|         | Stygimoloch                                                        |
|         |                                                                    |
|         | Pachycephalosaurus                                                 |
|         |                                                                    |

|  | Stygimoloch        |
|  |                    |
|  | Pachycephalosaurus |
|  |                    |

|         | Sphaerotholus                                                      |
|         |                                                                    |
| unnamed | \| \| Stygimoloch \| \| \| \| \| \| Pachycephalosaurus \| \| \| \| |
|         | \| \| Stygimoloch \| \| \| \| \| \| Pachycephalosaurus \| \| \| \| |
|         | Stygimoloch                                                        |
|         |                                                                    |
|         | Pachycephalosaurus                                                 |
|         |                                                                    |

|  | Stygimoloch        |
|  |                    |
|  | Pachycephalosaurus |
|  |                    |

|         | Sphaerotholus                                                      |
|         |                                                                    |
| unnamed | \| \| Stygimoloch \| \| \| \| \| \| Pachycephalosaurus \| \| \| \| |
|         | \| \| Stygimoloch \| \| \| \| \| \| Pachycephalosaurus \| \| \| \| |
|         | Stygimoloch                                                        |
|         |                                                                    |
|         | Pachycephalosaurus                                                 |
|         |                                                                    |

|  | Stygimoloch        |
|  |                    |
|  | Pachycephalosaurus |
|  |                    |

|         | Sphaerotholus                                                      |
|         |                                                                    |
| unnamed | \| \| Stygimoloch \| \| \| \| \| \| Pachycephalosaurus \| \| \| \| |
|         | \| \| Stygimoloch \| \| \| \| \| \| Pachycephalosaurus \| \| \| \| |
|         | Stygimoloch                                                        |
|         |                                                                    |
|         | Pachycephalosaurus                                                 |
|         |                                                                    |

|  | Stygimoloch        |
|  |                    |
|  | Pachycephalosaurus |
|  |                    |

|         | Sphaerotholus                                                      |
|         |                                                                    |
| unnamed | \| \| Stygimoloch \| \| \| \| \| \| Pachycephalosaurus \| \| \| \| |
|         | \| \| Stygimoloch \| \| \| \| \| \| Pachycephalosaurus \| \| \| \| |
|         | Stygimoloch                                                        |
|         |                                                                    |
|         | Pachycephalosaurus                                                 |
|         |                                                                    |

|  | Stygimoloch        |
|  |                    |
|  | Pachycephalosaurus |
|  |                    |

|         | Sphaerotholus                                                      |
|         |                                                                    |
| unnamed | \| \| Stygimoloch \| \| \| \| \| \| Pachycephalosaurus \| \| \| \| |
|         | \| \| Stygimoloch \| \| \| \| \| \| Pachycephalosaurus \| \| \| \| |
|         | Stygimoloch                                                        |
|         |                                                                    |
|         | Pachycephalosaurus                                                 |
|         |                                                                    |

|  | Stygimoloch        |
|  |                    |
|  | Pachycephalosaurus |
|  |                    |

Cladograma según Longrich, Sankey y Tanke (2010).

|  | Stegoceras                                                     |
|  |                                                                |
|  | \| \| Colepiocephale \| \| \| \| \| \| Gravitholus \| \| \| \| |
|  |                                                                |
|  | Colepiocephale                                                 |
|  |                                                                |
|  | Gravitholus                                                    |
|  |                                                                |

|  | Colepiocephale |
|  |                |
|  | Gravitholus    |
|  |                |

|  | S. goodwini                                                         |
|  |                                                                     |
|  | \| \| S. edmontonensis \| \| \| \| \| \| S. buchholtzae \| \| \| \| |
|  |                                                                     |
|  | S. edmontonensis                                                    |
|  |                                                                     |
|  | S. buchholtzae                                                      |
|  |                                                                     |

|  | S. edmontonensis |
|  |                  |
|  | S. buchholtzae   |
|  |                  |

|  | Alaskacephale                                            |
|  |                                                          |
|  | Pachycephalosaurus                                       |
|  |                                                          |
|  | \| \| Stygimoloch \| \| \| \| \| \| Dracorex \| \| \| \| |
|  |                                                          |
|  | Stygimoloch                                              |
|  |                                                          |
|  | Dracorex                                                 |
|  |                                                          |

|  | Stygimoloch |
|  |             |
|  | Dracorex    |
|  |             |

|  | Tylocephale                                                                                   |
|  |                                                                                               |
|  | Prenocephale                                                                                  |
|  |                                                                                               |
|  | \| \| Homalocephale \| \| \| \| \| \| Goyocephale \| \| \| \| \| \| Wannanosaurus \| \| \| \| |
|  |                                                                                               |
|  | Homalocephale                                                                                 |
|  |                                                                                               |
|  | Goyocephale                                                                                   |
|  |                                                                                               |
|  | Wannanosaurus                                                                                 |
|  |                                                                                               |

|  | Homalocephale |
|  |               |
|  | Goyocephale   |
|  |               |
|  | Wannanosaurus |
|  |               |

|  | Alaskacephale                                            |
|  |                                                          |
|  | Pachycephalosaurus                                       |
|  |                                                          |
|  | \| \| Stygimoloch \| \| \| \| \| \| Dracorex \| \| \| \| |
|  |                                                          |
|  | Stygimoloch                                              |
|  |                                                          |
|  | Dracorex                                                 |
|  |                                                          |

|  | Stygimoloch |
|  |             |
|  | Dracorex    |
|  |             |

|  | Tylocephale                                                                                   |
|  |                                                                                               |
|  | Prenocephale                                                                                  |
|  |                                                                                               |
|  | \| \| Homalocephale \| \| \| \| \| \| Goyocephale \| \| \| \| \| \| Wannanosaurus \| \| \| \| |
|  |                                                                                               |
|  | Homalocephale                                                                                 |
|  |                                                                                               |
|  | Goyocephale                                                                                   |
|  |                                                                                               |
|  | Wannanosaurus                                                                                 |
|  |                                                                                               |

|  | Homalocephale |
|  |               |
|  | Goyocephale   |
|  |               |
|  | Wannanosaurus |
|  |               |

|  | S. goodwini                                                         |
|  |                                                                     |
|  | \| \| S. edmontonensis \| \| \| \| \| \| S. buchholtzae \| \| \| \| |
|  |                                                                     |
|  | S. edmontonensis                                                    |
|  |                                                                     |
|  | S. buchholtzae                                                      |
|  |                                                                     |

|  | S. edmontonensis |
|  |                  |
|  | S. buchholtzae   |
|  |                  |

|  | Alaskacephale                                            |
|  |                                                          |
|  | Pachycephalosaurus                                       |
|  |                                                          |
|  | \| \| Stygimoloch \| \| \| \| \| \| Dracorex \| \| \| \| |
|  |                                                          |
|  | Stygimoloch                                              |
|  |                                                          |
|  | Dracorex                                                 |
|  |                                                          |

|  | Stygimoloch |
|  |             |
|  | Dracorex    |
|  |             |

|  | Tylocephale                                                                                   |
|  |                                                                                               |
|  | Prenocephale                                                                                  |
|  |                                                                                               |
|  | \| \| Homalocephale \| \| \| \| \| \| Goyocephale \| \| \| \| \| \| Wannanosaurus \| \| \| \| |
|  |                                                                                               |
|  | Homalocephale                                                                                 |
|  |                                                                                               |
|  | Goyocephale                                                                                   |
|  |                                                                                               |
|  | Wannanosaurus                                                                                 |
|  |                                                                                               |

|  | Homalocephale |
|  |               |
|  | Goyocephale   |
|  |               |
|  | Wannanosaurus |
|  |               |

|  | Alaskacephale                                            |
|  |                                                          |
|  | Pachycephalosaurus                                       |
|  |                                                          |
|  | \| \| Stygimoloch \| \| \| \| \| \| Dracorex \| \| \| \| |
|  |                                                          |
|  | Stygimoloch                                              |
|  |                                                          |
|  | Dracorex                                                 |
|  |                                                          |

|  | Stygimoloch |
|  |             |
|  | Dracorex    |
|  |             |

|  | Tylocephale                                                                                   |
|  |                                                                                               |
|  | Prenocephale                                                                                  |
|  |                                                                                               |
|  | \| \| Homalocephale \| \| \| \| \| \| Goyocephale \| \| \| \| \| \| Wannanosaurus \| \| \| \| |
|  |                                                                                               |
|  | Homalocephale                                                                                 |
|  |                                                                                               |
|  | Goyocephale                                                                                   |
|  |                                                                                               |
|  | Wannanosaurus                                                                                 |
|  |                                                                                               |

|  | Homalocephale |
|  |               |
|  | Goyocephale   |
|  |               |
|  | Wannanosaurus |
|  |               |

|  | Stegoceras                                                     |
|  |                                                                |
|  | \| \| Colepiocephale \| \| \| \| \| \| Gravitholus \| \| \| \| |
|  |                                                                |
|  | Colepiocephale                                                 |
|  |                                                                |
|  | Gravitholus                                                    |
|  |                                                                |

|  | Colepiocephale |
|  |                |
|  | Gravitholus    |
|  |                |

|  | S. goodwini                                                         |
|  |                                                                     |
|  | \| \| S. edmontonensis \| \| \| \| \| \| S. buchholtzae \| \| \| \| |
|  |                                                                     |
|  | S. edmontonensis                                                    |
|  |                                                                     |
|  | S. buchholtzae                                                      |
|  |                                                                     |

|  | S. edmontonensis |
|  |                  |
|  | S. buchholtzae   |
|  |                  |

|  | Alaskacephale                                            |
|  |                                                          |
|  | Pachycephalosaurus                                       |
|  |                                                          |
|  | \| \| Stygimoloch \| \| \| \| \| \| Dracorex \| \| \| \| |
|  |                                                          |
|  | Stygimoloch                                              |
|  |                                                          |
|  | Dracorex                                                 |
|  |                                                          |

|  | Stygimoloch |
|  |             |
|  | Dracorex    |
|  |             |

|  | Tylocephale                                                                                   |
|  |                                                                                               |
|  | Prenocephale                                                                                  |
|  |                                                                                               |
|  | \| \| Homalocephale \| \| \| \| \| \| Goyocephale \| \| \| \| \| \| Wannanosaurus \| \| \| \| |
|  |                                                                                               |
|  | Homalocephale                                                                                 |
|  |                                                                                               |
|  | Goyocephale                                                                                   |
|  |                                                                                               |
|  | Wannanosaurus                                                                                 |
|  |                                                                                               |

|  | Homalocephale |
|  |               |
|  | Goyocephale   |
|  |               |
|  | Wannanosaurus |
|  |               |

|  | Alaskacephale                                            |
|  |                                                          |
|  | Pachycephalosaurus                                       |
|  |                                                          |
|  | \| \| Stygimoloch \| \| \| \| \| \| Dracorex \| \| \| \| |
|  |                                                          |
|  | Stygimoloch                                              |
|  |                                                          |
|  | Dracorex                                                 |
|  |                                                          |

|  | Stygimoloch |
|  |             |
|  | Dracorex    |
|  |             |

|  | Tylocephale                                                                                   |
|  |                                                                                               |
|  | Prenocephale                                                                                  |
|  |                                                                                               |
|  | \| \| Homalocephale \| \| \| \| \| \| Goyocephale \| \| \| \| \| \| Wannanosaurus \| \| \| \| |
|  |                                                                                               |
|  | Homalocephale                                                                                 |
|  |                                                                                               |
|  | Goyocephale                                                                                   |
|  |                                                                                               |
|  | Wannanosaurus                                                                                 |
|  |                                                                                               |

|  | Homalocephale |
|  |               |
|  | Goyocephale   |
|  |               |
|  | Wannanosaurus |
|  |               |

|  | S. goodwini                                                         |
|  |                                                                     |
|  | \| \| S. edmontonensis \| \| \| \| \| \| S. buchholtzae \| \| \| \| |
|  |                                                                     |
|  | S. edmontonensis                                                    |
|  |                                                                     |
|  | S. buchholtzae                                                      |
|  |                                                                     |

|  | S. edmontonensis |
|  |                  |
|  | S. buchholtzae   |
|  |                  |

|  | Alaskacephale                                            |
|  |                                                          |
|  | Pachycephalosaurus                                       |
|  |                                                          |
|  | \| \| Stygimoloch \| \| \| \| \| \| Dracorex \| \| \| \| |
|  |                                                          |
|  | Stygimoloch                                              |
|  |                                                          |
|  | Dracorex                                                 |
|  |                                                          |

|  | Stygimoloch |
|  |             |
|  | Dracorex    |
|  |             |

|  | Tylocephale                                                                                   |
|  |                                                                                               |
|  | Prenocephale                                                                                  |
|  |                                                                                               |
|  | \| \| Homalocephale \| \| \| \| \| \| Goyocephale \| \| \| \| \| \| Wannanosaurus \| \| \| \| |
|  |                                                                                               |
|  | Homalocephale                                                                                 |
|  |                                                                                               |
|  | Goyocephale                                                                                   |
|  |                                                                                               |
|  | Wannanosaurus                                                                                 |
|  |                                                                                               |

|  | Homalocephale |
|  |               |
|  | Goyocephale   |
|  |               |
|  | Wannanosaurus |
|  |               |

|  | Alaskacephale                                            |
|  |                                                          |
|  | Pachycephalosaurus                                       |
|  |                                                          |
|  | \| \| Stygimoloch \| \| \| \| \| \| Dracorex \| \| \| \| |
|  |                                                          |
|  | Stygimoloch                                              |
|  |                                                          |
|  | Dracorex                                                 |
|  |                                                          |

|  | Stygimoloch |
|  |             |
|  | Dracorex    |
|  |             |

|  | Tylocephale                                                                                   |
|  |                                                                                               |
|  | Prenocephale                                                                                  |
|  |                                                                                               |
|  | \| \| Homalocephale \| \| \| \| \| \| Goyocephale \| \| \| \| \| \| Wannanosaurus \| \| \| \| |
|  |                                                                                               |
|  | Homalocephale                                                                                 |
|  |                                                                                               |
|  | Goyocephale                                                                                   |
|  |                                                                                               |
|  | Wannanosaurus                                                                                 |
|  |                                                                                               |

|  | Homalocephale |
|  |               |
|  | Goyocephale   |
|  |               |
|  | Wannanosaurus |
|  |               |

A continuación un cladograma modificado de Evans et al., 2013.
|  | Colepiocephale lambei    |
|  |                          |
|  | Hanssuesia sternbergi    |
|  |                          |
|  | Stegoceras novomexicanum |
|  |                          |
|  | Stegoceras validum       |
|  |                          |

|  | Acrotholus audeti   |
|  |                     |
|  | Prenocephale prenes |
|  |                     |

|  | Alaskacephale gangloffi         |
|  |                                 |
|  | Pachycephalosaurus wyomingensis |
|  |                                 |

|  | Sphaerotholus buchholtzae |
|  |                           |
|  | Sphaerotholus goodwini    |
|  |                           |

|  | Alaskacephale gangloffi         |
|  |                                 |
|  | Pachycephalosaurus wyomingensis |
|  |                                 |

|  | Sphaerotholus buchholtzae |
|  |                           |
|  | Sphaerotholus goodwini    |
|  |                           |

|  | Acrotholus audeti   |
|  |                     |
|  | Prenocephale prenes |
|  |                     |

|  | Alaskacephale gangloffi         |
|  |                                 |
|  | Pachycephalosaurus wyomingensis |
|  |                                 |

|  | Sphaerotholus buchholtzae |
|  |                           |
|  | Sphaerotholus goodwini    |
|  |                           |

|  | Alaskacephale gangloffi         |
|  |                                 |
|  | Pachycephalosaurus wyomingensis |
|  |                                 |

|  | Sphaerotholus buchholtzae |
|  |                           |
|  | Sphaerotholus goodwini    |
|  |                           |

|  | Acrotholus audeti   |
|  |                     |
|  | Prenocephale prenes |
|  |                     |

|  | Alaskacephale gangloffi         |
|  |                                 |
|  | Pachycephalosaurus wyomingensis |
|  |                                 |

|  | Sphaerotholus buchholtzae |
|  |                           |
|  | Sphaerotholus goodwini    |
|  |                           |

|  | Alaskacephale gangloffi         |
|  |                                 |
|  | Pachycephalosaurus wyomingensis |
|  |                                 |

|  | Sphaerotholus buchholtzae |
|  |                           |
|  | Sphaerotholus goodwini    |
|  |                           |

|  | Acrotholus audeti   |
|  |                     |
|  | Prenocephale prenes |
|  |                     |

|  | Alaskacephale gangloffi         |
|  |                                 |
|  | Pachycephalosaurus wyomingensis |
|  |                                 |

|  | Sphaerotholus buchholtzae |
|  |                           |
|  | Sphaerotholus goodwini    |
|  |                           |

|  | Alaskacephale gangloffi         |
|  |                                 |
|  | Pachycephalosaurus wyomingensis |
|  |                                 |

|  | Sphaerotholus buchholtzae |
|  |                           |
|  | Sphaerotholus goodwini    |
|  |                           |

|  | Acrotholus audeti   |
|  |                     |
|  | Prenocephale prenes |
|  |                     |

|  | Alaskacephale gangloffi         |
|  |                                 |
|  | Pachycephalosaurus wyomingensis |
|  |                                 |

|  | Sphaerotholus buchholtzae |
|  |                           |
|  | Sphaerotholus goodwini    |
|  |                           |

|  | Alaskacephale gangloffi         |
|  |                                 |
|  | Pachycephalosaurus wyomingensis |
|  |                                 |

|  | Sphaerotholus buchholtzae |
|  |                           |
|  | Sphaerotholus goodwini    |
|  |                           |

|  | Acrotholus audeti   |
|  |                     |
|  | Prenocephale prenes |
|  |                     |

|  | Alaskacephale gangloffi         |
|  |                                 |
|  | Pachycephalosaurus wyomingensis |
|  |                                 |

|  | Sphaerotholus buchholtzae |
|  |                           |
|  | Sphaerotholus goodwini    |
|  |                           |

|  | Alaskacephale gangloffi         |
|  |                                 |
|  | Pachycephalosaurus wyomingensis |
|  |                                 |

|  | Sphaerotholus buchholtzae |
|  |                           |
|  | Sphaerotholus goodwini    |
|  |                           |

|  | Acrotholus audeti   |
|  |                     |
|  | Prenocephale prenes |
|  |                     |

|  | Alaskacephale gangloffi         |
|  |                                 |
|  | Pachycephalosaurus wyomingensis |
|  |                                 |

|  | Sphaerotholus buchholtzae |
|  |                           |
|  | Sphaerotholus goodwini    |
|  |                           |

|  | Alaskacephale gangloffi         |
|  |                                 |
|  | Pachycephalosaurus wyomingensis |
|  |                                 |

|  | Sphaerotholus buchholtzae |
|  |                           |
|  | Sphaerotholus goodwini    |
|  |                           |

|  | Acrotholus audeti   |
|  |                     |
|  | Prenocephale prenes |
|  |                     |

|  | Alaskacephale gangloffi         |
|  |                                 |
|  | Pachycephalosaurus wyomingensis |
|  |                                 |

|  | Sphaerotholus buchholtzae |
|  |                           |
|  | Sphaerotholus goodwini    |
|  |                           |

|  | Alaskacephale gangloffi         |
|  |                                 |
|  | Pachycephalosaurus wyomingensis |
|  |                                 |

|  | Sphaerotholus buchholtzae |
|  |                           |
|  | Sphaerotholus goodwini    |
|  |                           |

|  | Acrotholus audeti   |
|  |                     |
|  | Prenocephale prenes |
|  |                     |

|  | Alaskacephale gangloffi         |
|  |                                 |
|  | Pachycephalosaurus wyomingensis |
|  |                                 |

|  | Sphaerotholus buchholtzae |
|  |                           |
|  | Sphaerotholus goodwini    |
|  |                           |

|  | Alaskacephale gangloffi         |
|  |                                 |
|  | Pachycephalosaurus wyomingensis |
|  |                                 |

|  | Sphaerotholus buchholtzae |
|  |                           |
|  | Sphaerotholus goodwini    |
|  |                           |

|  | Acrotholus audeti   |
|  |                     |
|  | Prenocephale prenes |
|  |                     |

|  | Alaskacephale gangloffi         |
|  |                                 |
|  | Pachycephalosaurus wyomingensis |
|  |                                 |

|  | Sphaerotholus buchholtzae |
|  |                           |
|  | Sphaerotholus goodwini    |
|  |                           |

|  | Alaskacephale gangloffi         |
|  |                                 |
|  | Pachycephalosaurus wyomingensis |
|  |                                 |

|  | Sphaerotholus buchholtzae |
|  |                           |
|  | Sphaerotholus goodwini    |
|  |                           |

|  | Acrotholus audeti   |
|  |                     |
|  | Prenocephale prenes |
|  |                     |

|  | Alaskacephale gangloffi         |
|  |                                 |
|  | Pachycephalosaurus wyomingensis |
|  |                                 |

|  | Sphaerotholus buchholtzae |
|  |                           |
|  | Sphaerotholus goodwini    |
|  |                           |

|  | Alaskacephale gangloffi         |
|  |                                 |
|  | Pachycephalosaurus wyomingensis |
|  |                                 |

|  | Sphaerotholus buchholtzae |
|  |                           |
|  | Sphaerotholus goodwini    |
|  |                           |

|  | Acrotholus audeti   |
|  |                     |
|  | Prenocephale prenes |
|  |                     |

|  | Alaskacephale gangloffi         |
|  |                                 |
|  | Pachycephalosaurus wyomingensis |
|  |                                 |

|  | Sphaerotholus buchholtzae |
|  |                           |
|  | Sphaerotholus goodwini    |
|  |                           |

|  | Alaskacephale gangloffi         |
|  |                                 |
|  | Pachycephalosaurus wyomingensis |
|  |                                 |

|  | Sphaerotholus buchholtzae |
|  |                           |
|  | Sphaerotholus goodwini    |
|  |                           |

|  | Acrotholus audeti   |
|  |                     |
|  | Prenocephale prenes |
|  |                     |

|  | Alaskacephale gangloffi         |
|  |                                 |
|  | Pachycephalosaurus wyomingensis |
|  |                                 |

|  | Sphaerotholus buchholtzae |
|  |                           |
|  | Sphaerotholus goodwini    |
|  |                           |

|  | Alaskacephale gangloffi         |
|  |                                 |
|  | Pachycephalosaurus wyomingensis |
|  |                                 |

|  | Sphaerotholus buchholtzae |
|  |                           |
|  | Sphaerotholus goodwini    |
|  |                           |

|  | Acrotholus audeti   |
|  |                     |
|  | Prenocephale prenes |
|  |                     |

|  | Alaskacephale gangloffi         |
|  |                                 |
|  | Pachycephalosaurus wyomingensis |
|  |                                 |

|  | Sphaerotholus buchholtzae |
|  |                           |
|  | Sphaerotholus goodwini    |
|  |                           |

|  | Alaskacephale gangloffi         |
|  |                                 |
|  | Pachycephalosaurus wyomingensis |
|  |                                 |

|  | Sphaerotholus buchholtzae |
|  |                           |
|  | Sphaerotholus goodwini    |
|  |                           |

|  | Acrotholus audeti   |
|  |                     |
|  | Prenocephale prenes |
|  |                     |

|  | Alaskacephale gangloffi         |
|  |                                 |
|  | Pachycephalosaurus wyomingensis |
|  |                                 |

|  | Sphaerotholus buchholtzae |
|  |                           |
|  | Sphaerotholus goodwini    |
|  |                           |

|  | Alaskacephale gangloffi         |
|  |                                 |
|  | Pachycephalosaurus wyomingensis |
|  |                                 |

|  | Sphaerotholus buchholtzae |
|  |                           |
|  | Sphaerotholus goodwini    |
|  |                           |

|  | Acrotholus audeti   |
|  |                     |
|  | Prenocephale prenes |
|  |                     |

|  | Alaskacephale gangloffi         |
|  |                                 |
|  | Pachycephalosaurus wyomingensis |
|  |                                 |

|  | Sphaerotholus buchholtzae |
|  |                           |
|  | Sphaerotholus goodwini    |
|  |                           |

|  | Alaskacephale gangloffi         |
|  |                                 |
|  | Pachycephalosaurus wyomingensis |
|  |                                 |

|  | Sphaerotholus buchholtzae |
|  |                           |
|  | Sphaerotholus goodwini    |
|  |                           |

|  | Acrotholus audeti   |
|  |                     |
|  | Prenocephale prenes |
|  |                     |

|  | Alaskacephale gangloffi         |
|  |                                 |
|  | Pachycephalosaurus wyomingensis |
|  |                                 |

|  | Sphaerotholus buchholtzae |
|  |                           |
|  | Sphaerotholus goodwini    |
|  |                           |

|  | Alaskacephale gangloffi         |
|  |                                 |
|  | Pachycephalosaurus wyomingensis |
|  |                                 |

|  | Sphaerotholus buchholtzae |
|  |                           |
|  | Sphaerotholus goodwini    |
|  |                           |

|  | Acrotholus audeti   |
|  |                     |
|  | Prenocephale prenes |
|  |                     |

|  | Alaskacephale gangloffi         |
|  |                                 |
|  | Pachycephalosaurus wyomingensis |
|  |                                 |

|  | Sphaerotholus buchholtzae |
|  |                           |
|  | Sphaerotholus goodwini    |
|  |                           |

|  | Alaskacephale gangloffi         |
|  |                                 |
|  | Pachycephalosaurus wyomingensis |
|  |                                 |

|  | Sphaerotholus buchholtzae |
|  |                           |
|  | Sphaerotholus goodwini    |
|  |                           |

|  | Acrotholus audeti   |
|  |                     |
|  | Prenocephale prenes |
|  |                     |

|  | Alaskacephale gangloffi         |
|  |                                 |
|  | Pachycephalosaurus wyomingensis |
|  |                                 |

|  | Sphaerotholus buchholtzae |
|  |                           |
|  | Sphaerotholus goodwini    |
|  |                           |

|  | Alaskacephale gangloffi         |
|  |                                 |
|  | Pachycephalosaurus wyomingensis |
|  |                                 |

|  | Sphaerotholus buchholtzae |
|  |                           |
|  | Sphaerotholus goodwini    |
|  |                           |

|  | Acrotholus audeti   |
|  |                     |
|  | Prenocephale prenes |
|  |                     |

|  | Alaskacephale gangloffi         |
|  |                                 |
|  | Pachycephalosaurus wyomingensis |
|  |                                 |

|  | Sphaerotholus buchholtzae |
|  |                           |
|  | Sphaerotholus goodwini    |
|  |                           |

|  | Alaskacephale gangloffi         |
|  |                                 |
|  | Pachycephalosaurus wyomingensis |
|  |                                 |

|  | Sphaerotholus buchholtzae |
|  |                           |
|  | Sphaerotholus goodwini    |
|  |                           |

|  | Acrotholus audeti   |
|  |                     |
|  | Prenocephale prenes |
|  |                     |

|  | Alaskacephale gangloffi         |
|  |                                 |
|  | Pachycephalosaurus wyomingensis |
|  |                                 |

|  | Sphaerotholus buchholtzae |
|  |                           |
|  | Sphaerotholus goodwini    |
|  |                           |

|  | Alaskacephale gangloffi         |
|  |                                 |
|  | Pachycephalosaurus wyomingensis |
|  |                                 |

|  | Sphaerotholus buchholtzae |
|  |                           |
|  | Sphaerotholus goodwini    |
|  |                           |

|  | Acrotholus audeti   |
|  |                     |
|  | Prenocephale prenes |
|  |                     |

|  | Alaskacephale gangloffi         |
|  |                                 |
|  | Pachycephalosaurus wyomingensis |
|  |                                 |

|  | Sphaerotholus buchholtzae |
|  |                           |
|  | Sphaerotholus goodwini    |
|  |                           |

|  | Alaskacephale gangloffi         |
|  |                                 |
|  | Pachycephalosaurus wyomingensis |
|  |                                 |

|  | Sphaerotholus buchholtzae |
|  |                           |
|  | Sphaerotholus goodwini    |
|  |                           |

|  | Acrotholus audeti   |
|  |                     |
|  | Prenocephale prenes |
|  |                     |

|  | Alaskacephale gangloffi         |
|  |                                 |
|  | Pachycephalosaurus wyomingensis |
|  |                                 |

|  | Sphaerotholus buchholtzae |
|  |                           |
|  | Sphaerotholus goodwini    |
|  |                           |

|  | Alaskacephale gangloffi         |
|  |                                 |
|  | Pachycephalosaurus wyomingensis |
|  |                                 |

|  | Sphaerotholus buchholtzae |
|  |                           |
|  | Sphaerotholus goodwini    |
|  |                           |

|  | Acrotholus audeti   |
|  |                     |
|  | Prenocephale prenes |
|  |                     |

|  | Alaskacephale gangloffi         |
|  |                                 |
|  | Pachycephalosaurus wyomingensis |
|  |                                 |

|  | Sphaerotholus buchholtzae |
|  |                           |
|  | Sphaerotholus goodwini    |
|  |                           |

|  | Alaskacephale gangloffi         |
|  |                                 |
|  | Pachycephalosaurus wyomingensis |
|  |                                 |

|  | Sphaerotholus buchholtzae |
|  |                           |
|  | Sphaerotholus goodwini    |
|  |                           |

|  | Acrotholus audeti   |
|  |                     |
|  | Prenocephale prenes |
|  |                     |

|  | Alaskacephale gangloffi         |
|  |                                 |
|  | Pachycephalosaurus wyomingensis |
|  |                                 |

|  | Sphaerotholus buchholtzae |
|  |                           |
|  | Sphaerotholus goodwini    |
|  |                           |

|  | Alaskacephale gangloffi         |
|  |                                 |
|  | Pachycephalosaurus wyomingensis |
|  |                                 |

|  | Sphaerotholus buchholtzae |
|  |                           |
|  | Sphaerotholus goodwini    |
|  |                           |

|  | Acrotholus audeti   |
|  |                     |
|  | Prenocephale prenes |
|  |                     |

|  | Alaskacephale gangloffi         |
|  |                                 |
|  | Pachycephalosaurus wyomingensis |
|  |                                 |

|  | Sphaerotholus buchholtzae |
|  |                           |
|  | Sphaerotholus goodwini    |
|  |                           |

|  | Alaskacephale gangloffi         |
|  |                                 |
|  | Pachycephalosaurus wyomingensis |
|  |                                 |

|  | Sphaerotholus buchholtzae |
|  |                           |
|  | Sphaerotholus goodwini    |
|  |                           |

|  | Acrotholus audeti   |
|  |                     |
|  | Prenocephale prenes |
|  |                     |

|  | Alaskacephale gangloffi         |
|  |                                 |
|  | Pachycephalosaurus wyomingensis |
|  |                                 |

|  | Sphaerotholus buchholtzae |
|  |                           |
|  | Sphaerotholus goodwini    |
|  |                           |

|  | Alaskacephale gangloffi         |
|  |                                 |
|  | Pachycephalosaurus wyomingensis |
|  |                                 |

|  | Sphaerotholus buchholtzae |
|  |                           |
|  | Sphaerotholus goodwini    |
|  |                           |

|  | Acrotholus audeti   |
|  |                     |
|  | Prenocephale prenes |
|  |                     |

|  | Alaskacephale gangloffi         |
|  |                                 |
|  | Pachycephalosaurus wyomingensis |
|  |                                 |

|  | Sphaerotholus buchholtzae |
|  |                           |
|  | Sphaerotholus goodwini    |
|  |                           |

|  | Alaskacephale gangloffi         |
|  |                                 |
|  | Pachycephalosaurus wyomingensis |
|  |                                 |

|  | Sphaerotholus buchholtzae |
|  |                           |
|  | Sphaerotholus goodwini    |
|  |                           |

|  | Acrotholus audeti   |
|  |                     |
|  | Prenocephale prenes |
|  |                     |

|  | Alaskacephale gangloffi         |
|  |                                 |
|  | Pachycephalosaurus wyomingensis |
|  |                                 |

|  | Sphaerotholus buchholtzae |
|  |                           |
|  | Sphaerotholus goodwini    |
|  |                           |

|  | Alaskacephale gangloffi         |
|  |                                 |
|  | Pachycephalosaurus wyomingensis |
|  |                                 |

|  | Sphaerotholus buchholtzae |
|  |                           |
|  | Sphaerotholus goodwini    |
|  |                           |

|  | Acrotholus audeti   |
|  |                     |
|  | Prenocephale prenes |
|  |                     |

|  | Alaskacephale gangloffi         |
|  |                                 |
|  | Pachycephalosaurus wyomingensis |
|  |                                 |

|  | Sphaerotholus buchholtzae |
|  |                           |
|  | Sphaerotholus goodwini    |
|  |                           |

|  | Alaskacephale gangloffi         |
|  |                                 |
|  | Pachycephalosaurus wyomingensis |
|  |                                 |

|  | Sphaerotholus buchholtzae |
|  |                           |
|  | Sphaerotholus goodwini    |
|  |                           |

|  | Acrotholus audeti   |
|  |                     |
|  | Prenocephale prenes |
|  |                     |

|  | Alaskacephale gangloffi         |
|  |                                 |
|  | Pachycephalosaurus wyomingensis |
|  |                                 |

|  | Sphaerotholus buchholtzae |
|  |                           |
|  | Sphaerotholus goodwini    |
|  |                           |

|  | Alaskacephale gangloffi         |
|  |                                 |
|  | Pachycephalosaurus wyomingensis |
|  |                                 |

|  | Sphaerotholus buchholtzae |
|  |                           |
|  | Sphaerotholus goodwini    |
|  |                           |

|  | Acrotholus audeti   |
|  |                     |
|  | Prenocephale prenes |
|  |                     |

|  | Alaskacephale gangloffi         |
|  |                                 |
|  | Pachycephalosaurus wyomingensis |
|  |                                 |

|  | Sphaerotholus buchholtzae |
|  |                           |
|  | Sphaerotholus goodwini    |
|  |                           |

|  | Alaskacephale gangloffi         |
|  |                                 |
|  | Pachycephalosaurus wyomingensis |
|  |                                 |

|  | Sphaerotholus buchholtzae |
|  |                           |
|  | Sphaerotholus goodwini    |
|  |                           |

|  | Acrotholus audeti   |
|  |                     |
|  | Prenocephale prenes |
|  |                     |

|  | Alaskacephale gangloffi         |
|  |                                 |
|  | Pachycephalosaurus wyomingensis |
|  |                                 |

|  | Sphaerotholus buchholtzae |
|  |                           |
|  | Sphaerotholus goodwini    |
|  |                           |

|  | Alaskacephale gangloffi         |
|  |                                 |
|  | Pachycephalosaurus wyomingensis |
|  |                                 |

|  | Sphaerotholus buchholtzae |
|  |                           |
|  | Sphaerotholus goodwini    |
|  |                           |

|  | Acrotholus audeti   |
|  |                     |
|  | Prenocephale prenes |
|  |                     |

|  | Alaskacephale gangloffi         |
|  |                                 |
|  | Pachycephalosaurus wyomingensis |
|  |                                 |

|  | Sphaerotholus buchholtzae |
|  |                           |
|  | Sphaerotholus goodwini    |
|  |                           |

|  | Alaskacephale gangloffi         |
|  |                                 |
|  | Pachycephalosaurus wyomingensis |
|  |                                 |

|  | Sphaerotholus buchholtzae |
|  |                           |
|  | Sphaerotholus goodwini    |
|  |                           |

|  | Acrotholus audeti   |
|  |                     |
|  | Prenocephale prenes |
|  |                     |

|  | Alaskacephale gangloffi         |
|  |                                 |
|  | Pachycephalosaurus wyomingensis |
|  |                                 |

|  | Sphaerotholus buchholtzae |
|  |                           |
|  | Sphaerotholus goodwini    |
|  |                           |

|  | Alaskacephale gangloffi         |
|  |                                 |
|  | Pachycephalosaurus wyomingensis |
|  |                                 |

|  | Sphaerotholus buchholtzae |
|  |                           |
|  | Sphaerotholus goodwini    |
|  |                           |

|  | Acrotholus audeti   |
|  |                     |
|  | Prenocephale prenes |
|  |                     |

|  | Alaskacephale gangloffi         |
|  |                                 |
|  | Pachycephalosaurus wyomingensis |
|  |                                 |

|  | Sphaerotholus buchholtzae |
|  |                           |
|  | Sphaerotholus goodwini    |
|  |                           |

|  | Alaskacephale gangloffi         |
|  |                                 |
|  | Pachycephalosaurus wyomingensis |
|  |                                 |

|  | Sphaerotholus buchholtzae |
|  |                           |
|  | Sphaerotholus goodwini    |
|  |                           |

|  | Acrotholus audeti   |
|  |                     |
|  | Prenocephale prenes |
|  |                     |

|  | Alaskacephale gangloffi         |
|  |                                 |
|  | Pachycephalosaurus wyomingensis |
|  |                                 |

|  | Sphaerotholus buchholtzae |
|  |                           |
|  | Sphaerotholus goodwini    |
|  |                           |

|  | Alaskacephale gangloffi         |
|  |                                 |
|  | Pachycephalosaurus wyomingensis |
|  |                                 |

|  | Sphaerotholus buchholtzae |
|  |                           |
|  | Sphaerotholus goodwini    |
|  |                           |

|  | Acrotholus audeti   |
|  |                     |
|  | Prenocephale prenes |
|  |                     |

|  | Alaskacephale gangloffi         |
|  |                                 |
|  | Pachycephalosaurus wyomingensis |
|  |                                 |

|  | Sphaerotholus buchholtzae |
|  |                           |
|  | Sphaerotholus goodwini    |
|  |                           |

|  | Alaskacephale gangloffi         |
|  |                                 |
|  | Pachycephalosaurus wyomingensis |
|  |                                 |

|  | Sphaerotholus buchholtzae |
|  |                           |
|  | Sphaerotholus goodwini    |
|  |                           |

|  | Acrotholus audeti   |
|  |                     |
|  | Prenocephale prenes |
|  |                     |

|  | Alaskacephale gangloffi         |
|  |                                 |
|  | Pachycephalosaurus wyomingensis |
|  |                                 |

|  | Sphaerotholus buchholtzae |
|  |                           |
|  | Sphaerotholus goodwini    |
|  |                           |

|  | Alaskacephale gangloffi         |
|  |                                 |
|  | Pachycephalosaurus wyomingensis |
|  |                                 |

|  | Sphaerotholus buchholtzae |
|  |                           |
|  | Sphaerotholus goodwini    |
|  |                           |

|  | Acrotholus audeti   |
|  |                     |
|  | Prenocephale prenes |
|  |                     |

|  | Alaskacephale gangloffi         |
|  |                                 |
|  | Pachycephalosaurus wyomingensis |
|  |                                 |

|  | Sphaerotholus buchholtzae |
|  |                           |
|  | Sphaerotholus goodwini    |
|  |                           |

|  | Alaskacephale gangloffi         |
|  |                                 |
|  | Pachycephalosaurus wyomingensis |
|  |                                 |

|  | Sphaerotholus buchholtzae |
|  |                           |
|  | Sphaerotholus goodwini    |
|  |                           |

|  | Acrotholus audeti   |
|  |                     |
|  | Prenocephale prenes |
|  |                     |

|  | Alaskacephale gangloffi         |
|  |                                 |
|  | Pachycephalosaurus wyomingensis |
|  |                                 |

|  | Sphaerotholus buchholtzae |
|  |                           |
|  | Sphaerotholus goodwini    |
|  |                           |

|  | Alaskacephale gangloffi         |
|  |                                 |
|  | Pachycephalosaurus wyomingensis |
|  |                                 |

|  | Sphaerotholus buchholtzae |
|  |                           |
|  | Sphaerotholus goodwini    |
|  |                           |

|  | Acrotholus audeti   |
|  |                     |
|  | Prenocephale prenes |
|  |                     |

|  | Alaskacephale gangloffi         |
|  |                                 |
|  | Pachycephalosaurus wyomingensis |
|  |                                 |

|  | Sphaerotholus buchholtzae |
|  |                           |
|  | Sphaerotholus goodwini    |
|  |                           |

|  | Alaskacephale gangloffi         |
|  |                                 |
|  | Pachycephalosaurus wyomingensis |
|  |                                 |

|  | Sphaerotholus buchholtzae |
|  |                           |
|  | Sphaerotholus goodwini    |
|  |                           |

|  | Acrotholus audeti   |
|  |                     |
|  | Prenocephale prenes |
|  |                     |

|  | Alaskacephale gangloffi         |
|  |                                 |
|  | Pachycephalosaurus wyomingensis |
|  |                                 |

|  | Sphaerotholus buchholtzae |
|  |                           |
|  | Sphaerotholus goodwini    |
|  |                           |

|  | Alaskacephale gangloffi         |
|  |                                 |
|  | Pachycephalosaurus wyomingensis |
|  |                                 |

|  | Sphaerotholus buchholtzae |
|  |                           |
|  | Sphaerotholus goodwini    |
|  |                           |

|  | Acrotholus audeti   |
|  |                     |
|  | Prenocephale prenes |
|  |                     |

|  | Alaskacephale gangloffi         |
|  |                                 |
|  | Pachycephalosaurus wyomingensis |
|  |                                 |

|  | Sphaerotholus buchholtzae |
|  |                           |
|  | Sphaerotholus goodwini    |
|  |                           |

|  | Alaskacephale gangloffi         |
|  |                                 |
|  | Pachycephalosaurus wyomingensis |
|  |                                 |

|  | Sphaerotholus buchholtzae |
|  |                           |
|  | Sphaerotholus goodwini    |
|  |                           |

|  | Acrotholus audeti   |
|  |                     |
|  | Prenocephale prenes |
|  |                     |

|  | Alaskacephale gangloffi         |
|  |                                 |
|  | Pachycephalosaurus wyomingensis |
|  |                                 |

|  | Sphaerotholus buchholtzae |
|  |                           |
|  | Sphaerotholus goodwini    |
|  |                           |

|  | Alaskacephale gangloffi         |
|  |                                 |
|  | Pachycephalosaurus wyomingensis |
|  |                                 |

|  | Sphaerotholus buchholtzae |
|  |                           |
|  | Sphaerotholus goodwini    |
|  |                           |

|  | Acrotholus audeti   |
|  |                     |
|  | Prenocephale prenes |
|  |                     |

|  | Alaskacephale gangloffi         |
|  |                                 |
|  | Pachycephalosaurus wyomingensis |
|  |                                 |

|  | Sphaerotholus buchholtzae |
|  |                           |
|  | Sphaerotholus goodwini    |
|  |                           |

|  | Alaskacephale gangloffi         |
|  |                                 |
|  | Pachycephalosaurus wyomingensis |
|  |                                 |

|  | Sphaerotholus buchholtzae |
|  |                           |
|  | Sphaerotholus goodwini    |
|  |                           |

|  | Acrotholus audeti   |
|  |                     |
|  | Prenocephale prenes |
|  |                     |

|  | Alaskacephale gangloffi         |
|  |                                 |
|  | Pachycephalosaurus wyomingensis |
|  |                                 |

|  | Sphaerotholus buchholtzae |
|  |                           |
|  | Sphaerotholus goodwini    |
|  |                           |

|  | Alaskacephale gangloffi         |
|  |                                 |
|  | Pachycephalosaurus wyomingensis |
|  |                                 |

|  | Sphaerotholus buchholtzae |
|  |                           |
|  | Sphaerotholus goodwini    |
|  |                           |

|  | Acrotholus audeti   |
|  |                     |
|  | Prenocephale prenes |
|  |                     |

|  | Alaskacephale gangloffi         |
|  |                                 |
|  | Pachycephalosaurus wyomingensis |
|  |                                 |

|  | Sphaerotholus buchholtzae |
|  |                           |
|  | Sphaerotholus goodwini    |
|  |                           |

|  | Alaskacephale gangloffi         |
|  |                                 |
|  | Pachycephalosaurus wyomingensis |
|  |                                 |

|  | Sphaerotholus buchholtzae |
|  |                           |
|  | Sphaerotholus goodwini    |
|  |                           |

|  | Acrotholus audeti   |
|  |                     |
|  | Prenocephale prenes |
|  |                     |

|  | Alaskacephale gangloffi         |
|  |                                 |
|  | Pachycephalosaurus wyomingensis |
|  |                                 |

|  | Sphaerotholus buchholtzae |
|  |                           |
|  | Sphaerotholus goodwini    |
|  |                           |

|  | Alaskacephale gangloffi         |
|  |                                 |
|  | Pachycephalosaurus wyomingensis |
|  |                                 |

|  | Sphaerotholus buchholtzae |
|  |                           |
|  | Sphaerotholus goodwini    |
|  |                           |

|  | Acrotholus audeti   |
|  |                     |
|  | Prenocephale prenes |
|  |                     |

|  | Alaskacephale gangloffi         |
|  |                                 |
|  | Pachycephalosaurus wyomingensis |
|  |                                 |

|  | Sphaerotholus buchholtzae |
|  |                           |
|  | Sphaerotholus goodwini    |
|  |                           |

|  | Alaskacephale gangloffi         |
|  |                                 |
|  | Pachycephalosaurus wyomingensis |
|  |                                 |

|  | Sphaerotholus buchholtzae |
|  |                           |
|  | Sphaerotholus goodwini    |
|  |                           |

|  | Acrotholus audeti   |
|  |                     |
|  | Prenocephale prenes |
|  |                     |

|  | Alaskacephale gangloffi         |
|  |                                 |
|  | Pachycephalosaurus wyomingensis |
|  |                                 |

|  | Sphaerotholus buchholtzae |
|  |                           |
|  | Sphaerotholus goodwini    |
|  |                           |

|  | Alaskacephale gangloffi         |
|  |                                 |
|  | Pachycephalosaurus wyomingensis |
|  |                                 |

|  | Sphaerotholus buchholtzae |
|  |                           |
|  | Sphaerotholus goodwini    |
|  |                           |

|  | Acrotholus audeti   |
|  |                     |
|  | Prenocephale prenes |
|  |                     |

|  | Alaskacephale gangloffi         |
|  |                                 |
|  | Pachycephalosaurus wyomingensis |
|  |                                 |

|  | Sphaerotholus buchholtzae |
|  |                           |
|  | Sphaerotholus goodwini    |
|  |                           |

|  | Alaskacephale gangloffi         |
|  |                                 |
|  | Pachycephalosaurus wyomingensis |
|  |                                 |

|  | Sphaerotholus buchholtzae |
|  |                           |
|  | Sphaerotholus goodwini    |
|  |                           |

|  | Acrotholus audeti   |
|  |                     |
|  | Prenocephale prenes |
|  |                     |

|  | Alaskacephale gangloffi         |
|  |                                 |
|  | Pachycephalosaurus wyomingensis |
|  |                                 |

|  | Sphaerotholus buchholtzae |
|  |                           |
|  | Sphaerotholus goodwini    |
|  |                           |

|  | Alaskacephale gangloffi         |
|  |                                 |
|  | Pachycephalosaurus wyomingensis |
|  |                                 |

|  | Sphaerotholus buchholtzae |
|  |                           |
|  | Sphaerotholus goodwini    |
|  |                           |

|  | Acrotholus audeti   |
|  |                     |
|  | Prenocephale prenes |
|  |                     |

|  | Alaskacephale gangloffi         |
|  |                                 |
|  | Pachycephalosaurus wyomingensis |
|  |                                 |

|  | Sphaerotholus buchholtzae |
|  |                           |
|  | Sphaerotholus goodwini    |
|  |                           |

|  | Alaskacephale gangloffi         |
|  |                                 |
|  | Pachycephalosaurus wyomingensis |
|  |                                 |

|  | Sphaerotholus buchholtzae |
|  |                           |
|  | Sphaerotholus goodwini    |
|  |                           |

|  | Acrotholus audeti   |
|  |                     |
|  | Prenocephale prenes |
|  |                     |

|  | Alaskacephale gangloffi         |
|  |                                 |
|  | Pachycephalosaurus wyomingensis |
|  |                                 |

|  | Sphaerotholus buchholtzae |
|  |                           |
|  | Sphaerotholus goodwini    |
|  |                           |

|  | Alaskacephale gangloffi         |
|  |                                 |
|  | Pachycephalosaurus wyomingensis |
|  |                                 |

|  | Sphaerotholus buchholtzae |
|  |                           |
|  | Sphaerotholus goodwini    |
|  |                           |

|  | Acrotholus audeti   |
|  |                     |
|  | Prenocephale prenes |
|  |                     |

|  | Alaskacephale gangloffi         |
|  |                                 |
|  | Pachycephalosaurus wyomingensis |
|  |                                 |

|  | Sphaerotholus buchholtzae |
|  |                           |
|  | Sphaerotholus goodwini    |
|  |                           |

|  | Alaskacephale gangloffi         |
|  |                                 |
|  | Pachycephalosaurus wyomingensis |
|  |                                 |

|  | Sphaerotholus buchholtzae |
|  |                           |
|  | Sphaerotholus goodwini    |
|  |                           |

|  | Acrotholus audeti   |
|  |                     |
|  | Prenocephale prenes |
|  |                     |

|  | Alaskacephale gangloffi         |
|  |                                 |
|  | Pachycephalosaurus wyomingensis |
|  |                                 |

|  | Sphaerotholus buchholtzae |
|  |                           |
|  | Sphaerotholus goodwini    |
|  |                           |

|  | Alaskacephale gangloffi         |
|  |                                 |
|  | Pachycephalosaurus wyomingensis |
|  |                                 |

|  | Sphaerotholus buchholtzae |
|  |                           |
|  | Sphaerotholus goodwini    |
|  |                           |

|  | Acrotholus audeti   |
|  |                     |
|  | Prenocephale prenes |
|  |                     |

|  | Alaskacephale gangloffi         |
|  |                                 |
|  | Pachycephalosaurus wyomingensis |
|  |                                 |

|  | Sphaerotholus buchholtzae |
|  |                           |
|  | Sphaerotholus goodwini    |
|  |                           |

|  | Alaskacephale gangloffi         |
|  |                                 |
|  | Pachycephalosaurus wyomingensis |
|  |                                 |

|  | Sphaerotholus buchholtzae |
|  |                           |
|  | Sphaerotholus goodwini    |
|  |                           |

|  | Acrotholus audeti   |
|  |                     |
|  | Prenocephale prenes |
|  |                     |

|  | Alaskacephale gangloffi         |
|  |                                 |
|  | Pachycephalosaurus wyomingensis |
|  |                                 |

|  | Sphaerotholus buchholtzae |
|  |                           |
|  | Sphaerotholus goodwini    |
|  |                           |

|  | Alaskacephale gangloffi         |
|  |                                 |
|  | Pachycephalosaurus wyomingensis |
|  |                                 |

|  | Sphaerotholus buchholtzae |
|  |                           |
|  | Sphaerotholus goodwini    |
|  |                           |

|  | Acrotholus audeti   |
|  |                     |
|  | Prenocephale prenes |
|  |                     |

|  | Alaskacephale gangloffi         |
|  |                                 |
|  | Pachycephalosaurus wyomingensis |
|  |                                 |

|  | Sphaerotholus buchholtzae |
|  |                           |
|  | Sphaerotholus goodwini    |
|  |                           |

|  | Alaskacephale gangloffi         |
|  |                                 |
|  | Pachycephalosaurus wyomingensis |
|  |                                 |

|  | Sphaerotholus buchholtzae |
|  |                           |
|  | Sphaerotholus goodwini    |
|  |                           |

|  | Acrotholus audeti   |
|  |                     |
|  | Prenocephale prenes |
|  |                     |

|  | Alaskacephale gangloffi         |
|  |                                 |
|  | Pachycephalosaurus wyomingensis |
|  |                                 |

|  | Sphaerotholus buchholtzae |
|  |                           |
|  | Sphaerotholus goodwini    |
|  |                           |

|  | Alaskacephale gangloffi         |
|  |                                 |
|  | Pachycephalosaurus wyomingensis |
|  |                                 |

|  | Sphaerotholus buchholtzae |
|  |                           |
|  | Sphaerotholus goodwini    |
|  |                           |

|  | Acrotholus audeti   |
|  |                     |
|  | Prenocephale prenes |
|  |                     |

|  | Alaskacephale gangloffi         |
|  |                                 |
|  | Pachycephalosaurus wyomingensis |
|  |                                 |

|  | Sphaerotholus buchholtzae |
|  |                           |
|  | Sphaerotholus goodwini    |
|  |                           |

|  | Alaskacephale gangloffi         |
|  |                                 |
|  | Pachycephalosaurus wyomingensis |
|  |                                 |

|  | Sphaerotholus buchholtzae |
|  |                           |
|  | Sphaerotholus goodwini    |
|  |                           |

|  | Acrotholus audeti   |
|  |                     |
|  | Prenocephale prenes |
|  |                     |

|  | Alaskacephale gangloffi         |
|  |                                 |
|  | Pachycephalosaurus wyomingensis |
|  |                                 |

|  | Sphaerotholus buchholtzae |
|  |                           |
|  | Sphaerotholus goodwini    |
|  |                           |

|  | Alaskacephale gangloffi         |
|  |                                 |
|  | Pachycephalosaurus wyomingensis |
|  |                                 |

|  | Sphaerotholus buchholtzae |
|  |                           |
|  | Sphaerotholus goodwini    |
|  |                           |

|  | Acrotholus audeti   |
|  |                     |
|  | Prenocephale prenes |
|  |                     |

|  | Alaskacephale gangloffi         |
|  |                                 |
|  | Pachycephalosaurus wyomingensis |
|  |                                 |

|  | Sphaerotholus buchholtzae |
|  |                           |
|  | Sphaerotholus goodwini    |
|  |                           |

|  | Alaskacephale gangloffi         |
|  |                                 |
|  | Pachycephalosaurus wyomingensis |
|  |                                 |

|  | Sphaerotholus buchholtzae |
|  |                           |
|  | Sphaerotholus goodwini    |
|  |                           |

|  | Colepiocephale lambei    |
|  |                          |
|  | Hanssuesia sternbergi    |
|  |                          |
|  | Stegoceras novomexicanum |
|  |                          |
|  | Stegoceras validum       |
|  |                          |

|  | Acrotholus audeti   |
|  |                     |
|  | Prenocephale prenes |
|  |                     |

|  | Alaskacephale gangloffi         |
|  |                                 |
|  | Pachycephalosaurus wyomingensis |
|  |                                 |

|  | Sphaerotholus buchholtzae |
|  |                           |
|  | Sphaerotholus goodwini    |
|  |                           |

|  | Alaskacephale gangloffi         |
|  |                                 |
|  | Pachycephalosaurus wyomingensis |
|  |                                 |

|  | Sphaerotholus buchholtzae |
|  |                           |
|  | Sphaerotholus goodwini    |
|  |                           |

|  | Acrotholus audeti   |
|  |                     |
|  | Prenocephale prenes |
|  |                     |

|  | Alaskacephale gangloffi         |
|  |                                 |
|  | Pachycephalosaurus wyomingensis |
|  |                                 |

|  | Sphaerotholus buchholtzae |
|  |                           |
|  | Sphaerotholus goodwini    |
|  |                           |

|  | Alaskacephale gangloffi         |
|  |                                 |
|  | Pachycephalosaurus wyomingensis |
|  |                                 |

|  | Sphaerotholus buchholtzae |
|  |                           |
|  | Sphaerotholus goodwini    |
|  |                           |

|  | Acrotholus audeti   |
|  |                     |
|  | Prenocephale prenes |
|  |                     |

|  | Alaskacephale gangloffi         |
|  |                                 |
|  | Pachycephalosaurus wyomingensis |
|  |                                 |

|  | Sphaerotholus buchholtzae |
|  |                           |
|  | Sphaerotholus goodwini    |
|  |                           |

|  | Alaskacephale gangloffi         |
|  |                                 |
|  | Pachycephalosaurus wyomingensis |
|  |                                 |

|  | Sphaerotholus buchholtzae |
|  |                           |
|  | Sphaerotholus goodwini    |
|  |                           |

|  | Acrotholus audeti   |
|  |                     |
|  | Prenocephale prenes |
|  |                     |

|  | Alaskacephale gangloffi         |
|  |                                 |
|  | Pachycephalosaurus wyomingensis |
|  |                                 |

|  | Sphaerotholus buchholtzae |
|  |                           |
|  | Sphaerotholus goodwini    |
|  |                           |

|  | Alaskacephale gangloffi         |
|  |                                 |
|  | Pachycephalosaurus wyomingensis |
|  |                                 |

|  | Sphaerotholus buchholtzae |
|  |                           |
|  | Sphaerotholus goodwini    |
|  |                           |

|  | Acrotholus audeti   |
|  |                     |
|  | Prenocephale prenes |
|  |                     |

|  | Alaskacephale gangloffi         |
|  |                                 |
|  | Pachycephalosaurus wyomingensis |
|  |                                 |

|  | Sphaerotholus buchholtzae |
|  |                           |
|  | Sphaerotholus goodwini    |
|  |                           |

|  | Alaskacephale gangloffi         |
|  |                                 |
|  | Pachycephalosaurus wyomingensis |
|  |                                 |

|  | Sphaerotholus buchholtzae |
|  |                           |
|  | Sphaerotholus goodwini    |
|  |                           |

|  | Acrotholus audeti   |
|  |                     |
|  | Prenocephale prenes |
|  |                     |

|  | Alaskacephale gangloffi         |
|  |                                 |
|  | Pachycephalosaurus wyomingensis |
|  |                                 |

|  | Sphaerotholus buchholtzae |
|  |                           |
|  | Sphaerotholus goodwini    |
|  |                           |

|  | Alaskacephale gangloffi         |
|  |                                 |
|  | Pachycephalosaurus wyomingensis |
|  |                                 |

|  | Sphaerotholus buchholtzae |
|  |                           |
|  | Sphaerotholus goodwini    |
|  |                           |

|  | Acrotholus audeti   |
|  |                     |
|  | Prenocephale prenes |
|  |                     |

|  | Alaskacephale gangloffi         |
|  |                                 |
|  | Pachycephalosaurus wyomingensis |
|  |                                 |

|  | Sphaerotholus buchholtzae |
|  |                           |
|  | Sphaerotholus goodwini    |
|  |                           |

|  | Alaskacephale gangloffi         |
|  |                                 |
|  | Pachycephalosaurus wyomingensis |
|  |                                 |

|  | Sphaerotholus buchholtzae |
|  |                           |
|  | Sphaerotholus goodwini    |
|  |                           |

|  | Acrotholus audeti   |
|  |                     |
|  | Prenocephale prenes |
|  |                     |

|  | Alaskacephale gangloffi         |
|  |                                 |
|  | Pachycephalosaurus wyomingensis |
|  |                                 |

|  | Sphaerotholus buchholtzae |
|  |                           |
|  | Sphaerotholus goodwini    |
|  |                           |

|  | Alaskacephale gangloffi         |
|  |                                 |
|  | Pachycephalosaurus wyomingensis |
|  |                                 |

|  | Sphaerotholus buchholtzae |
|  |                           |
|  | Sphaerotholus goodwini    |
|  |                           |

|  | Acrotholus audeti   |
|  |                     |
|  | Prenocephale prenes |
|  |                     |

|  | Alaskacephale gangloffi         |
|  |                                 |
|  | Pachycephalosaurus wyomingensis |
|  |                                 |

|  | Sphaerotholus buchholtzae |
|  |                           |
|  | Sphaerotholus goodwini    |
|  |                           |

|  | Alaskacephale gangloffi         |
|  |                                 |
|  | Pachycephalosaurus wyomingensis |
|  |                                 |

|  | Sphaerotholus buchholtzae |
|  |                           |
|  | Sphaerotholus goodwini    |
|  |                           |

|  | Acrotholus audeti   |
|  |                     |
|  | Prenocephale prenes |
|  |                     |

|  | Alaskacephale gangloffi         |
|  |                                 |
|  | Pachycephalosaurus wyomingensis |
|  |                                 |

|  | Sphaerotholus buchholtzae |
|  |                           |
|  | Sphaerotholus goodwini    |
|  |                           |

|  | Alaskacephale gangloffi         |
|  |                                 |
|  | Pachycephalosaurus wyomingensis |
|  |                                 |

|  | Sphaerotholus buchholtzae |
|  |                           |
|  | Sphaerotholus goodwini    |
|  |                           |

|  | Acrotholus audeti   |
|  |                     |
|  | Prenocephale prenes |
|  |                     |

|  | Alaskacephale gangloffi         |
|  |                                 |
|  | Pachycephalosaurus wyomingensis |
|  |                                 |

|  | Sphaerotholus buchholtzae |
|  |                           |
|  | Sphaerotholus goodwini    |
|  |                           |

|  | Alaskacephale gangloffi         |
|  |                                 |
|  | Pachycephalosaurus wyomingensis |
|  |                                 |

|  | Sphaerotholus buchholtzae |
|  |                           |
|  | Sphaerotholus goodwini    |
|  |                           |

|  | Acrotholus audeti   |
|  |                     |
|  | Prenocephale prenes |
|  |                     |

|  | Alaskacephale gangloffi         |
|  |                                 |
|  | Pachycephalosaurus wyomingensis |
|  |                                 |

|  | Sphaerotholus buchholtzae |
|  |                           |
|  | Sphaerotholus goodwini    |
|  |                           |

|  | Alaskacephale gangloffi         |
|  |                                 |
|  | Pachycephalosaurus wyomingensis |
|  |                                 |

|  | Sphaerotholus buchholtzae |
|  |                           |
|  | Sphaerotholus goodwini    |
|  |                           |

|  | Acrotholus audeti   |
|  |                     |
|  | Prenocephale prenes |
|  |                     |

|  | Alaskacephale gangloffi         |
|  |                                 |
|  | Pachycephalosaurus wyomingensis |
|  |                                 |

|  | Sphaerotholus buchholtzae |
|  |                           |
|  | Sphaerotholus goodwini    |
|  |                           |

|  | Alaskacephale gangloffi         |
|  |                                 |
|  | Pachycephalosaurus wyomingensis |
|  |                                 |

|  | Sphaerotholus buchholtzae |
|  |                           |
|  | Sphaerotholus goodwini    |
|  |                           |

|  | Acrotholus audeti   |
|  |                     |
|  | Prenocephale prenes |
|  |                     |

|  | Alaskacephale gangloffi         |
|  |                                 |
|  | Pachycephalosaurus wyomingensis |
|  |                                 |

|  | Sphaerotholus buchholtzae |
|  |                           |
|  | Sphaerotholus goodwini    |
|  |                           |

|  | Alaskacephale gangloffi         |
|  |                                 |
|  | Pachycephalosaurus wyomingensis |
|  |                                 |

|  | Sphaerotholus buchholtzae |
|  |                           |
|  | Sphaerotholus goodwini    |
|  |                           |

|  | Acrotholus audeti   |
|  |                     |
|  | Prenocephale prenes |
|  |                     |

|  | Alaskacephale gangloffi         |
|  |                                 |
|  | Pachycephalosaurus wyomingensis |
|  |                                 |

|  | Sphaerotholus buchholtzae |
|  |                           |
|  | Sphaerotholus goodwini    |
|  |                           |

|  | Alaskacephale gangloffi         |
|  |                                 |
|  | Pachycephalosaurus wyomingensis |
|  |                                 |

|  | Sphaerotholus buchholtzae |
|  |                           |
|  | Sphaerotholus goodwini    |
|  |                           |

|  | Acrotholus audeti   |
|  |                     |
|  | Prenocephale prenes |
|  |                     |

|  | Alaskacephale gangloffi         |
|  |                                 |
|  | Pachycephalosaurus wyomingensis |
|  |                                 |

|  | Sphaerotholus buchholtzae |
|  |                           |
|  | Sphaerotholus goodwini    |
|  |                           |

|  | Alaskacephale gangloffi         |
|  |                                 |
|  | Pachycephalosaurus wyomingensis |
|  |                                 |

|  | Sphaerotholus buchholtzae |
|  |                           |
|  | Sphaerotholus goodwini    |
|  |                           |

|  | Acrotholus audeti   |
|  |                     |
|  | Prenocephale prenes |
|  |                     |

|  | Alaskacephale gangloffi         |
|  |                                 |
|  | Pachycephalosaurus wyomingensis |
|  |                                 |

|  | Sphaerotholus buchholtzae |
|  |                           |
|  | Sphaerotholus goodwini    |
|  |                           |

|  | Alaskacephale gangloffi         |
|  |                                 |
|  | Pachycephalosaurus wyomingensis |
|  |                                 |

|  | Sphaerotholus buchholtzae |
|  |                           |
|  | Sphaerotholus goodwini    |
|  |                           |

|  | Acrotholus audeti   |
|  |                     |
|  | Prenocephale prenes |
|  |                     |

|  | Alaskacephale gangloffi         |
|  |                                 |
|  | Pachycephalosaurus wyomingensis |
|  |                                 |

|  | Sphaerotholus buchholtzae |
|  |                           |
|  | Sphaerotholus goodwini    |
|  |                           |

|  | Alaskacephale gangloffi         |
|  |                                 |
|  | Pachycephalosaurus wyomingensis |
|  |                                 |

|  | Sphaerotholus buchholtzae |
|  |                           |
|  | Sphaerotholus goodwini    |
|  |                           |

|  | Acrotholus audeti   |
|  |                     |
|  | Prenocephale prenes |
|  |                     |

|  | Alaskacephale gangloffi         |
|  |                                 |
|  | Pachycephalosaurus wyomingensis |
|  |                                 |

|  | Sphaerotholus buchholtzae |
|  |                           |
|  | Sphaerotholus goodwini    |
|  |                           |

|  | Alaskacephale gangloffi         |
|  |                                 |
|  | Pachycephalosaurus wyomingensis |
|  |                                 |

|  | Sphaerotholus buchholtzae |
|  |                           |
|  | Sphaerotholus goodwini    |
|  |                           |

|  | Acrotholus audeti   |
|  |                     |
|  | Prenocephale prenes |
|  |                     |

|  | Alaskacephale gangloffi         |
|  |                                 |
|  | Pachycephalosaurus wyomingensis |
|  |                                 |

|  | Sphaerotholus buchholtzae |
|  |                           |
|  | Sphaerotholus goodwini    |
|  |                           |

|  | Alaskacephale gangloffi         |
|  |                                 |
|  | Pachycephalosaurus wyomingensis |
|  |                                 |

|  | Sphaerotholus buchholtzae |
|  |                           |
|  | Sphaerotholus goodwini    |
|  |                           |

|  | Acrotholus audeti   |
|  |                     |
|  | Prenocephale prenes |
|  |                     |

|  | Alaskacephale gangloffi         |
|  |                                 |
|  | Pachycephalosaurus wyomingensis |
|  |                                 |

|  | Sphaerotholus buchholtzae |
|  |                           |
|  | Sphaerotholus goodwini    |
|  |                           |

|  | Alaskacephale gangloffi         |
|  |                                 |
|  | Pachycephalosaurus wyomingensis |
|  |                                 |

|  | Sphaerotholus buchholtzae |
|  |                           |
|  | Sphaerotholus goodwini    |
|  |                           |

|  | Acrotholus audeti   |
|  |                     |
|  | Prenocephale prenes |
|  |                     |

|  | Alaskacephale gangloffi         |
|  |                                 |
|  | Pachycephalosaurus wyomingensis |
|  |                                 |

|  | Sphaerotholus buchholtzae |
|  |                           |
|  | Sphaerotholus goodwini    |
|  |                           |

|  | Alaskacephale gangloffi         |
|  |                                 |
|  | Pachycephalosaurus wyomingensis |
|  |                                 |

|  | Sphaerotholus buchholtzae |
|  |                           |
|  | Sphaerotholus goodwini    |
|  |                           |

|  | Acrotholus audeti   |
|  |                     |
|  | Prenocephale prenes |
|  |                     |

|  | Alaskacephale gangloffi         |
|  |                                 |
|  | Pachycephalosaurus wyomingensis |
|  |                                 |

|  | Sphaerotholus buchholtzae |
|  |                           |
|  | Sphaerotholus goodwini    |
|  |                           |

|  | Alaskacephale gangloffi         |
|  |                                 |
|  | Pachycephalosaurus wyomingensis |
|  |                                 |

|  | Sphaerotholus buchholtzae |
|  |                           |
|  | Sphaerotholus goodwini    |
|  |                           |

|  | Acrotholus audeti   |
|  |                     |
|  | Prenocephale prenes |
|  |                     |

|  | Alaskacephale gangloffi         |
|  |                                 |
|  | Pachycephalosaurus wyomingensis |
|  |                                 |

|  | Sphaerotholus buchholtzae |
|  |                           |
|  | Sphaerotholus goodwini    |
|  |                           |

|  | Alaskacephale gangloffi         |
|  |                                 |
|  | Pachycephalosaurus wyomingensis |
|  |                                 |

|  | Sphaerotholus buchholtzae |
|  |                           |
|  | Sphaerotholus goodwini    |
|  |                           |

|  | Acrotholus audeti   |
|  |                     |
|  | Prenocephale prenes |
|  |                     |

|  | Alaskacephale gangloffi         |
|  |                                 |
|  | Pachycephalosaurus wyomingensis |
|  |                                 |

|  | Sphaerotholus buchholtzae |
|  |                           |
|  | Sphaerotholus goodwini    |
|  |                           |

|  | Alaskacephale gangloffi         |
|  |                                 |
|  | Pachycephalosaurus wyomingensis |
|  |                                 |

|  | Sphaerotholus buchholtzae |
|  |                           |
|  | Sphaerotholus goodwini    |
|  |                           |

|  | Acrotholus audeti   |
|  |                     |
|  | Prenocephale prenes |
|  |                     |

|  | Alaskacephale gangloffi         |
|  |                                 |
|  | Pachycephalosaurus wyomingensis |
|  |                                 |

|  | Sphaerotholus buchholtzae |
|  |                           |
|  | Sphaerotholus goodwini    |
|  |                           |

|  | Alaskacephale gangloffi         |
|  |                                 |
|  | Pachycephalosaurus wyomingensis |
|  |                                 |

|  | Sphaerotholus buchholtzae |
|  |                           |
|  | Sphaerotholus goodwini    |
|  |                           |

|  | Acrotholus audeti   |
|  |                     |
|  | Prenocephale prenes |
|  |                     |

|  | Alaskacephale gangloffi         |
|  |                                 |
|  | Pachycephalosaurus wyomingensis |
|  |                                 |

|  | Sphaerotholus buchholtzae |
|  |                           |
|  | Sphaerotholus goodwini    |
|  |                           |

|  | Alaskacephale gangloffi         |
|  |                                 |
|  | Pachycephalosaurus wyomingensis |
|  |                                 |

|  | Sphaerotholus buchholtzae |
|  |                           |
|  | Sphaerotholus goodwini    |
|  |                           |

|  | Acrotholus audeti   |
|  |                     |
|  | Prenocephale prenes |
|  |                     |

|  | Alaskacephale gangloffi         |
|  |                                 |
|  | Pachycephalosaurus wyomingensis |
|  |                                 |

|  | Sphaerotholus buchholtzae |
|  |                           |
|  | Sphaerotholus goodwini    |
|  |                           |

|  | Alaskacephale gangloffi         |
|  |                                 |
|  | Pachycephalosaurus wyomingensis |
|  |                                 |

|  | Sphaerotholus buchholtzae |
|  |                           |
|  | Sphaerotholus goodwini    |
|  |                           |

|  | Acrotholus audeti   |
|  |                     |
|  | Prenocephale prenes |
|  |                     |

|  | Alaskacephale gangloffi         |
|  |                                 |
|  | Pachycephalosaurus wyomingensis |
|  |                                 |

|  | Sphaerotholus buchholtzae |
|  |                           |
|  | Sphaerotholus goodwini    |
|  |                           |

|  | Alaskacephale gangloffi         |
|  |                                 |
|  | Pachycephalosaurus wyomingensis |
|  |                                 |

|  | Sphaerotholus buchholtzae |
|  |                           |
|  | Sphaerotholus goodwini    |
|  |                           |

|  | Acrotholus audeti   |
|  |                     |
|  | Prenocephale prenes |
|  |                     |

|  | Alaskacephale gangloffi         |
|  |                                 |
|  | Pachycephalosaurus wyomingensis |
|  |                                 |

|  | Sphaerotholus buchholtzae |
|  |                           |
|  | Sphaerotholus goodwini    |
|  |                           |

|  | Alaskacephale gangloffi         |
|  |                                 |
|  | Pachycephalosaurus wyomingensis |
|  |                                 |

|  | Sphaerotholus buchholtzae |
|  |                           |
|  | Sphaerotholus goodwini    |
|  |                           |

|  | Acrotholus audeti   |
|  |                     |
|  | Prenocephale prenes |
|  |                     |

|  | Alaskacephale gangloffi         |
|  |                                 |
|  | Pachycephalosaurus wyomingensis |
|  |                                 |

|  | Sphaerotholus buchholtzae |
|  |                           |
|  | Sphaerotholus goodwini    |
|  |                           |

|  | Alaskacephale gangloffi         |
|  |                                 |
|  | Pachycephalosaurus wyomingensis |
|  |                                 |

|  | Sphaerotholus buchholtzae |
|  |                           |
|  | Sphaerotholus goodwini    |
|  |                           |

|  | Acrotholus audeti   |
|  |                     |
|  | Prenocephale prenes |
|  |                     |

|  | Alaskacephale gangloffi         |
|  |                                 |
|  | Pachycephalosaurus wyomingensis |
|  |                                 |

|  | Sphaerotholus buchholtzae |
|  |                           |
|  | Sphaerotholus goodwini    |
|  |                           |

|  | Alaskacephale gangloffi         |
|  |                                 |
|  | Pachycephalosaurus wyomingensis |
|  |                                 |

|  | Sphaerotholus buchholtzae |
|  |                           |
|  | Sphaerotholus goodwini    |
|  |                           |

|  | Acrotholus audeti   |
|  |                     |
|  | Prenocephale prenes |
|  |                     |

|  | Alaskacephale gangloffi         |
|  |                                 |
|  | Pachycephalosaurus wyomingensis |
|  |                                 |

|  | Sphaerotholus buchholtzae |
|  |                           |
|  | Sphaerotholus goodwini    |
|  |                           |

|  | Alaskacephale gangloffi         |
|  |                                 |
|  | Pachycephalosaurus wyomingensis |
|  |                                 |

|  | Sphaerotholus buchholtzae |
|  |                           |
|  | Sphaerotholus goodwini    |
|  |                           |

|  | Acrotholus audeti   |
|  |                     |
|  | Prenocephale prenes |
|  |                     |

|  | Alaskacephale gangloffi         |
|  |                                 |
|  | Pachycephalosaurus wyomingensis |
|  |                                 |

|  | Sphaerotholus buchholtzae |
|  |                           |
|  | Sphaerotholus goodwini    |
|  |                           |

|  | Alaskacephale gangloffi         |
|  |                                 |
|  | Pachycephalosaurus wyomingensis |
|  |                                 |

|  | Sphaerotholus buchholtzae |
|  |                           |
|  | Sphaerotholus goodwini    |
|  |                           |

|  | Acrotholus audeti   |
|  |                     |
|  | Prenocephale prenes |
|  |                     |

|  | Alaskacephale gangloffi         |
|  |                                 |
|  | Pachycephalosaurus wyomingensis |
|  |                                 |

|  | Sphaerotholus buchholtzae |
|  |                           |
|  | Sphaerotholus goodwini    |
|  |                           |

|  | Alaskacephale gangloffi         |
|  |                                 |
|  | Pachycephalosaurus wyomingensis |
|  |                                 |

|  | Sphaerotholus buchholtzae |
|  |                           |
|  | Sphaerotholus goodwini    |
|  |                           |

|  | Acrotholus audeti   |
|  |                     |
|  | Prenocephale prenes |
|  |                     |

|  | Alaskacephale gangloffi         |
|  |                                 |
|  | Pachycephalosaurus wyomingensis |
|  |                                 |

|  | Sphaerotholus buchholtzae |
|  |                           |
|  | Sphaerotholus goodwini    |
|  |                           |

|  | Alaskacephale gangloffi         |
|  |                                 |
|  | Pachycephalosaurus wyomingensis |
|  |                                 |

|  | Sphaerotholus buchholtzae |
|  |                           |
|  | Sphaerotholus goodwini    |
|  |                           |

|  | Acrotholus audeti   |
|  |                     |
|  | Prenocephale prenes |
|  |                     |

|  | Alaskacephale gangloffi         |
|  |                                 |
|  | Pachycephalosaurus wyomingensis |
|  |                                 |

|  | Sphaerotholus buchholtzae |
|  |                           |
|  | Sphaerotholus goodwini    |
|  |                           |

|  | Alaskacephale gangloffi         |
|  |                                 |
|  | Pachycephalosaurus wyomingensis |
|  |                                 |

|  | Sphaerotholus buchholtzae |
|  |                           |
|  | Sphaerotholus goodwini    |
|  |                           |

|  | Acrotholus audeti   |
|  |                     |
|  | Prenocephale prenes |
|  |                     |

|  | Alaskacephale gangloffi         |
|  |                                 |
|  | Pachycephalosaurus wyomingensis |
|  |                                 |

|  | Sphaerotholus buchholtzae |
|  |                           |
|  | Sphaerotholus goodwini    |
|  |                           |

|  | Alaskacephale gangloffi         |
|  |                                 |
|  | Pachycephalosaurus wyomingensis |
|  |                                 |

|  | Sphaerotholus buchholtzae |
|  |                           |
|  | Sphaerotholus goodwini    |
|  |                           |

|  | Acrotholus audeti   |
|  |                     |
|  | Prenocephale prenes |
|  |                     |

|  | Alaskacephale gangloffi         |
|  |                                 |
|  | Pachycephalosaurus wyomingensis |
|  |                                 |

|  | Sphaerotholus buchholtzae |
|  |                           |
|  | Sphaerotholus goodwini    |
|  |                           |

|  | Alaskacephale gangloffi         |
|  |                                 |
|  | Pachycephalosaurus wyomingensis |
|  |                                 |

|  | Sphaerotholus buchholtzae |
|  |                           |
|  | Sphaerotholus goodwini    |
|  |                           |

|  | Acrotholus audeti   |
|  |                     |
|  | Prenocephale prenes |
|  |                     |

|  | Alaskacephale gangloffi         |
|  |                                 |
|  | Pachycephalosaurus wyomingensis |
|  |                                 |

|  | Sphaerotholus buchholtzae |
|  |                           |
|  | Sphaerotholus goodwini    |
|  |                           |

|  | Alaskacephale gangloffi         |
|  |                                 |
|  | Pachycephalosaurus wyomingensis |
|  |                                 |

|  | Sphaerotholus buchholtzae |
|  |                           |
|  | Sphaerotholus goodwini    |
|  |                           |

|  | Acrotholus audeti   |
|  |                     |
|  | Prenocephale prenes |
|  |                     |

|  | Alaskacephale gangloffi         |
|  |                                 |
|  | Pachycephalosaurus wyomingensis |
|  |                                 |

|  | Sphaerotholus buchholtzae |
|  |                           |
|  | Sphaerotholus goodwini    |
|  |                           |

|  | Alaskacephale gangloffi         |
|  |                                 |
|  | Pachycephalosaurus wyomingensis |
|  |                                 |

|  | Sphaerotholus buchholtzae |
|  |                           |
|  | Sphaerotholus goodwini    |
|  |                           |

|  | Acrotholus audeti   |
|  |                     |
|  | Prenocephale prenes |
|  |                     |

|  | Alaskacephale gangloffi         |
|  |                                 |
|  | Pachycephalosaurus wyomingensis |
|  |                                 |

|  | Sphaerotholus buchholtzae |
|  |                           |
|  | Sphaerotholus goodwini    |
|  |                           |

|  | Alaskacephale gangloffi         |
|  |                                 |
|  | Pachycephalosaurus wyomingensis |
|  |                                 |

|  | Sphaerotholus buchholtzae |
|  |                           |
|  | Sphaerotholus goodwini    |
|  |                           |

|  | Acrotholus audeti   |
|  |                     |
|  | Prenocephale prenes |
|  |                     |

|  | Alaskacephale gangloffi         |
|  |                                 |
|  | Pachycephalosaurus wyomingensis |
|  |                                 |

|  | Sphaerotholus buchholtzae |
|  |                           |
|  | Sphaerotholus goodwini    |
|  |                           |

|  | Alaskacephale gangloffi         |
|  |                                 |
|  | Pachycephalosaurus wyomingensis |
|  |                                 |

|  | Sphaerotholus buchholtzae |
|  |                           |
|  | Sphaerotholus goodwini    |
|  |                           |

|  | Acrotholus audeti   |
|  |                     |
|  | Prenocephale prenes |
|  |                     |

|  | Alaskacephale gangloffi         |
|  |                                 |
|  | Pachycephalosaurus wyomingensis |
|  |                                 |

|  | Sphaerotholus buchholtzae |
|  |                           |
|  | Sphaerotholus goodwini    |
|  |                           |

|  | Alaskacephale gangloffi         |
|  |                                 |
|  | Pachycephalosaurus wyomingensis |
|  |                                 |

|  | Sphaerotholus buchholtzae |
|  |                           |
|  | Sphaerotholus goodwini    |
|  |                           |

|  | Acrotholus audeti   |
|  |                     |
|  | Prenocephale prenes |
|  |                     |

|  | Alaskacephale gangloffi         |
|  |                                 |
|  | Pachycephalosaurus wyomingensis |
|  |                                 |

|  | Sphaerotholus buchholtzae |
|  |                           |
|  | Sphaerotholus goodwini    |
|  |                           |

|  | Alaskacephale gangloffi         |
|  |                                 |
|  | Pachycephalosaurus wyomingensis |
|  |                                 |

|  | Sphaerotholus buchholtzae |
|  |                           |
|  | Sphaerotholus goodwini    |
|  |                           |

|  | Acrotholus audeti   |
|  |                     |
|  | Prenocephale prenes |
|  |                     |

|  | Alaskacephale gangloffi         |
|  |                                 |
|  | Pachycephalosaurus wyomingensis |
|  |                                 |

|  | Sphaerotholus buchholtzae |
|  |                           |
|  | Sphaerotholus goodwini    |
|  |                           |

|  | Alaskacephale gangloffi         |
|  |                                 |
|  | Pachycephalosaurus wyomingensis |
|  |                                 |

|  | Sphaerotholus buchholtzae |
|  |                           |
|  | Sphaerotholus goodwini    |
|  |                           |

|  | Acrotholus audeti   |
|  |                     |
|  | Prenocephale prenes |
|  |                     |

|  | Alaskacephale gangloffi         |
|  |                                 |
|  | Pachycephalosaurus wyomingensis |
|  |                                 |

|  | Sphaerotholus buchholtzae |
|  |                           |
|  | Sphaerotholus goodwini    |
|  |                           |

|  | Alaskacephale gangloffi         |
|  |                                 |
|  | Pachycephalosaurus wyomingensis |
|  |                                 |

|  | Sphaerotholus buchholtzae |
|  |                           |
|  | Sphaerotholus goodwini    |
|  |                           |

|  | Acrotholus audeti   |
|  |                     |
|  | Prenocephale prenes |
|  |                     |

|  | Alaskacephale gangloffi         |
|  |                                 |
|  | Pachycephalosaurus wyomingensis |
|  |                                 |

|  | Sphaerotholus buchholtzae |
|  |                           |
|  | Sphaerotholus goodwini    |
|  |                           |

|  | Alaskacephale gangloffi         |
|  |                                 |
|  | Pachycephalosaurus wyomingensis |
|  |                                 |

|  | Sphaerotholus buchholtzae |
|  |                           |
|  | Sphaerotholus goodwini    |
|  |                           |

|  | Acrotholus audeti   |
|  |                     |
|  | Prenocephale prenes |
|  |                     |

|  | Alaskacephale gangloffi         |
|  |                                 |
|  | Pachycephalosaurus wyomingensis |
|  |                                 |

|  | Sphaerotholus buchholtzae |
|  |                           |
|  | Sphaerotholus goodwini    |
|  |                           |

|  | Alaskacephale gangloffi         |
|  |                                 |
|  | Pachycephalosaurus wyomingensis |
|  |                                 |

|  | Sphaerotholus buchholtzae |
|  |                           |
|  | Sphaerotholus goodwini    |
|  |                           |

|  | Acrotholus audeti   |
|  |                     |
|  | Prenocephale prenes |
|  |                     |

|  | Alaskacephale gangloffi         |
|  |                                 |
|  | Pachycephalosaurus wyomingensis |
|  |                                 |

|  | Sphaerotholus buchholtzae |
|  |                           |
|  | Sphaerotholus goodwini    |
|  |                           |

|  | Alaskacephale gangloffi         |
|  |                                 |
|  | Pachycephalosaurus wyomingensis |
|  |                                 |

|  | Sphaerotholus buchholtzae |
|  |                           |
|  | Sphaerotholus goodwini    |
|  |                           |

|  | Acrotholus audeti   |
|  |                     |
|  | Prenocephale prenes |
|  |                     |

|  | Alaskacephale gangloffi         |
|  |                                 |
|  | Pachycephalosaurus wyomingensis |
|  |                                 |

|  | Sphaerotholus buchholtzae |
|  |                           |
|  | Sphaerotholus goodwini    |
|  |                           |

|  | Alaskacephale gangloffi         |
|  |                                 |
|  | Pachycephalosaurus wyomingensis |
|  |                                 |

|  | Sphaerotholus buchholtzae |
|  |                           |
|  | Sphaerotholus goodwini    |
|  |                           |

|  | Acrotholus audeti   |
|  |                     |
|  | Prenocephale prenes |
|  |                     |

|  | Alaskacephale gangloffi         |
|  |                                 |
|  | Pachycephalosaurus wyomingensis |
|  |                                 |

|  | Sphaerotholus buchholtzae |
|  |                           |
|  | Sphaerotholus goodwini    |
|  |                           |

|  | Alaskacephale gangloffi         |
|  |                                 |
|  | Pachycephalosaurus wyomingensis |
|  |                                 |

|  | Sphaerotholus buchholtzae |
|  |                           |
|  | Sphaerotholus goodwini    |
|  |                           |

|  | Acrotholus audeti   |
|  |                     |
|  | Prenocephale prenes |
|  |                     |

|  | Alaskacephale gangloffi         |
|  |                                 |
|  | Pachycephalosaurus wyomingensis |
|  |                                 |

|  | Sphaerotholus buchholtzae |
|  |                           |
|  | Sphaerotholus goodwini    |
|  |                           |

|  | Alaskacephale gangloffi         |
|  |                                 |
|  | Pachycephalosaurus wyomingensis |
|  |                                 |

|  | Sphaerotholus buchholtzae |
|  |                           |
|  | Sphaerotholus goodwini    |
|  |                           |

|  | Acrotholus audeti   |
|  |                     |
|  | Prenocephale prenes |
|  |                     |

|  | Alaskacephale gangloffi         |
|  |                                 |
|  | Pachycephalosaurus wyomingensis |
|  |                                 |

|  | Sphaerotholus buchholtzae |
|  |                           |
|  | Sphaerotholus goodwini    |
|  |                           |

|  | Alaskacephale gangloffi         |
|  |                                 |
|  | Pachycephalosaurus wyomingensis |
|  |                                 |

|  | Sphaerotholus buchholtzae |
|  |                           |
|  | Sphaerotholus goodwini    |
|  |                           |

|  | Acrotholus audeti   |
|  |                     |
|  | Prenocephale prenes |
|  |                     |

|  | Alaskacephale gangloffi         |
|  |                                 |
|  | Pachycephalosaurus wyomingensis |
|  |                                 |

|  | Sphaerotholus buchholtzae |
|  |                           |
|  | Sphaerotholus goodwini    |
|  |                           |

|  | Alaskacephale gangloffi         |
|  |                                 |
|  | Pachycephalosaurus wyomingensis |
|  |                                 |

|  | Sphaerotholus buchholtzae |
|  |                           |
|  | Sphaerotholus goodwini    |
|  |                           |

|  | Acrotholus audeti   |
|  |                     |
|  | Prenocephale prenes |
|  |                     |

|  | Alaskacephale gangloffi         |
|  |                                 |
|  | Pachycephalosaurus wyomingensis |
|  |                                 |

|  | Sphaerotholus buchholtzae |
|  |                           |
|  | Sphaerotholus goodwini    |
|  |                           |

|  | Alaskacephale gangloffi         |
|  |                                 |
|  | Pachycephalosaurus wyomingensis |
|  |                                 |

|  | Sphaerotholus buchholtzae |
|  |                           |
|  | Sphaerotholus goodwini    |
|  |                           |

|  | Acrotholus audeti   |
|  |                     |
|  | Prenocephale prenes |
|  |                     |

|  | Alaskacephale gangloffi         |
|  |                                 |
|  | Pachycephalosaurus wyomingensis |
|  |                                 |

|  | Sphaerotholus buchholtzae |
|  |                           |
|  | Sphaerotholus goodwini    |
|  |                           |

|  | Alaskacephale gangloffi         |
|  |                                 |
|  | Pachycephalosaurus wyomingensis |
|  |                                 |

|  | Sphaerotholus buchholtzae |
|  |                           |
|  | Sphaerotholus goodwini    |
|  |                           |

|  | Acrotholus audeti   |
|  |                     |
|  | Prenocephale prenes |
|  |                     |

|  | Alaskacephale gangloffi         |
|  |                                 |
|  | Pachycephalosaurus wyomingensis |
|  |                                 |

|  | Sphaerotholus buchholtzae |
|  |                           |
|  | Sphaerotholus goodwini    |
|  |                           |

|  | Alaskacephale gangloffi         |
|  |                                 |
|  | Pachycephalosaurus wyomingensis |
|  |                                 |

|  | Sphaerotholus buchholtzae |
|  |                           |
|  | Sphaerotholus goodwini    |
|  |                           |

|  | Acrotholus audeti   |
|  |                     |
|  | Prenocephale prenes |
|  |                     |

|  | Alaskacephale gangloffi         |
|  |                                 |
|  | Pachycephalosaurus wyomingensis |
|  |                                 |

|  | Sphaerotholus buchholtzae |
|  |                           |
|  | Sphaerotholus goodwini    |
|  |                           |

|  | Alaskacephale gangloffi         |
|  |                                 |
|  | Pachycephalosaurus wyomingensis |
|  |                                 |

|  | Sphaerotholus buchholtzae |
|  |                           |
|  | Sphaerotholus goodwini    |
|  |                           |

|  | Acrotholus audeti   |
|  |                     |
|  | Prenocephale prenes |
|  |                     |

|  | Alaskacephale gangloffi         |
|  |                                 |
|  | Pachycephalosaurus wyomingensis |
|  |                                 |

|  | Sphaerotholus buchholtzae |
|  |                           |
|  | Sphaerotholus goodwini    |
|  |                           |

|  | Alaskacephale gangloffi         |
|  |                                 |
|  | Pachycephalosaurus wyomingensis |
|  |                                 |

|  | Sphaerotholus buchholtzae |
|  |                           |
|  | Sphaerotholus goodwini    |
|  |                           |

|  | Acrotholus audeti   |
|  |                     |
|  | Prenocephale prenes |
|  |                     |

|  | Alaskacephale gangloffi         |
|  |                                 |
|  | Pachycephalosaurus wyomingensis |
|  |                                 |

|  | Sphaerotholus buchholtzae |
|  |                           |
|  | Sphaerotholus goodwini    |
|  |                           |

|  | Alaskacephale gangloffi         |
|  |                                 |
|  | Pachycephalosaurus wyomingensis |
|  |                                 |

|  | Sphaerotholus buchholtzae |
|  |                           |
|  | Sphaerotholus goodwini    |
|  |                           |

|  | Acrotholus audeti   |
|  |                     |
|  | Prenocephale prenes |
|  |                     |

|  | Alaskacephale gangloffi         |
|  |                                 |
|  | Pachycephalosaurus wyomingensis |
|  |                                 |

|  | Sphaerotholus buchholtzae |
|  |                           |
|  | Sphaerotholus goodwini    |
|  |                           |

|  | Alaskacephale gangloffi         |
|  |                                 |
|  | Pachycephalosaurus wyomingensis |
|  |                                 |

|  | Sphaerotholus buchholtzae |
|  |                           |
|  | Sphaerotholus goodwini    |
|  |                           |

|  | Acrotholus audeti   |
|  |                     |
|  | Prenocephale prenes |
|  |                     |

|  | Alaskacephale gangloffi         |
|  |                                 |
|  | Pachycephalosaurus wyomingensis |
|  |                                 |

|  | Sphaerotholus buchholtzae |
|  |                           |
|  | Sphaerotholus goodwini    |
|  |                           |

|  | Alaskacephale gangloffi         |
|  |                                 |
|  | Pachycephalosaurus wyomingensis |
|  |                                 |

|  | Sphaerotholus buchholtzae |
|  |                           |
|  | Sphaerotholus goodwini    |
|  |                           |

|  | Acrotholus audeti   |
|  |                     |
|  | Prenocephale prenes |
|  |                     |

|  | Alaskacephale gangloffi         |
|  |                                 |
|  | Pachycephalosaurus wyomingensis |
|  |                                 |

|  | Sphaerotholus buchholtzae |
|  |                           |
|  | Sphaerotholus goodwini    |
|  |                           |

|  | Alaskacephale gangloffi         |
|  |                                 |
|  | Pachycephalosaurus wyomingensis |
|  |                                 |

|  | Sphaerotholus buchholtzae |
|  |                           |
|  | Sphaerotholus goodwini    |
|  |                           |

|  | Colepiocephale lambei    |
|  |                          |
|  | Hanssuesia sternbergi    |
|  |                          |
|  | Stegoceras novomexicanum |
|  |                          |
|  | Stegoceras validum       |
|  |                          |

|  | Acrotholus audeti   |
|  |                     |
|  | Prenocephale prenes |
|  |                     |

|  | Alaskacephale gangloffi         |
|  |                                 |
|  | Pachycephalosaurus wyomingensis |
|  |                                 |

|  | Sphaerotholus buchholtzae |
|  |                           |
|  | Sphaerotholus goodwini    |
|  |                           |

|  | Alaskacephale gangloffi         |
|  |                                 |
|  | Pachycephalosaurus wyomingensis |
|  |                                 |

|  | Sphaerotholus buchholtzae |
|  |                           |
|  | Sphaerotholus goodwini    |
|  |                           |

|  | Acrotholus audeti   |
|  |                     |
|  | Prenocephale prenes |
|  |                     |

|  | Alaskacephale gangloffi         |
|  |                                 |
|  | Pachycephalosaurus wyomingensis |
|  |                                 |

|  | Sphaerotholus buchholtzae |
|  |                           |
|  | Sphaerotholus goodwini    |
|  |                           |

|  | Alaskacephale gangloffi         |
|  |                                 |
|  | Pachycephalosaurus wyomingensis |
|  |                                 |

|  | Sphaerotholus buchholtzae |
|  |                           |
|  | Sphaerotholus goodwini    |
|  |                           |

|  | Acrotholus audeti   |
|  |                     |
|  | Prenocephale prenes |
|  |                     |

|  | Alaskacephale gangloffi         |
|  |                                 |
|  | Pachycephalosaurus wyomingensis |
|  |                                 |

|  | Sphaerotholus buchholtzae |
|  |                           |
|  | Sphaerotholus goodwini    |
|  |                           |

|  | Alaskacephale gangloffi         |
|  |                                 |
|  | Pachycephalosaurus wyomingensis |
|  |                                 |

|  | Sphaerotholus buchholtzae |
|  |                           |
|  | Sphaerotholus goodwini    |
|  |                           |

|  | Acrotholus audeti   |
|  |                     |
|  | Prenocephale prenes |
|  |                     |

|  | Alaskacephale gangloffi         |
|  |                                 |
|  | Pachycephalosaurus wyomingensis |
|  |                                 |

|  | Sphaerotholus buchholtzae |
|  |                           |
|  | Sphaerotholus goodwini    |
|  |                           |

|  | Alaskacephale gangloffi         |
|  |                                 |
|  | Pachycephalosaurus wyomingensis |
|  |                                 |

|  | Sphaerotholus buchholtzae |
|  |                           |
|  | Sphaerotholus goodwini    |
|  |                           |

|  | Acrotholus audeti   |
|  |                     |
|  | Prenocephale prenes |
|  |                     |

|  | Alaskacephale gangloffi         |
|  |                                 |
|  | Pachycephalosaurus wyomingensis |
|  |                                 |

|  | Sphaerotholus buchholtzae |
|  |                           |
|  | Sphaerotholus goodwini    |
|  |                           |

|  | Alaskacephale gangloffi         |
|  |                                 |
|  | Pachycephalosaurus wyomingensis |
|  |                                 |

|  | Sphaerotholus buchholtzae |
|  |                           |
|  | Sphaerotholus goodwini    |
|  |                           |

|  | Acrotholus audeti   |
|  |                     |
|  | Prenocephale prenes |
|  |                     |

|  | Alaskacephale gangloffi         |
|  |                                 |
|  | Pachycephalosaurus wyomingensis |
|  |                                 |

|  | Sphaerotholus buchholtzae |
|  |                           |
|  | Sphaerotholus goodwini    |
|  |                           |

|  | Alaskacephale gangloffi         |
|  |                                 |
|  | Pachycephalosaurus wyomingensis |
|  |                                 |

|  | Sphaerotholus buchholtzae |
|  |                           |
|  | Sphaerotholus goodwini    |
|  |                           |

|  | Acrotholus audeti   |
|  |                     |
|  | Prenocephale prenes |
|  |                     |

|  | Alaskacephale gangloffi         |
|  |                                 |
|  | Pachycephalosaurus wyomingensis |
|  |                                 |

|  | Sphaerotholus buchholtzae |
|  |                           |
|  | Sphaerotholus goodwini    |
|  |                           |

|  | Alaskacephale gangloffi         |
|  |                                 |
|  | Pachycephalosaurus wyomingensis |
|  |                                 |

|  | Sphaerotholus buchholtzae |
|  |                           |
|  | Sphaerotholus goodwini    |
|  |                           |

|  | Acrotholus audeti   |
|  |                     |
|  | Prenocephale prenes |
|  |                     |

|  | Alaskacephale gangloffi         |
|  |                                 |
|  | Pachycephalosaurus wyomingensis |
|  |                                 |

|  | Sphaerotholus buchholtzae |
|  |                           |
|  | Sphaerotholus goodwini    |
|  |                           |

|  | Alaskacephale gangloffi         |
|  |                                 |
|  | Pachycephalosaurus wyomingensis |
|  |                                 |

|  | Sphaerotholus buchholtzae |
|  |                           |
|  | Sphaerotholus goodwini    |
|  |                           |

|  | Acrotholus audeti   |
|  |                     |
|  | Prenocephale prenes |
|  |                     |

|  | Alaskacephale gangloffi         |
|  |                                 |
|  | Pachycephalosaurus wyomingensis |
|  |                                 |

|  | Sphaerotholus buchholtzae |
|  |                           |
|  | Sphaerotholus goodwini    |
|  |                           |

|  | Alaskacephale gangloffi         |
|  |                                 |
|  | Pachycephalosaurus wyomingensis |
|  |                                 |

|  | Sphaerotholus buchholtzae |
|  |                           |
|  | Sphaerotholus goodwini    |
|  |                           |

|  | Acrotholus audeti   |
|  |                     |
|  | Prenocephale prenes |
|  |                     |

|  | Alaskacephale gangloffi         |
|  |                                 |
|  | Pachycephalosaurus wyomingensis |
|  |                                 |

|  | Sphaerotholus buchholtzae |
|  |                           |
|  | Sphaerotholus goodwini    |
|  |                           |

|  | Alaskacephale gangloffi         |
|  |                                 |
|  | Pachycephalosaurus wyomingensis |
|  |                                 |

|  | Sphaerotholus buchholtzae |
|  |                           |
|  | Sphaerotholus goodwini    |
|  |                           |

|  | Acrotholus audeti   |
|  |                     |
|  | Prenocephale prenes |
|  |                     |

|  | Alaskacephale gangloffi         |
|  |                                 |
|  | Pachycephalosaurus wyomingensis |
|  |                                 |

|  | Sphaerotholus buchholtzae |
|  |                           |
|  | Sphaerotholus goodwini    |
|  |                           |

|  | Alaskacephale gangloffi         |
|  |                                 |
|  | Pachycephalosaurus wyomingensis |
|  |                                 |

|  | Sphaerotholus buchholtzae |
|  |                           |
|  | Sphaerotholus goodwini    |
|  |                           |

|  | Acrotholus audeti   |
|  |                     |
|  | Prenocephale prenes |
|  |                     |

|  | Alaskacephale gangloffi         |
|  |                                 |
|  | Pachycephalosaurus wyomingensis |
|  |                                 |

|  | Sphaerotholus buchholtzae |
|  |                           |
|  | Sphaerotholus goodwini    |
|  |                           |

|  | Alaskacephale gangloffi         |
|  |                                 |
|  | Pachycephalosaurus wyomingensis |
|  |                                 |

|  | Sphaerotholus buchholtzae |
|  |                           |
|  | Sphaerotholus goodwini    |
|  |                           |

|  | Acrotholus audeti   |
|  |                     |
|  | Prenocephale prenes |
|  |                     |

|  | Alaskacephale gangloffi         |
|  |                                 |
|  | Pachycephalosaurus wyomingensis |
|  |                                 |

|  | Sphaerotholus buchholtzae |
|  |                           |
|  | Sphaerotholus goodwini    |
|  |                           |

|  | Alaskacephale gangloffi         |
|  |                                 |
|  | Pachycephalosaurus wyomingensis |
|  |                                 |

|  | Sphaerotholus buchholtzae |
|  |                           |
|  | Sphaerotholus goodwini    |
|  |                           |

|  | Acrotholus audeti   |
|  |                     |
|  | Prenocephale prenes |
|  |                     |

|  | Alaskacephale gangloffi         |
|  |                                 |
|  | Pachycephalosaurus wyomingensis |
|  |                                 |

|  | Sphaerotholus buchholtzae |
|  |                           |
|  | Sphaerotholus goodwini    |
|  |                           |

|  | Alaskacephale gangloffi         |
|  |                                 |
|  | Pachycephalosaurus wyomingensis |
|  |                                 |

|  | Sphaerotholus buchholtzae |
|  |                           |
|  | Sphaerotholus goodwini    |
|  |                           |

|  | Acrotholus audeti   |
|  |                     |
|  | Prenocephale prenes |
|  |                     |

|  | Alaskacephale gangloffi         |
|  |                                 |
|  | Pachycephalosaurus wyomingensis |
|  |                                 |

|  | Sphaerotholus buchholtzae |
|  |                           |
|  | Sphaerotholus goodwini    |
|  |                           |

|  | Alaskacephale gangloffi         |
|  |                                 |
|  | Pachycephalosaurus wyomingensis |
|  |                                 |

|  | Sphaerotholus buchholtzae |
|  |                           |
|  | Sphaerotholus goodwini    |
|  |                           |

|  | Acrotholus audeti   |
|  |                     |
|  | Prenocephale prenes |
|  |                     |

|  | Alaskacephale gangloffi         |
|  |                                 |
|  | Pachycephalosaurus wyomingensis |
|  |                                 |

|  | Sphaerotholus buchholtzae |
|  |                           |
|  | Sphaerotholus goodwini    |
|  |                           |

|  | Alaskacephale gangloffi         |
|  |                                 |
|  | Pachycephalosaurus wyomingensis |
|  |                                 |

|  | Sphaerotholus buchholtzae |
|  |                           |
|  | Sphaerotholus goodwini    |
|  |                           |

|  | Acrotholus audeti   |
|  |                     |
|  | Prenocephale prenes |
|  |                     |

|  | Alaskacephale gangloffi         |
|  |                                 |
|  | Pachycephalosaurus wyomingensis |
|  |                                 |

|  | Sphaerotholus buchholtzae |
|  |                           |
|  | Sphaerotholus goodwini    |
|  |                           |

|  | Alaskacephale gangloffi         |
|  |                                 |
|  | Pachycephalosaurus wyomingensis |
|  |                                 |

|  | Sphaerotholus buchholtzae |
|  |                           |
|  | Sphaerotholus goodwini    |
|  |                           |

|  | Acrotholus audeti   |
|  |                     |
|  | Prenocephale prenes |
|  |                     |

|  | Alaskacephale gangloffi         |
|  |                                 |
|  | Pachycephalosaurus wyomingensis |
|  |                                 |

|  | Sphaerotholus buchholtzae |
|  |                           |
|  | Sphaerotholus goodwini    |
|  |                           |

|  | Alaskacephale gangloffi         |
|  |                                 |
|  | Pachycephalosaurus wyomingensis |
|  |                                 |

|  | Sphaerotholus buchholtzae |
|  |                           |
|  | Sphaerotholus goodwini    |
|  |                           |

|  | Acrotholus audeti   |
|  |                     |
|  | Prenocephale prenes |
|  |                     |

|  | Alaskacephale gangloffi         |
|  |                                 |
|  | Pachycephalosaurus wyomingensis |
|  |                                 |

|  | Sphaerotholus buchholtzae |
|  |                           |
|  | Sphaerotholus goodwini    |
|  |                           |

|  | Alaskacephale gangloffi         |
|  |                                 |
|  | Pachycephalosaurus wyomingensis |
|  |                                 |

|  | Sphaerotholus buchholtzae |
|  |                           |
|  | Sphaerotholus goodwini    |
|  |                           |

|  | Acrotholus audeti   |
|  |                     |
|  | Prenocephale prenes |
|  |                     |

|  | Alaskacephale gangloffi         |
|  |                                 |
|  | Pachycephalosaurus wyomingensis |
|  |                                 |

|  | Sphaerotholus buchholtzae |
|  |                           |
|  | Sphaerotholus goodwini    |
|  |                           |

|  | Alaskacephale gangloffi         |
|  |                                 |
|  | Pachycephalosaurus wyomingensis |
|  |                                 |

|  | Sphaerotholus buchholtzae |
|  |                           |
|  | Sphaerotholus goodwini    |
|  |                           |

|  | Acrotholus audeti   |
|  |                     |
|  | Prenocephale prenes |
|  |                     |

|  | Alaskacephale gangloffi         |
|  |                                 |
|  | Pachycephalosaurus wyomingensis |
|  |                                 |

|  | Sphaerotholus buchholtzae |
|  |                           |
|  | Sphaerotholus goodwini    |
|  |                           |

|  | Alaskacephale gangloffi         |
|  |                                 |
|  | Pachycephalosaurus wyomingensis |
|  |                                 |

|  | Sphaerotholus buchholtzae |
|  |                           |
|  | Sphaerotholus goodwini    |
|  |                           |

|  | Acrotholus audeti   |
|  |                     |
|  | Prenocephale prenes |
|  |                     |

|  | Alaskacephale gangloffi         |
|  |                                 |
|  | Pachycephalosaurus wyomingensis |
|  |                                 |

|  | Sphaerotholus buchholtzae |
|  |                           |
|  | Sphaerotholus goodwini    |
|  |                           |

|  | Alaskacephale gangloffi         |
|  |                                 |
|  | Pachycephalosaurus wyomingensis |
|  |                                 |

|  | Sphaerotholus buchholtzae |
|  |                           |
|  | Sphaerotholus goodwini    |
|  |                           |

|  | Acrotholus audeti   |
|  |                     |
|  | Prenocephale prenes |
|  |                     |

|  | Alaskacephale gangloffi         |
|  |                                 |
|  | Pachycephalosaurus wyomingensis |
|  |                                 |

|  | Sphaerotholus buchholtzae |
|  |                           |
|  | Sphaerotholus goodwini    |
|  |                           |

|  | Alaskacephale gangloffi         |
|  |                                 |
|  | Pachycephalosaurus wyomingensis |
|  |                                 |

|  | Sphaerotholus buchholtzae |
|  |                           |
|  | Sphaerotholus goodwini    |
|  |                           |

|  | Acrotholus audeti   |
|  |                     |
|  | Prenocephale prenes |
|  |                     |

|  | Alaskacephale gangloffi         |
|  |                                 |
|  | Pachycephalosaurus wyomingensis |
|  |                                 |

|  | Sphaerotholus buchholtzae |
|  |                           |
|  | Sphaerotholus goodwini    |
|  |                           |

|  | Alaskacephale gangloffi         |
|  |                                 |
|  | Pachycephalosaurus wyomingensis |
|  |                                 |

|  | Sphaerotholus buchholtzae |
|  |                           |
|  | Sphaerotholus goodwini    |
|  |                           |

|  | Acrotholus audeti   |
|  |                     |
|  | Prenocephale prenes |
|  |                     |

|  | Alaskacephale gangloffi         |
|  |                                 |
|  | Pachycephalosaurus wyomingensis |
|  |                                 |

|  | Sphaerotholus buchholtzae |
|  |                           |
|  | Sphaerotholus goodwini    |
|  |                           |

|  | Alaskacephale gangloffi         |
|  |                                 |
|  | Pachycephalosaurus wyomingensis |
|  |                                 |

|  | Sphaerotholus buchholtzae |
|  |                           |
|  | Sphaerotholus goodwini    |
|  |                           |

|  | Acrotholus audeti   |
|  |                     |
|  | Prenocephale prenes |
|  |                     |

|  | Alaskacephale gangloffi         |
|  |                                 |
|  | Pachycephalosaurus wyomingensis |
|  |                                 |

|  | Sphaerotholus buchholtzae |
|  |                           |
|  | Sphaerotholus goodwini    |
|  |                           |

|  | Alaskacephale gangloffi         |
|  |                                 |
|  | Pachycephalosaurus wyomingensis |
|  |                                 |

|  | Sphaerotholus buchholtzae |
|  |                           |
|  | Sphaerotholus goodwini    |
|  |                           |

|  | Acrotholus audeti   |
|  |                     |
|  | Prenocephale prenes |
|  |                     |

|  | Alaskacephale gangloffi         |
|  |                                 |
|  | Pachycephalosaurus wyomingensis |
|  |                                 |

|  | Sphaerotholus buchholtzae |
|  |                           |
|  | Sphaerotholus goodwini    |
|  |                           |

|  | Alaskacephale gangloffi         |
|  |                                 |
|  | Pachycephalosaurus wyomingensis |
|  |                                 |

|  | Sphaerotholus buchholtzae |
|  |                           |
|  | Sphaerotholus goodwini    |
|  |                           |

|  | Acrotholus audeti   |
|  |                     |
|  | Prenocephale prenes |
|  |                     |

|  | Alaskacephale gangloffi         |
|  |                                 |
|  | Pachycephalosaurus wyomingensis |
|  |                                 |

|  | Sphaerotholus buchholtzae |
|  |                           |
|  | Sphaerotholus goodwini    |
|  |                           |

|  | Alaskacephale gangloffi         |
|  |                                 |
|  | Pachycephalosaurus wyomingensis |
|  |                                 |

|  | Sphaerotholus buchholtzae |
|  |                           |
|  | Sphaerotholus goodwini    |
|  |                           |

|  | Acrotholus audeti   |
|  |                     |
|  | Prenocephale prenes |
|  |                     |

|  | Alaskacephale gangloffi         |
|  |                                 |
|  | Pachycephalosaurus wyomingensis |
|  |                                 |

|  | Sphaerotholus buchholtzae |
|  |                           |
|  | Sphaerotholus goodwini    |
|  |                           |

|  | Alaskacephale gangloffi         |
|  |                                 |
|  | Pachycephalosaurus wyomingensis |
|  |                                 |

|  | Sphaerotholus buchholtzae |
|  |                           |
|  | Sphaerotholus goodwini    |
|  |                           |

|  | Acrotholus audeti   |
|  |                     |
|  | Prenocephale prenes |
|  |                     |

|  | Alaskacephale gangloffi         |
|  |                                 |
|  | Pachycephalosaurus wyomingensis |
|  |                                 |

|  | Sphaerotholus buchholtzae |
|  |                           |
|  | Sphaerotholus goodwini    |
|  |                           |

|  | Alaskacephale gangloffi         |
|  |                                 |
|  | Pachycephalosaurus wyomingensis |
|  |                                 |

|  | Sphaerotholus buchholtzae |
|  |                           |
|  | Sphaerotholus goodwini    |
|  |                           |

|  | Acrotholus audeti   |
|  |                     |
|  | Prenocephale prenes |
|  |                     |

|  | Alaskacephale gangloffi         |
|  |                                 |
|  | Pachycephalosaurus wyomingensis |
|  |                                 |

|  | Sphaerotholus buchholtzae |
|  |                           |
|  | Sphaerotholus goodwini    |
|  |                           |

|  | Alaskacephale gangloffi         |
|  |                                 |
|  | Pachycephalosaurus wyomingensis |
|  |                                 |

|  | Sphaerotholus buchholtzae |
|  |                           |
|  | Sphaerotholus goodwini    |
|  |                           |

|  | Acrotholus audeti   |
|  |                     |
|  | Prenocephale prenes |
|  |                     |

|  | Alaskacephale gangloffi         |
|  |                                 |
|  | Pachycephalosaurus wyomingensis |
|  |                                 |

|  | Sphaerotholus buchholtzae |
|  |                           |
|  | Sphaerotholus goodwini    |
|  |                           |

|  | Alaskacephale gangloffi         |
|  |                                 |
|  | Pachycephalosaurus wyomingensis |
|  |                                 |

|  | Sphaerotholus buchholtzae |
|  |                           |
|  | Sphaerotholus goodwini    |
|  |                           |

|  | Acrotholus audeti   |
|  |                     |
|  | Prenocephale prenes |
|  |                     |

|  | Alaskacephale gangloffi         |
|  |                                 |
|  | Pachycephalosaurus wyomingensis |
|  |                                 |

|  | Sphaerotholus buchholtzae |
|  |                           |
|  | Sphaerotholus goodwini    |
|  |                           |

|  | Alaskacephale gangloffi         |
|  |                                 |
|  | Pachycephalosaurus wyomingensis |
|  |                                 |

|  | Sphaerotholus buchholtzae |
|  |                           |
|  | Sphaerotholus goodwini    |
|  |                           |

|  | Acrotholus audeti   |
|  |                     |
|  | Prenocephale prenes |
|  |                     |

|  | Alaskacephale gangloffi         |
|  |                                 |
|  | Pachycephalosaurus wyomingensis |
|  |                                 |

|  | Sphaerotholus buchholtzae |
|  |                           |
|  | Sphaerotholus goodwini    |
|  |                           |

|  | Alaskacephale gangloffi         |
|  |                                 |
|  | Pachycephalosaurus wyomingensis |
|  |                                 |

|  | Sphaerotholus buchholtzae |
|  |                           |
|  | Sphaerotholus goodwini    |
|  |                           |

|  | Acrotholus audeti   |
|  |                     |
|  | Prenocephale prenes |
|  |                     |

|  | Alaskacephale gangloffi         |
|  |                                 |
|  | Pachycephalosaurus wyomingensis |
|  |                                 |

|  | Sphaerotholus buchholtzae |
|  |                           |
|  | Sphaerotholus goodwini    |
|  |                           |

|  | Alaskacephale gangloffi         |
|  |                                 |
|  | Pachycephalosaurus wyomingensis |
|  |                                 |

|  | Sphaerotholus buchholtzae |
|  |                           |
|  | Sphaerotholus goodwini    |
|  |                           |

|  | Acrotholus audeti   |
|  |                     |
|  | Prenocephale prenes |
|  |                     |

|  | Alaskacephale gangloffi         |
|  |                                 |
|  | Pachycephalosaurus wyomingensis |
|  |                                 |

|  | Sphaerotholus buchholtzae |
|  |                           |
|  | Sphaerotholus goodwini    |
|  |                           |

|  | Alaskacephale gangloffi         |
|  |                                 |
|  | Pachycephalosaurus wyomingensis |
|  |                                 |

|  | Sphaerotholus buchholtzae |
|  |                           |
|  | Sphaerotholus goodwini    |
|  |                           |

|  | Acrotholus audeti   |
|  |                     |
|  | Prenocephale prenes |
|  |                     |

|  | Alaskacephale gangloffi         |
|  |                                 |
|  | Pachycephalosaurus wyomingensis |
|  |                                 |

|  | Sphaerotholus buchholtzae |
|  |                           |
|  | Sphaerotholus goodwini    |
|  |                           |

|  | Alaskacephale gangloffi         |
|  |                                 |
|  | Pachycephalosaurus wyomingensis |
|  |                                 |

|  | Sphaerotholus buchholtzae |
|  |                           |
|  | Sphaerotholus goodwini    |
|  |                           |

|  | Acrotholus audeti   |
|  |                     |
|  | Prenocephale prenes |
|  |                     |

|  | Alaskacephale gangloffi         |
|  |                                 |
|  | Pachycephalosaurus wyomingensis |
|  |                                 |

|  | Sphaerotholus buchholtzae |
|  |                           |
|  | Sphaerotholus goodwini    |
|  |                           |

|  | Alaskacephale gangloffi         |
|  |                                 |
|  | Pachycephalosaurus wyomingensis |
|  |                                 |

|  | Sphaerotholus buchholtzae |
|  |                           |
|  | Sphaerotholus goodwini    |
|  |                           |

|  | Acrotholus audeti   |
|  |                     |
|  | Prenocephale prenes |
|  |                     |

|  | Alaskacephale gangloffi         |
|  |                                 |
|  | Pachycephalosaurus wyomingensis |
|  |                                 |

|  | Sphaerotholus buchholtzae |
|  |                           |
|  | Sphaerotholus goodwini    |
|  |                           |

|  | Alaskacephale gangloffi         |
|  |                                 |
|  | Pachycephalosaurus wyomingensis |
|  |                                 |

|  | Sphaerotholus buchholtzae |
|  |                           |
|  | Sphaerotholus goodwini    |
|  |                           |

|  | Acrotholus audeti   |
|  |                     |
|  | Prenocephale prenes |
|  |                     |

|  | Alaskacephale gangloffi         |
|  |                                 |
|  | Pachycephalosaurus wyomingensis |
|  |                                 |

|  | Sphaerotholus buchholtzae |
|  |                           |
|  | Sphaerotholus goodwini    |
|  |                           |

|  | Alaskacephale gangloffi         |
|  |                                 |
|  | Pachycephalosaurus wyomingensis |
|  |                                 |

|  | Sphaerotholus buchholtzae |
|  |                           |
|  | Sphaerotholus goodwini    |
|  |                           |

|  | Acrotholus audeti   |
|  |                     |
|  | Prenocephale prenes |
|  |                     |

|  | Alaskacephale gangloffi         |
|  |                                 |
|  | Pachycephalosaurus wyomingensis |
|  |                                 |

|  | Sphaerotholus buchholtzae |
|  |                           |
|  | Sphaerotholus goodwini    |
|  |                           |

|  | Alaskacephale gangloffi         |
|  |                                 |
|  | Pachycephalosaurus wyomingensis |
|  |                                 |

|  | Sphaerotholus buchholtzae |
|  |                           |
|  | Sphaerotholus goodwini    |
|  |                           |

|  | Acrotholus audeti   |
|  |                     |
|  | Prenocephale prenes |
|  |                     |

|  | Alaskacephale gangloffi         |
|  |                                 |
|  | Pachycephalosaurus wyomingensis |
|  |                                 |

|  | Sphaerotholus buchholtzae |
|  |                           |
|  | Sphaerotholus goodwini    |
|  |                           |

|  | Alaskacephale gangloffi         |
|  |                                 |
|  | Pachycephalosaurus wyomingensis |
|  |                                 |

|  | Sphaerotholus buchholtzae |
|  |                           |
|  | Sphaerotholus goodwini    |
|  |                           |

|  | Acrotholus audeti   |
|  |                     |
|  | Prenocephale prenes |
|  |                     |

|  | Alaskacephale gangloffi         |
|  |                                 |
|  | Pachycephalosaurus wyomingensis |
|  |                                 |

|  | Sphaerotholus buchholtzae |
|  |                           |
|  | Sphaerotholus goodwini    |
|  |                           |

|  | Alaskacephale gangloffi         |
|  |                                 |
|  | Pachycephalosaurus wyomingensis |
|  |                                 |

|  | Sphaerotholus buchholtzae |
|  |                           |
|  | Sphaerotholus goodwini    |
|  |                           |

|  | Acrotholus audeti   |
|  |                     |
|  | Prenocephale prenes |
|  |                     |

|  | Alaskacephale gangloffi         |
|  |                                 |
|  | Pachycephalosaurus wyomingensis |
|  |                                 |

|  | Sphaerotholus buchholtzae |
|  |                           |
|  | Sphaerotholus goodwini    |
|  |                           |

|  | Alaskacephale gangloffi         |
|  |                                 |
|  | Pachycephalosaurus wyomingensis |
|  |                                 |

|  | Sphaerotholus buchholtzae |
|  |                           |
|  | Sphaerotholus goodwini    |
|  |                           |

|  | Acrotholus audeti   |
|  |                     |
|  | Prenocephale prenes |
|  |                     |

|  | Alaskacephale gangloffi         |
|  |                                 |
|  | Pachycephalosaurus wyomingensis |
|  |                                 |

|  | Sphaerotholus buchholtzae |
|  |                           |
|  | Sphaerotholus goodwini    |
|  |                           |

|  | Alaskacephale gangloffi         |
|  |                                 |
|  | Pachycephalosaurus wyomingensis |
|  |                                 |

|  | Sphaerotholus buchholtzae |
|  |                           |
|  | Sphaerotholus goodwini    |
|  |                           |

|  | Acrotholus audeti   |
|  |                     |
|  | Prenocephale prenes |
|  |                     |

|  | Alaskacephale gangloffi         |
|  |                                 |
|  | Pachycephalosaurus wyomingensis |
|  |                                 |

|  | Sphaerotholus buchholtzae |
|  |                           |
|  | Sphaerotholus goodwini    |
|  |                           |

|  | Alaskacephale gangloffi         |
|  |                                 |
|  | Pachycephalosaurus wyomingensis |
|  |                                 |

|  | Sphaerotholus buchholtzae |
|  |                           |
|  | Sphaerotholus goodwini    |
|  |                           |

|  | Acrotholus audeti   |
|  |                     |
|  | Prenocephale prenes |
|  |                     |

|  | Alaskacephale gangloffi         |
|  |                                 |
|  | Pachycephalosaurus wyomingensis |
|  |                                 |

|  | Sphaerotholus buchholtzae |
|  |                           |
|  | Sphaerotholus goodwini    |
|  |                           |

|  | Alaskacephale gangloffi         |
|  |                                 |
|  | Pachycephalosaurus wyomingensis |
|  |                                 |

|  | Sphaerotholus buchholtzae |
|  |                           |
|  | Sphaerotholus goodwini    |
|  |                           |

|  | Acrotholus audeti   |
|  |                     |
|  | Prenocephale prenes |
|  |                     |

|  | Alaskacephale gangloffi         |
|  |                                 |
|  | Pachycephalosaurus wyomingensis |
|  |                                 |

|  | Sphaerotholus buchholtzae |
|  |                           |
|  | Sphaerotholus goodwini    |
|  |                           |

|  | Alaskacephale gangloffi         |
|  |                                 |
|  | Pachycephalosaurus wyomingensis |
|  |                                 |

|  | Sphaerotholus buchholtzae |
|  |                           |
|  | Sphaerotholus goodwini    |
|  |                           |

|  | Acrotholus audeti   |
|  |                     |
|  | Prenocephale prenes |
|  |                     |

|  | Alaskacephale gangloffi         |
|  |                                 |
|  | Pachycephalosaurus wyomingensis |
|  |                                 |

|  | Sphaerotholus buchholtzae |
|  |                           |
|  | Sphaerotholus goodwini    |
|  |                           |

|  | Alaskacephale gangloffi         |
|  |                                 |
|  | Pachycephalosaurus wyomingensis |
|  |                                 |

|  | Sphaerotholus buchholtzae |
|  |                           |
|  | Sphaerotholus goodwini    |
|  |                           |

|  | Acrotholus audeti   |
|  |                     |
|  | Prenocephale prenes |
|  |                     |

|  | Alaskacephale gangloffi         |
|  |                                 |
|  | Pachycephalosaurus wyomingensis |
|  |                                 |

|  | Sphaerotholus buchholtzae |
|  |                           |
|  | Sphaerotholus goodwini    |
|  |                           |

|  | Alaskacephale gangloffi         |
|  |                                 |
|  | Pachycephalosaurus wyomingensis |
|  |                                 |

|  | Sphaerotholus buchholtzae |
|  |                           |
|  | Sphaerotholus goodwini    |
|  |                           |

|  | Acrotholus audeti   |
|  |                     |
|  | Prenocephale prenes |
|  |                     |

|  | Alaskacephale gangloffi         |
|  |                                 |
|  | Pachycephalosaurus wyomingensis |
|  |                                 |

|  | Sphaerotholus buchholtzae |
|  |                           |
|  | Sphaerotholus goodwini    |
|  |                           |

|  | Alaskacephale gangloffi         |
|  |                                 |
|  | Pachycephalosaurus wyomingensis |
|  |                                 |

|  | Sphaerotholus buchholtzae |
|  |                           |
|  | Sphaerotholus goodwini    |
|  |                           |

|  | Acrotholus audeti   |
|  |                     |
|  | Prenocephale prenes |
|  |                     |

|  | Alaskacephale gangloffi         |
|  |                                 |
|  | Pachycephalosaurus wyomingensis |
|  |                                 |

|  | Sphaerotholus buchholtzae |
|  |                           |
|  | Sphaerotholus goodwini    |
|  |                           |

|  | Alaskacephale gangloffi         |
|  |                                 |
|  | Pachycephalosaurus wyomingensis |
|  |                                 |

|  | Sphaerotholus buchholtzae |
|  |                           |
|  | Sphaerotholus goodwini    |
|  |                           |

|  | Acrotholus audeti   |
|  |                     |
|  | Prenocephale prenes |
|  |                     |

|  | Alaskacephale gangloffi         |
|  |                                 |
|  | Pachycephalosaurus wyomingensis |
|  |                                 |

|  | Sphaerotholus buchholtzae |
|  |                           |
|  | Sphaerotholus goodwini    |
|  |                           |

|  | Alaskacephale gangloffi         |
|  |                                 |
|  | Pachycephalosaurus wyomingensis |
|  |                                 |

|  | Sphaerotholus buchholtzae |
|  |                           |
|  | Sphaerotholus goodwini    |
|  |                           |

|  | Acrotholus audeti   |
|  |                     |
|  | Prenocephale prenes |
|  |                     |

|  | Alaskacephale gangloffi         |
|  |                                 |
|  | Pachycephalosaurus wyomingensis |
|  |                                 |

|  | Sphaerotholus buchholtzae |
|  |                           |
|  | Sphaerotholus goodwini    |
|  |                           |

|  | Alaskacephale gangloffi         |
|  |                                 |
|  | Pachycephalosaurus wyomingensis |
|  |                                 |

|  | Sphaerotholus buchholtzae |
|  |                           |
|  | Sphaerotholus goodwini    |
|  |                           |

|  | Acrotholus audeti   |
|  |                     |
|  | Prenocephale prenes |
|  |                     |

|  | Alaskacephale gangloffi         |
|  |                                 |
|  | Pachycephalosaurus wyomingensis |
|  |                                 |

|  | Sphaerotholus buchholtzae |
|  |                           |
|  | Sphaerotholus goodwini    |
|  |                           |

|  | Alaskacephale gangloffi         |
|  |                                 |
|  | Pachycephalosaurus wyomingensis |
|  |                                 |

|  | Sphaerotholus buchholtzae |
|  |                           |
|  | Sphaerotholus goodwini    |
|  |                           |

|  | Acrotholus audeti   |
|  |                     |
|  | Prenocephale prenes |
|  |                     |

|  | Alaskacephale gangloffi         |
|  |                                 |
|  | Pachycephalosaurus wyomingensis |
|  |                                 |

|  | Sphaerotholus buchholtzae |
|  |                           |
|  | Sphaerotholus goodwini    |
|  |                           |

|  | Alaskacephale gangloffi         |
|  |                                 |
|  | Pachycephalosaurus wyomingensis |
|  |                                 |

|  | Sphaerotholus buchholtzae |
|  |                           |
|  | Sphaerotholus goodwini    |
|  |                           |

|  | Acrotholus audeti   |
|  |                     |
|  | Prenocephale prenes |
|  |                     |

|  | Alaskacephale gangloffi         |
|  |                                 |
|  | Pachycephalosaurus wyomingensis |
|  |                                 |

|  | Sphaerotholus buchholtzae |
|  |                           |
|  | Sphaerotholus goodwini    |
|  |                           |

|  | Alaskacephale gangloffi         |
|  |                                 |
|  | Pachycephalosaurus wyomingensis |
|  |                                 |

|  | Sphaerotholus buchholtzae |
|  |                           |
|  | Sphaerotholus goodwini    |
|  |                           |

|  | Acrotholus audeti   |
|  |                     |
|  | Prenocephale prenes |
|  |                     |

|  | Alaskacephale gangloffi         |
|  |                                 |
|  | Pachycephalosaurus wyomingensis |
|  |                                 |

|  | Sphaerotholus buchholtzae |
|  |                           |
|  | Sphaerotholus goodwini    |
|  |                           |

|  | Alaskacephale gangloffi         |
|  |                                 |
|  | Pachycephalosaurus wyomingensis |
|  |                                 |

|  | Sphaerotholus buchholtzae |
|  |                           |
|  | Sphaerotholus goodwini    |
|  |                           |

|  | Acrotholus audeti   |
|  |                     |
|  | Prenocephale prenes |
|  |                     |

|  | Alaskacephale gangloffi         |
|  |                                 |
|  | Pachycephalosaurus wyomingensis |
|  |                                 |

|  | Sphaerotholus buchholtzae |
|  |                           |
|  | Sphaerotholus goodwini    |
|  |                           |

|  | Alaskacephale gangloffi         |
|  |                                 |
|  | Pachycephalosaurus wyomingensis |
|  |                                 |

|  | Sphaerotholus buchholtzae |
|  |                           |
|  | Sphaerotholus goodwini    |
|  |                           |

|  | Acrotholus audeti   |
|  |                     |
|  | Prenocephale prenes |
|  |                     |

|  | Alaskacephale gangloffi         |
|  |                                 |
|  | Pachycephalosaurus wyomingensis |
|  |                                 |

|  | Sphaerotholus buchholtzae |
|  |                           |
|  | Sphaerotholus goodwini    |
|  |                           |

|  | Alaskacephale gangloffi         |
|  |                                 |
|  | Pachycephalosaurus wyomingensis |
|  |                                 |

|  | Sphaerotholus buchholtzae |
|  |                           |
|  | Sphaerotholus goodwini    |
|  |                           |

|  | Acrotholus audeti   |
|  |                     |
|  | Prenocephale prenes |
|  |                     |

|  | Alaskacephale gangloffi         |
|  |                                 |
|  | Pachycephalosaurus wyomingensis |
|  |                                 |

|  | Sphaerotholus buchholtzae |
|  |                           |
|  | Sphaerotholus goodwini    |
|  |                           |

|  | Alaskacephale gangloffi         |
|  |                                 |
|  | Pachycephalosaurus wyomingensis |
|  |                                 |

|  | Sphaerotholus buchholtzae |
|  |                           |
|  | Sphaerotholus goodwini    |
|  |                           |

|  | Acrotholus audeti   |
|  |                     |
|  | Prenocephale prenes |
|  |                     |

|  | Alaskacephale gangloffi         |
|  |                                 |
|  | Pachycephalosaurus wyomingensis |
|  |                                 |

|  | Sphaerotholus buchholtzae |
|  |                           |
|  | Sphaerotholus goodwini    |
|  |                           |

|  | Alaskacephale gangloffi         |
|  |                                 |
|  | Pachycephalosaurus wyomingensis |
|  |                                 |

|  | Sphaerotholus buchholtzae |
|  |                           |
|  | Sphaerotholus goodwini    |
|  |                           |

|  | Acrotholus audeti   |
|  |                     |
|  | Prenocephale prenes |
|  |                     |

|  | Alaskacephale gangloffi         |
|  |                                 |
|  | Pachycephalosaurus wyomingensis |
|  |                                 |

|  | Sphaerotholus buchholtzae |
|  |                           |
|  | Sphaerotholus goodwini    |
|  |                           |

|  | Alaskacephale gangloffi         |
|  |                                 |
|  | Pachycephalosaurus wyomingensis |
|  |                                 |

|  | Sphaerotholus buchholtzae |
|  |                           |
|  | Sphaerotholus goodwini    |
|  |                           |

|  | Acrotholus audeti   |
|  |                     |
|  | Prenocephale prenes |
|  |                     |

|  | Alaskacephale gangloffi         |
|  |                                 |
|  | Pachycephalosaurus wyomingensis |
|  |                                 |

|  | Sphaerotholus buchholtzae |
|  |                           |
|  | Sphaerotholus goodwini    |
|  |                           |

|  | Alaskacephale gangloffi         |
|  |                                 |
|  | Pachycephalosaurus wyomingensis |
|  |                                 |

|  | Sphaerotholus buchholtzae |
|  |                           |
|  | Sphaerotholus goodwini    |
|  |                           |

|  | Colepiocephale lambei    |
|  |                          |
|  | Hanssuesia sternbergi    |
|  |                          |
|  | Stegoceras novomexicanum |
|  |                          |
|  | Stegoceras validum       |
|  |                          |

|  | Acrotholus audeti   |
|  |                     |
|  | Prenocephale prenes |
|  |                     |

|  | Alaskacephale gangloffi         |
|  |                                 |
|  | Pachycephalosaurus wyomingensis |
|  |                                 |

|  | Sphaerotholus buchholtzae |
|  |                           |
|  | Sphaerotholus goodwini    |
|  |                           |

|  | Alaskacephale gangloffi         |
|  |                                 |
|  | Pachycephalosaurus wyomingensis |
|  |                                 |

|  | Sphaerotholus buchholtzae |
|  |                           |
|  | Sphaerotholus goodwini    |
|  |                           |

|  | Acrotholus audeti   |
|  |                     |
|  | Prenocephale prenes |
|  |                     |

|  | Alaskacephale gangloffi         |
|  |                                 |
|  | Pachycephalosaurus wyomingensis |
|  |                                 |

|  | Sphaerotholus buchholtzae |
|  |                           |
|  | Sphaerotholus goodwini    |
|  |                           |

|  | Alaskacephale gangloffi         |
|  |                                 |
|  | Pachycephalosaurus wyomingensis |
|  |                                 |

|  | Sphaerotholus buchholtzae |
|  |                           |
|  | Sphaerotholus goodwini    |
|  |                           |

|  | Acrotholus audeti   |
|  |                     |
|  | Prenocephale prenes |
|  |                     |

|  | Alaskacephale gangloffi         |
|  |                                 |
|  | Pachycephalosaurus wyomingensis |
|  |                                 |

|  | Sphaerotholus buchholtzae |
|  |                           |
|  | Sphaerotholus goodwini    |
|  |                           |

|  | Alaskacephale gangloffi         |
|  |                                 |
|  | Pachycephalosaurus wyomingensis |
|  |                                 |

|  | Sphaerotholus buchholtzae |
|  |                           |
|  | Sphaerotholus goodwini    |
|  |                           |

|  | Acrotholus audeti   |
|  |                     |
|  | Prenocephale prenes |
|  |                     |

|  | Alaskacephale gangloffi         |
|  |                                 |
|  | Pachycephalosaurus wyomingensis |
|  |                                 |

|  | Sphaerotholus buchholtzae |
|  |                           |
|  | Sphaerotholus goodwini    |
|  |                           |

|  | Alaskacephale gangloffi         |
|  |                                 |
|  | Pachycephalosaurus wyomingensis |
|  |                                 |

|  | Sphaerotholus buchholtzae |
|  |                           |
|  | Sphaerotholus goodwini    |
|  |                           |

|  | Acrotholus audeti   |
|  |                     |
|  | Prenocephale prenes |
|  |                     |

|  | Alaskacephale gangloffi         |
|  |                                 |
|  | Pachycephalosaurus wyomingensis |
|  |                                 |

|  | Sphaerotholus buchholtzae |
|  |                           |
|  | Sphaerotholus goodwini    |
|  |                           |

|  | Alaskacephale gangloffi         |
|  |                                 |
|  | Pachycephalosaurus wyomingensis |
|  |                                 |

|  | Sphaerotholus buchholtzae |
|  |                           |
|  | Sphaerotholus goodwini    |
|  |                           |

|  | Acrotholus audeti   |
|  |                     |
|  | Prenocephale prenes |
|  |                     |

|  | Alaskacephale gangloffi         |
|  |                                 |
|  | Pachycephalosaurus wyomingensis |
|  |                                 |

|  | Sphaerotholus buchholtzae |
|  |                           |
|  | Sphaerotholus goodwini    |
|  |                           |

|  | Alaskacephale gangloffi         |
|  |                                 |
|  | Pachycephalosaurus wyomingensis |
|  |                                 |

|  | Sphaerotholus buchholtzae |
|  |                           |
|  | Sphaerotholus goodwini    |
|  |                           |

|  | Acrotholus audeti   |
|  |                     |
|  | Prenocephale prenes |
|  |                     |

|  | Alaskacephale gangloffi         |
|  |                                 |
|  | Pachycephalosaurus wyomingensis |
|  |                                 |

|  | Sphaerotholus buchholtzae |
|  |                           |
|  | Sphaerotholus goodwini    |
|  |                           |

|  | Alaskacephale gangloffi         |
|  |                                 |
|  | Pachycephalosaurus wyomingensis |
|  |                                 |

|  | Sphaerotholus buchholtzae |
|  |                           |
|  | Sphaerotholus goodwini    |
|  |                           |

|  | Acrotholus audeti   |
|  |                     |
|  | Prenocephale prenes |
|  |                     |

|  | Alaskacephale gangloffi         |
|  |                                 |
|  | Pachycephalosaurus wyomingensis |
|  |                                 |

|  | Sphaerotholus buchholtzae |
|  |                           |
|  | Sphaerotholus goodwini    |
|  |                           |

|  | Alaskacephale gangloffi         |
|  |                                 |
|  | Pachycephalosaurus wyomingensis |
|  |                                 |

|  | Sphaerotholus buchholtzae |
|  |                           |
|  | Sphaerotholus goodwini    |
|  |                           |

|  | Acrotholus audeti   |
|  |                     |
|  | Prenocephale prenes |
|  |                     |

|  | Alaskacephale gangloffi         |
|  |                                 |
|  | Pachycephalosaurus wyomingensis |
|  |                                 |

|  | Sphaerotholus buchholtzae |
|  |                           |
|  | Sphaerotholus goodwini    |
|  |                           |

|  | Alaskacephale gangloffi         |
|  |                                 |
|  | Pachycephalosaurus wyomingensis |
|  |                                 |

|  | Sphaerotholus buchholtzae |
|  |                           |
|  | Sphaerotholus goodwini    |
|  |                           |

|  | Acrotholus audeti   |
|  |                     |
|  | Prenocephale prenes |
|  |                     |

|  | Alaskacephale gangloffi         |
|  |                                 |
|  | Pachycephalosaurus wyomingensis |
|  |                                 |

|  | Sphaerotholus buchholtzae |
|  |                           |
|  | Sphaerotholus goodwini    |
|  |                           |

|  | Alaskacephale gangloffi         |
|  |                                 |
|  | Pachycephalosaurus wyomingensis |
|  |                                 |

|  | Sphaerotholus buchholtzae |
|  |                           |
|  | Sphaerotholus goodwini    |
|  |                           |

|  | Acrotholus audeti   |
|  |                     |
|  | Prenocephale prenes |
|  |                     |

|  | Alaskacephale gangloffi         |
|  |                                 |
|  | Pachycephalosaurus wyomingensis |
|  |                                 |

|  | Sphaerotholus buchholtzae |
|  |                           |
|  | Sphaerotholus goodwini    |
|  |                           |

|  | Alaskacephale gangloffi         |
|  |                                 |
|  | Pachycephalosaurus wyomingensis |
|  |                                 |

|  | Sphaerotholus buchholtzae |
|  |                           |
|  | Sphaerotholus goodwini    |
|  |                           |

|  | Acrotholus audeti   |
|  |                     |
|  | Prenocephale prenes |
|  |                     |

|  | Alaskacephale gangloffi         |
|  |                                 |
|  | Pachycephalosaurus wyomingensis |
|  |                                 |

|  | Sphaerotholus buchholtzae |
|  |                           |
|  | Sphaerotholus goodwini    |
|  |                           |

|  | Alaskacephale gangloffi         |
|  |                                 |
|  | Pachycephalosaurus wyomingensis |
|  |                                 |

|  | Sphaerotholus buchholtzae |
|  |                           |
|  | Sphaerotholus goodwini    |
|  |                           |

|  | Acrotholus audeti   |
|  |                     |
|  | Prenocephale prenes |
|  |                     |

|  | Alaskacephale gangloffi         |
|  |                                 |
|  | Pachycephalosaurus wyomingensis |
|  |                                 |

|  | Sphaerotholus buchholtzae |
|  |                           |
|  | Sphaerotholus goodwini    |
|  |                           |

|  | Alaskacephale gangloffi         |
|  |                                 |
|  | Pachycephalosaurus wyomingensis |
|  |                                 |

|  | Sphaerotholus buchholtzae |
|  |                           |
|  | Sphaerotholus goodwini    |
|  |                           |

|  | Acrotholus audeti   |
|  |                     |
|  | Prenocephale prenes |
|  |                     |

|  | Alaskacephale gangloffi         |
|  |                                 |
|  | Pachycephalosaurus wyomingensis |
|  |                                 |

|  | Sphaerotholus buchholtzae |
|  |                           |
|  | Sphaerotholus goodwini    |
|  |                           |

|  | Alaskacephale gangloffi         |
|  |                                 |
|  | Pachycephalosaurus wyomingensis |
|  |                                 |

|  | Sphaerotholus buchholtzae |
|  |                           |
|  | Sphaerotholus goodwini    |
|  |                           |

|  | Acrotholus audeti   |
|  |                     |
|  | Prenocephale prenes |
|  |                     |

|  | Alaskacephale gangloffi         |
|  |                                 |
|  | Pachycephalosaurus wyomingensis |
|  |                                 |

|  | Sphaerotholus buchholtzae |
|  |                           |
|  | Sphaerotholus goodwini    |
|  |                           |

|  | Alaskacephale gangloffi         |
|  |                                 |
|  | Pachycephalosaurus wyomingensis |
|  |                                 |

|  | Sphaerotholus buchholtzae |
|  |                           |
|  | Sphaerotholus goodwini    |
|  |                           |

|  | Acrotholus audeti   |
|  |                     |
|  | Prenocephale prenes |
|  |                     |

|  | Alaskacephale gangloffi         |
|  |                                 |
|  | Pachycephalosaurus wyomingensis |
|  |                                 |

|  | Sphaerotholus buchholtzae |
|  |                           |
|  | Sphaerotholus goodwini    |
|  |                           |

|  | Alaskacephale gangloffi         |
|  |                                 |
|  | Pachycephalosaurus wyomingensis |
|  |                                 |

|  | Sphaerotholus buchholtzae |
|  |                           |
|  | Sphaerotholus goodwini    |
|  |                           |

|  | Acrotholus audeti   |
|  |                     |
|  | Prenocephale prenes |
|  |                     |

|  | Alaskacephale gangloffi         |
|  |                                 |
|  | Pachycephalosaurus wyomingensis |
|  |                                 |

|  | Sphaerotholus buchholtzae |
|  |                           |
|  | Sphaerotholus goodwini    |
|  |                           |

|  | Alaskacephale gangloffi         |
|  |                                 |
|  | Pachycephalosaurus wyomingensis |
|  |                                 |

|  | Sphaerotholus buchholtzae |
|  |                           |
|  | Sphaerotholus goodwini    |
|  |                           |

|  | Acrotholus audeti   |
|  |                     |
|  | Prenocephale prenes |
|  |                     |

|  | Alaskacephale gangloffi         |
|  |                                 |
|  | Pachycephalosaurus wyomingensis |
|  |                                 |

|  | Sphaerotholus buchholtzae |
|  |                           |
|  | Sphaerotholus goodwini    |
|  |                           |

|  | Alaskacephale gangloffi         |
|  |                                 |
|  | Pachycephalosaurus wyomingensis |
|  |                                 |

|  | Sphaerotholus buchholtzae |
|  |                           |
|  | Sphaerotholus goodwini    |
|  |                           |

|  | Acrotholus audeti   |
|  |                     |
|  | Prenocephale prenes |
|  |                     |

|  | Alaskacephale gangloffi         |
|  |                                 |
|  | Pachycephalosaurus wyomingensis |
|  |                                 |

|  | Sphaerotholus buchholtzae |
|  |                           |
|  | Sphaerotholus goodwini    |
|  |                           |

|  | Alaskacephale gangloffi         |
|  |                                 |
|  | Pachycephalosaurus wyomingensis |
|  |                                 |

|  | Sphaerotholus buchholtzae |
|  |                           |
|  | Sphaerotholus goodwini    |
|  |                           |

|  | Acrotholus audeti   |
|  |                     |
|  | Prenocephale prenes |
|  |                     |

|  | Alaskacephale gangloffi         |
|  |                                 |
|  | Pachycephalosaurus wyomingensis |
|  |                                 |

|  | Sphaerotholus buchholtzae |
|  |                           |
|  | Sphaerotholus goodwini    |
|  |                           |

|  | Alaskacephale gangloffi         |
|  |                                 |
|  | Pachycephalosaurus wyomingensis |
|  |                                 |

|  | Sphaerotholus buchholtzae |
|  |                           |
|  | Sphaerotholus goodwini    |
|  |                           |

|  | Acrotholus audeti   |
|  |                     |
|  | Prenocephale prenes |
|  |                     |

|  | Alaskacephale gangloffi         |
|  |                                 |
|  | Pachycephalosaurus wyomingensis |
|  |                                 |

|  | Sphaerotholus buchholtzae |
|  |                           |
|  | Sphaerotholus goodwini    |
|  |                           |

|  | Alaskacephale gangloffi         |
|  |                                 |
|  | Pachycephalosaurus wyomingensis |
|  |                                 |

|  | Sphaerotholus buchholtzae |
|  |                           |
|  | Sphaerotholus goodwini    |
|  |                           |

|  | Acrotholus audeti   |
|  |                     |
|  | Prenocephale prenes |
|  |                     |

|  | Alaskacephale gangloffi         |
|  |                                 |
|  | Pachycephalosaurus wyomingensis |
|  |                                 |

|  | Sphaerotholus buchholtzae |
|  |                           |
|  | Sphaerotholus goodwini    |
|  |                           |

|  | Alaskacephale gangloffi         |
|  |                                 |
|  | Pachycephalosaurus wyomingensis |
|  |                                 |

|  | Sphaerotholus buchholtzae |
|  |                           |
|  | Sphaerotholus goodwini    |
|  |                           |

|  | Acrotholus audeti   |
|  |                     |
|  | Prenocephale prenes |
|  |                     |

|  | Alaskacephale gangloffi         |
|  |                                 |
|  | Pachycephalosaurus wyomingensis |
|  |                                 |

|  | Sphaerotholus buchholtzae |
|  |                           |
|  | Sphaerotholus goodwini    |
|  |                           |

|  | Alaskacephale gangloffi         |
|  |                                 |
|  | Pachycephalosaurus wyomingensis |
|  |                                 |

|  | Sphaerotholus buchholtzae |
|  |                           |
|  | Sphaerotholus goodwini    |
|  |                           |

|  | Acrotholus audeti   |
|  |                     |
|  | Prenocephale prenes |
|  |                     |

|  | Alaskacephale gangloffi         |
|  |                                 |
|  | Pachycephalosaurus wyomingensis |
|  |                                 |

|  | Sphaerotholus buchholtzae |
|  |                           |
|  | Sphaerotholus goodwini    |
|  |                           |

|  | Alaskacephale gangloffi         |
|  |                                 |
|  | Pachycephalosaurus wyomingensis |
|  |                                 |

|  | Sphaerotholus buchholtzae |
|  |                           |
|  | Sphaerotholus goodwini    |
|  |                           |

|  | Acrotholus audeti   |
|  |                     |
|  | Prenocephale prenes |
|  |                     |

|  | Alaskacephale gangloffi         |
|  |                                 |
|  | Pachycephalosaurus wyomingensis |
|  |                                 |

|  | Sphaerotholus buchholtzae |
|  |                           |
|  | Sphaerotholus goodwini    |
|  |                           |

|  | Alaskacephale gangloffi         |
|  |                                 |
|  | Pachycephalosaurus wyomingensis |
|  |                                 |

|  | Sphaerotholus buchholtzae |
|  |                           |
|  | Sphaerotholus goodwini    |
|  |                           |

|  | Acrotholus audeti   |
|  |                     |
|  | Prenocephale prenes |
|  |                     |

|  | Alaskacephale gangloffi         |
|  |                                 |
|  | Pachycephalosaurus wyomingensis |
|  |                                 |

|  | Sphaerotholus buchholtzae |
|  |                           |
|  | Sphaerotholus goodwini    |
|  |                           |

|  | Alaskacephale gangloffi         |
|  |                                 |
|  | Pachycephalosaurus wyomingensis |
|  |                                 |

|  | Sphaerotholus buchholtzae |
|  |                           |
|  | Sphaerotholus goodwini    |
|  |                           |

|  | Acrotholus audeti   |
|  |                     |
|  | Prenocephale prenes |
|  |                     |

|  | Alaskacephale gangloffi         |
|  |                                 |
|  | Pachycephalosaurus wyomingensis |
|  |                                 |

|  | Sphaerotholus buchholtzae |
|  |                           |
|  | Sphaerotholus goodwini    |
|  |                           |

|  | Alaskacephale gangloffi         |
|  |                                 |
|  | Pachycephalosaurus wyomingensis |
|  |                                 |

|  | Sphaerotholus buchholtzae |
|  |                           |
|  | Sphaerotholus goodwini    |
|  |                           |

|  | Acrotholus audeti   |
|  |                     |
|  | Prenocephale prenes |
|  |                     |

|  | Alaskacephale gangloffi         |
|  |                                 |
|  | Pachycephalosaurus wyomingensis |
|  |                                 |

|  | Sphaerotholus buchholtzae |
|  |                           |
|  | Sphaerotholus goodwini    |
|  |                           |

|  | Alaskacephale gangloffi         |
|  |                                 |
|  | Pachycephalosaurus wyomingensis |
|  |                                 |

|  | Sphaerotholus buchholtzae |
|  |                           |
|  | Sphaerotholus goodwini    |
|  |                           |

|  | Acrotholus audeti   |
|  |                     |
|  | Prenocephale prenes |
|  |                     |

|  | Alaskacephale gangloffi         |
|  |                                 |
|  | Pachycephalosaurus wyomingensis |
|  |                                 |

|  | Sphaerotholus buchholtzae |
|  |                           |
|  | Sphaerotholus goodwini    |
|  |                           |

|  | Alaskacephale gangloffi         |
|  |                                 |
|  | Pachycephalosaurus wyomingensis |
|  |                                 |

|  | Sphaerotholus buchholtzae |
|  |                           |
|  | Sphaerotholus goodwini    |
|  |                           |

|  | Acrotholus audeti   |
|  |                     |
|  | Prenocephale prenes |
|  |                     |

|  | Alaskacephale gangloffi         |
|  |                                 |
|  | Pachycephalosaurus wyomingensis |
|  |                                 |

|  | Sphaerotholus buchholtzae |
|  |                           |
|  | Sphaerotholus goodwini    |
|  |                           |

|  | Alaskacephale gangloffi         |
|  |                                 |
|  | Pachycephalosaurus wyomingensis |
|  |                                 |

|  | Sphaerotholus buchholtzae |
|  |                           |
|  | Sphaerotholus goodwini    |
|  |                           |

|  | Acrotholus audeti   |
|  |                     |
|  | Prenocephale prenes |
|  |                     |

|  | Alaskacephale gangloffi         |
|  |                                 |
|  | Pachycephalosaurus wyomingensis |
|  |                                 |

|  | Sphaerotholus buchholtzae |
|  |                           |
|  | Sphaerotholus goodwini    |
|  |                           |

|  | Alaskacephale gangloffi         |
|  |                                 |
|  | Pachycephalosaurus wyomingensis |
|  |                                 |

|  | Sphaerotholus buchholtzae |
|  |                           |
|  | Sphaerotholus goodwini    |
|  |                           |

|  | Acrotholus audeti   |
|  |                     |
|  | Prenocephale prenes |
|  |                     |

|  | Alaskacephale gangloffi         |
|  |                                 |
|  | Pachycephalosaurus wyomingensis |
|  |                                 |

|  | Sphaerotholus buchholtzae |
|  |                           |
|  | Sphaerotholus goodwini    |
|  |                           |

|  | Alaskacephale gangloffi         |
|  |                                 |
|  | Pachycephalosaurus wyomingensis |
|  |                                 |

|  | Sphaerotholus buchholtzae |
|  |                           |
|  | Sphaerotholus goodwini    |
|  |                           |

|  | Acrotholus audeti   |
|  |                     |
|  | Prenocephale prenes |
|  |                     |

|  | Alaskacephale gangloffi         |
|  |                                 |
|  | Pachycephalosaurus wyomingensis |
|  |                                 |

|  | Sphaerotholus buchholtzae |
|  |                           |
|  | Sphaerotholus goodwini    |
|  |                           |

|  | Alaskacephale gangloffi         |
|  |                                 |
|  | Pachycephalosaurus wyomingensis |
|  |                                 |

|  | Sphaerotholus buchholtzae |
|  |                           |
|  | Sphaerotholus goodwini    |
|  |                           |

|  | Acrotholus audeti   |
|  |                     |
|  | Prenocephale prenes |
|  |                     |

|  | Alaskacephale gangloffi         |
|  |                                 |
|  | Pachycephalosaurus wyomingensis |
|  |                                 |

|  | Sphaerotholus buchholtzae |
|  |                           |
|  | Sphaerotholus goodwini    |
|  |                           |

|  | Alaskacephale gangloffi         |
|  |                                 |
|  | Pachycephalosaurus wyomingensis |
|  |                                 |

|  | Sphaerotholus buchholtzae |
|  |                           |
|  | Sphaerotholus goodwini    |
|  |                           |

|  | Acrotholus audeti   |
|  |                     |
|  | Prenocephale prenes |
|  |                     |

|  | Alaskacephale gangloffi         |
|  |                                 |
|  | Pachycephalosaurus wyomingensis |
|  |                                 |

|  | Sphaerotholus buchholtzae |
|  |                           |
|  | Sphaerotholus goodwini    |
|  |                           |

|  | Alaskacephale gangloffi         |
|  |                                 |
|  | Pachycephalosaurus wyomingensis |
|  |                                 |

|  | Sphaerotholus buchholtzae |
|  |                           |
|  | Sphaerotholus goodwini    |
|  |                           |

|  | Acrotholus audeti   |
|  |                     |
|  | Prenocephale prenes |
|  |                     |

|  | Alaskacephale gangloffi         |
|  |                                 |
|  | Pachycephalosaurus wyomingensis |
|  |                                 |

|  | Sphaerotholus buchholtzae |
|  |                           |
|  | Sphaerotholus goodwini    |
|  |                           |

|  | Alaskacephale gangloffi         |
|  |                                 |
|  | Pachycephalosaurus wyomingensis |
|  |                                 |

|  | Sphaerotholus buchholtzae |
|  |                           |
|  | Sphaerotholus goodwini    |
|  |                           |

|  | Acrotholus audeti   |
|  |                     |
|  | Prenocephale prenes |
|  |                     |

|  | Alaskacephale gangloffi         |
|  |                                 |
|  | Pachycephalosaurus wyomingensis |
|  |                                 |

|  | Sphaerotholus buchholtzae |
|  |                           |
|  | Sphaerotholus goodwini    |
|  |                           |

|  | Alaskacephale gangloffi         |
|  |                                 |
|  | Pachycephalosaurus wyomingensis |
|  |                                 |

|  | Sphaerotholus buchholtzae |
|  |                           |
|  | Sphaerotholus goodwini    |
|  |                           |

|  | Acrotholus audeti   |
|  |                     |
|  | Prenocephale prenes |
|  |                     |

|  | Alaskacephale gangloffi         |
|  |                                 |
|  | Pachycephalosaurus wyomingensis |
|  |                                 |

|  | Sphaerotholus buchholtzae |
|  |                           |
|  | Sphaerotholus goodwini    |
|  |                           |

|  | Alaskacephale gangloffi         |
|  |                                 |
|  | Pachycephalosaurus wyomingensis |
|  |                                 |

|  | Sphaerotholus buchholtzae |
|  |                           |
|  | Sphaerotholus goodwini    |
|  |                           |

|  | Acrotholus audeti   |
|  |                     |
|  | Prenocephale prenes |
|  |                     |

|  | Alaskacephale gangloffi         |
|  |                                 |
|  | Pachycephalosaurus wyomingensis |
|  |                                 |

|  | Sphaerotholus buchholtzae |
|  |                           |
|  | Sphaerotholus goodwini    |
|  |                           |

|  | Alaskacephale gangloffi         |
|  |                                 |
|  | Pachycephalosaurus wyomingensis |
|  |                                 |

|  | Sphaerotholus buchholtzae |
|  |                           |
|  | Sphaerotholus goodwini    |
|  |                           |

|  | Acrotholus audeti   |
|  |                     |
|  | Prenocephale prenes |
|  |                     |

|  | Alaskacephale gangloffi         |
|  |                                 |
|  | Pachycephalosaurus wyomingensis |
|  |                                 |

|  | Sphaerotholus buchholtzae |
|  |                           |
|  | Sphaerotholus goodwini    |
|  |                           |

|  | Alaskacephale gangloffi         |
|  |                                 |
|  | Pachycephalosaurus wyomingensis |
|  |                                 |

|  | Sphaerotholus buchholtzae |
|  |                           |
|  | Sphaerotholus goodwini    |
|  |                           |

|  | Acrotholus audeti   |
|  |                     |
|  | Prenocephale prenes |
|  |                     |

|  | Alaskacephale gangloffi         |
|  |                                 |
|  | Pachycephalosaurus wyomingensis |
|  |                                 |

|  | Sphaerotholus buchholtzae |
|  |                           |
|  | Sphaerotholus goodwini    |
|  |                           |

|  | Alaskacephale gangloffi         |
|  |                                 |
|  | Pachycephalosaurus wyomingensis |
|  |                                 |

|  | Sphaerotholus buchholtzae |
|  |                           |
|  | Sphaerotholus goodwini    |
|  |                           |

|  | Acrotholus audeti   |
|  |                     |
|  | Prenocephale prenes |
|  |                     |

|  | Alaskacephale gangloffi         |
|  |                                 |
|  | Pachycephalosaurus wyomingensis |
|  |                                 |

|  | Sphaerotholus buchholtzae |
|  |                           |
|  | Sphaerotholus goodwini    |
|  |                           |

|  | Alaskacephale gangloffi         |
|  |                                 |
|  | Pachycephalosaurus wyomingensis |
|  |                                 |

|  | Sphaerotholus buchholtzae |
|  |                           |
|  | Sphaerotholus goodwini    |
|  |                           |

|  | Acrotholus audeti   |
|  |                     |
|  | Prenocephale prenes |
|  |                     |

|  | Alaskacephale gangloffi         |
|  |                                 |
|  | Pachycephalosaurus wyomingensis |
|  |                                 |

|  | Sphaerotholus buchholtzae |
|  |                           |
|  | Sphaerotholus goodwini    |
|  |                           |

|  | Alaskacephale gangloffi         |
|  |                                 |
|  | Pachycephalosaurus wyomingensis |
|  |                                 |

|  | Sphaerotholus buchholtzae |
|  |                           |
|  | Sphaerotholus goodwini    |
|  |                           |

|  | Acrotholus audeti   |
|  |                     |
|  | Prenocephale prenes |
|  |                     |

|  | Alaskacephale gangloffi         |
|  |                                 |
|  | Pachycephalosaurus wyomingensis |
|  |                                 |

|  | Sphaerotholus buchholtzae |
|  |                           |
|  | Sphaerotholus goodwini    |
|  |                           |

|  | Alaskacephale gangloffi         |
|  |                                 |
|  | Pachycephalosaurus wyomingensis |
|  |                                 |

|  | Sphaerotholus buchholtzae |
|  |                           |
|  | Sphaerotholus goodwini    |
|  |                           |

|  | Acrotholus audeti   |
|  |                     |
|  | Prenocephale prenes |
|  |                     |

|  | Alaskacephale gangloffi         |
|  |                                 |
|  | Pachycephalosaurus wyomingensis |
|  |                                 |

|  | Sphaerotholus buchholtzae |
|  |                           |
|  | Sphaerotholus goodwini    |
|  |                           |

|  | Alaskacephale gangloffi         |
|  |                                 |
|  | Pachycephalosaurus wyomingensis |
|  |                                 |

|  | Sphaerotholus buchholtzae |
|  |                           |
|  | Sphaerotholus goodwini    |
|  |                           |

|  | Acrotholus audeti   |
|  |                     |
|  | Prenocephale prenes |
|  |                     |

|  | Alaskacephale gangloffi         |
|  |                                 |
|  | Pachycephalosaurus wyomingensis |
|  |                                 |

|  | Sphaerotholus buchholtzae |
|  |                           |
|  | Sphaerotholus goodwini    |
|  |                           |

|  | Alaskacephale gangloffi         |
|  |                                 |
|  | Pachycephalosaurus wyomingensis |
|  |                                 |

|  | Sphaerotholus buchholtzae |
|  |                           |
|  | Sphaerotholus goodwini    |
|  |                           |

|  | Acrotholus audeti   |
|  |                     |
|  | Prenocephale prenes |
|  |                     |

|  | Alaskacephale gangloffi         |
|  |                                 |
|  | Pachycephalosaurus wyomingensis |
|  |                                 |

|  | Sphaerotholus buchholtzae |
|  |                           |
|  | Sphaerotholus goodwini    |
|  |                           |

|  | Alaskacephale gangloffi         |
|  |                                 |
|  | Pachycephalosaurus wyomingensis |
|  |                                 |

|  | Sphaerotholus buchholtzae |
|  |                           |
|  | Sphaerotholus goodwini    |
|  |                           |

|  | Acrotholus audeti   |
|  |                     |
|  | Prenocephale prenes |
|  |                     |

|  | Alaskacephale gangloffi         |
|  |                                 |
|  | Pachycephalosaurus wyomingensis |
|  |                                 |

|  | Sphaerotholus buchholtzae |
|  |                           |
|  | Sphaerotholus goodwini    |
|  |                           |

|  | Alaskacephale gangloffi         |
|  |                                 |
|  | Pachycephalosaurus wyomingensis |
|  |                                 |

|  | Sphaerotholus buchholtzae |
|  |                           |
|  | Sphaerotholus goodwini    |
|  |                           |

|  | Acrotholus audeti   |
|  |                     |
|  | Prenocephale prenes |
|  |                     |

|  | Alaskacephale gangloffi         |
|  |                                 |
|  | Pachycephalosaurus wyomingensis |
|  |                                 |

|  | Sphaerotholus buchholtzae |
|  |                           |
|  | Sphaerotholus goodwini    |
|  |                           |

|  | Alaskacephale gangloffi         |
|  |                                 |
|  | Pachycephalosaurus wyomingensis |
|  |                                 |

|  | Sphaerotholus buchholtzae |
|  |                           |
|  | Sphaerotholus goodwini    |
|  |                           |

|  | Acrotholus audeti   |
|  |                     |
|  | Prenocephale prenes |
|  |                     |

|  | Alaskacephale gangloffi         |
|  |                                 |
|  | Pachycephalosaurus wyomingensis |
|  |                                 |

|  | Sphaerotholus buchholtzae |
|  |                           |
|  | Sphaerotholus goodwini    |
|  |                           |

|  | Alaskacephale gangloffi         |
|  |                                 |
|  | Pachycephalosaurus wyomingensis |
|  |                                 |

|  | Sphaerotholus buchholtzae |
|  |                           |
|  | Sphaerotholus goodwini    |
|  |                           |

|  | Acrotholus audeti   |
|  |                     |
|  | Prenocephale prenes |
|  |                     |

|  | Alaskacephale gangloffi         |
|  |                                 |
|  | Pachycephalosaurus wyomingensis |
|  |                                 |

|  | Sphaerotholus buchholtzae |
|  |                           |
|  | Sphaerotholus goodwini    |
|  |                           |

|  | Alaskacephale gangloffi         |
|  |                                 |
|  | Pachycephalosaurus wyomingensis |
|  |                                 |

|  | Sphaerotholus buchholtzae |
|  |                           |
|  | Sphaerotholus goodwini    |
|  |                           |

|  | Acrotholus audeti   |
|  |                     |
|  | Prenocephale prenes |
|  |                     |

|  | Alaskacephale gangloffi         |
|  |                                 |
|  | Pachycephalosaurus wyomingensis |
|  |                                 |

|  | Sphaerotholus buchholtzae |
|  |                           |
|  | Sphaerotholus goodwini    |
|  |                           |

|  | Alaskacephale gangloffi         |
|  |                                 |
|  | Pachycephalosaurus wyomingensis |
|  |                                 |

|  | Sphaerotholus buchholtzae |
|  |                           |
|  | Sphaerotholus goodwini    |
|  |                           |

|  | Acrotholus audeti   |
|  |                     |
|  | Prenocephale prenes |
|  |                     |

|  | Alaskacephale gangloffi         |
|  |                                 |
|  | Pachycephalosaurus wyomingensis |
|  |                                 |

|  | Sphaerotholus buchholtzae |
|  |                           |
|  | Sphaerotholus goodwini    |
|  |                           |

|  | Alaskacephale gangloffi         |
|  |                                 |
|  | Pachycephalosaurus wyomingensis |
|  |                                 |

|  | Sphaerotholus buchholtzae |
|  |                           |
|  | Sphaerotholus goodwini    |
|  |                           |

|  | Acrotholus audeti   |
|  |                     |
|  | Prenocephale prenes |
|  |                     |

|  | Alaskacephale gangloffi         |
|  |                                 |
|  | Pachycephalosaurus wyomingensis |
|  |                                 |

|  | Sphaerotholus buchholtzae |
|  |                           |
|  | Sphaerotholus goodwini    |
|  |                           |

|  | Alaskacephale gangloffi         |
|  |                                 |
|  | Pachycephalosaurus wyomingensis |
|  |                                 |

|  | Sphaerotholus buchholtzae |
|  |                           |
|  | Sphaerotholus goodwini    |
|  |                           |

|  | Acrotholus audeti   |
|  |                     |
|  | Prenocephale prenes |
|  |                     |

|  | Alaskacephale gangloffi         |
|  |                                 |
|  | Pachycephalosaurus wyomingensis |
|  |                                 |

|  | Sphaerotholus buchholtzae |
|  |                           |
|  | Sphaerotholus goodwini    |
|  |                           |

|  | Alaskacephale gangloffi         |
|  |                                 |
|  | Pachycephalosaurus wyomingensis |
|  |                                 |

|  | Sphaerotholus buchholtzae |
|  |                           |
|  | Sphaerotholus goodwini    |
|  |                           |

|  | Acrotholus audeti   |
|  |                     |
|  | Prenocephale prenes |
|  |                     |

|  | Alaskacephale gangloffi         |
|  |                                 |
|  | Pachycephalosaurus wyomingensis |
|  |                                 |

|  | Sphaerotholus buchholtzae |
|  |                           |
|  | Sphaerotholus goodwini    |
|  |                           |

|  | Alaskacephale gangloffi         |
|  |                                 |
|  | Pachycephalosaurus wyomingensis |
|  |                                 |

|  | Sphaerotholus buchholtzae |
|  |                           |
|  | Sphaerotholus goodwini    |
|  |                           |

|  | Acrotholus audeti   |
|  |                     |
|  | Prenocephale prenes |
|  |                     |

|  | Alaskacephale gangloffi         |
|  |                                 |
|  | Pachycephalosaurus wyomingensis |
|  |                                 |

|  | Sphaerotholus buchholtzae |
|  |                           |
|  | Sphaerotholus goodwini    |
|  |                           |

|  | Alaskacephale gangloffi         |
|  |                                 |
|  | Pachycephalosaurus wyomingensis |
|  |                                 |

|  | Sphaerotholus buchholtzae |
|  |                           |
|  | Sphaerotholus goodwini    |
|  |                           |

|  | Acrotholus audeti   |
|  |                     |
|  | Prenocephale prenes |
|  |                     |

|  | Alaskacephale gangloffi         |
|  |                                 |
|  | Pachycephalosaurus wyomingensis |
|  |                                 |

|  | Sphaerotholus buchholtzae |
|  |                           |
|  | Sphaerotholus goodwini    |
|  |                           |

|  | Alaskacephale gangloffi         |
|  |                                 |
|  | Pachycephalosaurus wyomingensis |
|  |                                 |

|  | Sphaerotholus buchholtzae |
|  |                           |
|  | Sphaerotholus goodwini    |
|  |                           |

|  | Acrotholus audeti   |
|  |                     |
|  | Prenocephale prenes |
|  |                     |

|  | Alaskacephale gangloffi         |
|  |                                 |
|  | Pachycephalosaurus wyomingensis |
|  |                                 |

|  | Sphaerotholus buchholtzae |
|  |                           |
|  | Sphaerotholus goodwini    |
|  |                           |

|  | Alaskacephale gangloffi         |
|  |                                 |
|  | Pachycephalosaurus wyomingensis |
|  |                                 |

|  | Sphaerotholus buchholtzae |
|  |                           |
|  | Sphaerotholus goodwini    |
|  |                           |

|  | Acrotholus audeti   |
|  |                     |
|  | Prenocephale prenes |
|  |                     |

|  | Alaskacephale gangloffi         |
|  |                                 |
|  | Pachycephalosaurus wyomingensis |
|  |                                 |

|  | Sphaerotholus buchholtzae |
|  |                           |
|  | Sphaerotholus goodwini    |
|  |                           |

|  | Alaskacephale gangloffi         |
|  |                                 |
|  | Pachycephalosaurus wyomingensis |
|  |                                 |

|  | Sphaerotholus buchholtzae |
|  |                           |
|  | Sphaerotholus goodwini    |
|  |                           |

|  | Acrotholus audeti   |
|  |                     |
|  | Prenocephale prenes |
|  |                     |

|  | Alaskacephale gangloffi         |
|  |                                 |
|  | Pachycephalosaurus wyomingensis |
|  |                                 |

|  | Sphaerotholus buchholtzae |
|  |                           |
|  | Sphaerotholus goodwini    |
|  |                           |

|  | Alaskacephale gangloffi         |
|  |                                 |
|  | Pachycephalosaurus wyomingensis |
|  |                                 |

|  | Sphaerotholus buchholtzae |
|  |                           |
|  | Sphaerotholus goodwini    |
|  |                           |

|  | Acrotholus audeti   |
|  |                     |
|  | Prenocephale prenes |
|  |                     |

|  | Alaskacephale gangloffi         |
|  |                                 |
|  | Pachycephalosaurus wyomingensis |
|  |                                 |

|  | Sphaerotholus buchholtzae |
|  |                           |
|  | Sphaerotholus goodwini    |
|  |                           |

|  | Alaskacephale gangloffi         |
|  |                                 |
|  | Pachycephalosaurus wyomingensis |
|  |                                 |

|  | Sphaerotholus buchholtzae |
|  |                           |
|  | Sphaerotholus goodwini    |
|  |                           |

|  | Acrotholus audeti   |
|  |                     |
|  | Prenocephale prenes |
|  |                     |

|  | Alaskacephale gangloffi         |
|  |                                 |
|  | Pachycephalosaurus wyomingensis |
|  |                                 |

|  | Sphaerotholus buchholtzae |
|  |                           |
|  | Sphaerotholus goodwini    |
|  |                           |

|  | Alaskacephale gangloffi         |
|  |                                 |
|  | Pachycephalosaurus wyomingensis |
|  |                                 |

|  | Sphaerotholus buchholtzae |
|  |                           |
|  | Sphaerotholus goodwini    |
|  |                           |

|  | Acrotholus audeti   |
|  |                     |
|  | Prenocephale prenes |
|  |                     |

|  | Alaskacephale gangloffi         |
|  |                                 |
|  | Pachycephalosaurus wyomingensis |
|  |                                 |

|  | Sphaerotholus buchholtzae |
|  |                           |
|  | Sphaerotholus goodwini    |
|  |                           |

|  | Alaskacephale gangloffi         |
|  |                                 |
|  | Pachycephalosaurus wyomingensis |
|  |                                 |

|  | Sphaerotholus buchholtzae |
|  |                           |
|  | Sphaerotholus goodwini    |
|  |                           |